# نقد التطور

في عام 1871 نُشر كاريكتير يظهر تشارلز داروين على هيئة قرد، ميزة له في الثقافة الشعبية على حسب أنه هو المؤسس الرئيسي لنظرية النشوء والارتقاء

ظهرت الاعتراضات على نظرية التطور منذ أن برزت الأفكار التطورية في القرن الـ19 عندما نشر تشارلز داروين نظريته حول التطور في كتابه أصل الأنواع عام 1859، والفكرة أن الأنواع نشأت من خلال التوريث مع التعديل من سلف واحد مشترك في عملية يقودها الانتقاء الطبيعي إضافة إلى النظريات التي طرحها لامارك، فصادفت اعتراضات مختلفة على أسس علمية وسياسية ودينية، وأبرزها تلك الاعتراضات التي قادها جورج كوفييه الذي دافع عن الخلق المباشر، وريتشارد أوين. واستمر خلال القرن العشرين وعلى الأخص في الربع الأخير منه وحتى الآن الانتقادات من علماء مختصين وغير مختصين يقودهم دعاة التصميم الذكي القائلين أن بعض الميزات في الكون عموما وفي الكائنات الحية خصوصًا من وراءها «مصمم ذكي»، ويرى المنتقدون أن النظرية بنيت منذ بدايتها على أمرين هما الأدلة الافتراضية وذاك ما اعترف به تشارلز داروين بأنها غير موجودة بالفعل، والأمر الثاني من الأدلة الخاطئة مثل توريث الصفات الجسدية المكتسبة وغيرها، وقد أشار داروين في الفصل السادس من كتابه أصل الأنواع الذي عنونه بصعوبة النظرية ومن ذلك الغياب التام للحفريات الوسطية أو البينية أو الانتقالية بين الأنواع، ولا يعني ذلك إيجاد حفرية أو اثنتين بل من المفترض إيجاد الكثير من الحفريات، يقول داروين في حيرة وشك: 
| نقد التطور | إذا كانت الأنواع قد انحدرت من أنواع أخرى عن طريق التسلسل الدقيق، فلماذا لا نرى في كل مكان أعدادا لا حصر لها من الأشكال الانتقالية؟ لماذا لا تكون الطبيعة كلها في حالة اختلاط بدلا من أن تكون الأنواع كما نراها محددة تحديدا واضحا؟ ولكن وفقا لما ورد في هذه النظرية، ينبغي أن يكون هناك عدد لانهائي من الأشكال الانتقالية... لماذا إذن لا نعثر عليها مطمورة بأعداد لا تعد ولا تحصى في قشرة الأرض؟ لماذا لا نجد الآن في المنطقة المتوسطة، التي تتسم بظروف حياتية متوسطة، أنواع متوسطة تربط بصفة دقيقة الأشكال البدائية بالأشكال المتقدمة؟...لقد حيرتني هذه الصعوبة منذ فترة طويلة من الوقت | نقد التطور |

.

## الحفريات
إن المشكلة الأساسية في إثبات النظرية تكمن في سجل المتحجرات أي مستحثات الكائنات الحية المحفوظة في التكوينات الجغرافية للأرض، فلم يكشف هذا السجل قط آثارا لكائنات وسطية للإنتقال من نوع إلى نوع  التي افترضها داروين، وعوضا عن ذلك تظهر الأجناس وتختفي فجأة، ويدعم هذا الشذوذ حجة دعاة الخلق بأن الأنواع قد خلقها الله. كما أن الأدلة العلمية الأولية التي ارتكز عليها تشكيل وبناء التأريخ التطوري للإنسان هي مجموعة صغيرة من العظام، شبّه أحد الأنثروبولوجيين هذه المهمة بتلك التي تعيد بناء سيناريو السلم والحرب اعتمادا على 13 صفحة مختارة عشوائيا، فلم يعد هناك أي مجال للاعتذار بفقر المتحجرات، إذ أصبحت هذه المتحجرات غنية إلى درجة أصبح من الصعب فرزها وتصنيفها، وأصبح الاكتشاف يسبق عمليات التوحيد والدمج، ومع ذلك فإن سجل المتحجرات لا يزال يحتوي على فجوات كبيرة ولا يصح ما يعتقد البعض أن الحفريات توفر جزءا هاما من الحجة العامة لصالح التفسيرات الداروينية في تاريخ الحياة.

### الاستدلال الدائري
يعتقد المنتقدين أنه ليس هناك حفريات تدعم نظرية التطور بل مجرد استخدام لمغالطات الاستدلال الدائري بمعنى عكس وضع الدليل والنتيجة، حيث لا يصير الدليل هو الذي يقود إلى النتيجة كما في كل النظريات العلمية، ولكن يصير التطور أن تضع النتيجة أولا كنظرية مفروغ منها ثم يتم وضع أي أدلة أخرى، بدءا من الأدلة المزعومة في الحفريات ووصولا إلى الأدلة التي يستغل فيها اليوم علم الجينوم وارتقاء الاكتشافات المتوالية فيه خطوة بخطوة، حيث يتم أيضا استغلال الأعضاء ووظيفتها لصالح التفسير التطوري، كما حصل في القرن التاسع عشر عندما وضع أحد علماء الداروينية قائمة فيها حوالي 86 عضوا ضامرا أو آثريا على صحة التطور وهو يجهل وظيفتهم في الكائن الحي، ثم مع توالي الاكتشافات العلمية والتشريحية لم يتبقى من هذه القائمة عضو واحد ليس له فائدة بعكس ما افترض مؤيدوا نظرية التطور أنها من بقايا التطور وأنه ليس لها فائدة في جسم الإنسان، وكان من تلك القائمة الغدد الصماء قبل معرفة الهرمونات إلى آخر ذلك مما يعول عليه لجعل النتيجة أولا كحقيقة مفروغ منها ثم تفسير أي شيء على أنه تطور، فاتباع هذا الأسلوب لا يصح لإثبات صحة النظريات بل العكس هو الصحيح أي الدليل ثم النتيجة، فنظرية التطور لم تقدم شيئا للعلم، ووصفت بأنها أكبر خدعة في تاريخ العلوم، فالخطأ المنهجي في نظرية التطور في الالتجاء لمغالطة المصادرة على المطلوب، وذلك يجعل المطلوب إثباته أو النتيجة المرجو الوصول إليها هي التطور، ومقدماته أو إحداها التي يجب الاستدلال عليها هي التشابه شيئا واحدا، والمغالطة المنطقية تحصل هنا حينما يتم افتراض صحة النتيجة التي يراد البرهنة عليها في المقدمات سواء بشكل صريح أو ضمني، وحين يتم الاستدلال بالنتيجة المرجو الوصول إليها كحقيقة أولية لبناء هكذا افتراض. ولهذا فالتطور يقوم على التلفيق لإثبات صحته من بين كل العلوم والنظريات المحترمة، ولعل حادثة العثور على ضرس واحد فقط وعلى الفور تم جعل هذا الضرس دليلا على الحلقة المفقودة في تطور الإنسان وسلفه الماضي غير الموجود أصلا فأسموه رجل نيبراسكا، ثم بعد ذلك اتضح أن الضرس كان لخنزير أمريكي بري منقرض. أو مثل تلك الحادثة الأخرى عن عثورهم على جزء صغير من جمجمة والتي على الفور تم جعلها تمثل سلف الإنسان أيضا فسموه ساعتها رجل أورك ثم تبين بعد ذلك ان الجمجمة لحمار. أو تلك العظمة الأخرى التي عثر عليها ثم جعلت ترقوة لسلف الإنسان فتبين بعد ذلك أنها جزء من ضلع دولفين، فيعلق على هذه الواقعة أستاذ الأنثروبولوجيا في جامعة كاليفورنيا تيم وايت فيقول «المشكلة مع الكثير من علماء الأنثروبولوجيا هي رغبتهم الملحة لإيجاد أسلاف الإنسان، لذلك فإن أي شظايا من العظام تصبح عظاما لأسلاف» فهذه بعينها هي مغالطة الاستدلال الدائري، التي يعتمد عليها كل التطور من أيام داروين إلى يومنا هذا، وكما اعترف بذلك العالم التطوري رونالد ويست عندما قال: «على عكس ما يكتبه معظم العلماء فإن سجل الأحافير لا يدعم نظرية داروين، لأننا نستخدم تلك النظرية لتفسير السجلات الحفرية، ولذلك فنحن مذنبون في الاستدلال الدائري حين نقول أن السجل الأحفوري يدعم هذه النظرية» فلو صح التطور لامتلأت الأرض بمليارات من حفريات الكائنات الوسيطية أو البينية بين الأنواع المختلفة أثناء تطورها ببطء عبر الزمن، وتتجلى فيها أخطاء العشوائية والتخبط الذي من المفترض أن يعمل التطور عليه وانتقائه، لكن هذا ما لم يحدث تماما كما اشتكى داروين وإلى اليوم.[بحاجة لمصدر]

### حفريات تخالف نظرية التطور
- آثار أقدام إنسان عصري عمرها 3.6 مليون سنة التي عثر عليها سنة 1977 في منطقة بتنزانيا، ولقد عثر على هذه الآثار في إحدى طبقات الأرض التي قُدر عمرها بنحو 3.6 مليون سنة، والأهم من ذلك أن هذه الآثار لم تكن تختلف عن آثار الأقدام التي يخلفها الإنسان العصري، وقد تمت دراسة هذه الآثار من قبل عدد من علماء علم مستحاثات البشر فجاءت النتائج أنه من دون شك أن هذه الآثار تشبه آثار أقدام الإنسان العصري[14]، فلا تتميز عن آثار الإنسان في عصرنا، فقوس القدم مرتفع وإصبع القدم الكبير ضخم ومحاذ للإصبع الثاني، وتقبض أصابع القدم على الأرض مثلما تقبض عليها أصابع الإنسان الذي لا يرى في أشكال الحيوانات الأخرى[15]، وقد أظهرت الدراسات التي أجريت على البنية الشكلية لآثار الأقدام مرارا وتكرارا أنه كان يجب أن تقبل بوصفها آثار أقدام الإنسان، بل أكثر من ذلك إنها آثار أقدام إنسان عصري (إنسان اليوم العاقل)، فبعد فحص هذه الآثار تبين أنها تعود لأقدام إنسان عاقل (هومو سابينز)[بحاجة لمصدر] . ومن بين كل السمات الشكلية القابلة للتمييز لا يمكن التمييز بين أقدام الأفراد الذين خلقوا هذه الآثار وبين أقدام الإنسان العصري، وقد كشفت الدراسات المحايدة التي أجريت على آثار الأقدام عن أصحابها الحقيقيين، فآثار الأقدام هذه قد تكونت من عشرين أثرا متحجرا لإنسان عصري في العاشرة من عمره وعشرين أثرا لإنسان أصغر عمرا، فقد كانوا أناسا عاديين مثلنا[16]، لقد كانت هذه الآثار مركزا للمناقشات لسنين، وقام علماء علم مستحاثات البشر من أنصار نظرية التطور بمحاولات لإيجاد تفسير للموقف لأنه كان من الصعب عليهم أن يقبلوا حقيقة أن إنسانا عصريا كان يمشي على ظهر الأرض قبل 3.6 مليون سنة، وخلال عقد التسعينات من القرن العشرين بدأ هذا التفسير يتبلور، إذ قرر دعاة نظرية التطور أن آثار الأقدام هذه كان يجب أن تكون من مخلفات القرد الجنوبي، فحسبما الورد في نظرية التطور يستحيل أن يوجد إنسان عاقل  قبل 3.6 مليون سنة، واعترف بعضهم أنه في المجمل تشبه آثار الأقدام البالغة من العمر 3.5 مليون سنة والتي عثر عليها في الموقع G بمنطقة لاتولي آثار الأقدام المعتادة لإنسان عصري لا ينتعل حذاء، ولا توحي أي من سماتها أن كائنات المنطقة الشبيهة بالبشر كانت حيونات ثنائية القدمين أقل قدرة منا، ولو لم يكن معروفًا أن آثار الأقدام الموقع G قديمة جدا لاستنتج أنها تعود إلى فرد من أفراد الجنس الإنساني، ولكن _حسب ادعاء الداروينية_ بسبب مشكلة العمر فيضطر إلى افتراض أن هذه الآثار تعود لمخلوق من نوع لوسي[17] أي من نوع أوسترالوبيثيكوس أفارينيسيس. فمن غير الممكن أن تكون آثار الأقدام هذه التي يفترض عمرها 3.6 مليون سنة خاصة بقرد جنوبي، وكان السبب الوحيد الذي دعى إلى الاعتقاد بأن آثار الأقدام قد تخلفت عن قرد جنوبي هو الطبقة البركانية البالغة من العمر 3.6 مليون سنة التي عُثر فيها على آثار الأقدام، وقد نسبت الآثار إلى قرد جنوبي على افتراض أن البشر ليس من الممكن أن يكونوا قد عاشوا في مثل هذا العصر المبكر، وتبين لنا التأويلات بآثار الأقدام أن دعاة التطور لا يدافعون عن نظريتهم عن طريق دراسة الاكتشافات العلمية، بل رغمًا عنها، وهذه الحالة تبين نظرية يتم الدفاع عنها بغض النظر عن أي شيء، مع إهمال أو تشويه كل المكتشفات الجديدة التي تعارض النظرية لخدمة أغراضها فتم الإبقاء على النظرية رغم الملاحظة العلمية المخالفة لها.[18]
- اكتشاف كوخ يعود تاريخه إلى 1.7 مليون سنة عُثر عليه في أوائل السبعينات في منطقة في جورجيا، ففي هذه المنطقة في الطبقة الثانية من طبقات الأرض اكتشف أن أنواع القرد الجنوبي والإنسان القادر على استخدام الأدوات والإنسان منتصب القامة كانت تعيش معًا في نفس الفترة الزمنية، والأمر الأكثر إثارة للدهشة هو البناء الذي عثر عليه في المنطقة نفسها، عُثر على بقايا كوخ خشبي، ويتمثل الجانب غير العادي في هذا الحدث في أن هذا البناء الذي لا يزال يستخدم في بعض أجزاء من أفريقيا ما كان يمكن لأحد بناءه غير الإنسان العاقل، ووفقا لما توصل إليه مكتشفوه فلابد أن يكون القرد الجنوبي والإنسان القادر على استخدام الأدوات والإنسان منتصب القامة والإنسان العصري قد عاشوا معًا قبل نحو 1.7 مليون سنة تقريبًا.[19]
- اكتشاف عظمة بشرية تعود ل 1.84 مليون سنة، والعظمة عبارة عن خنصر في اليد اليسرى لإنسان عادي، والعظمة تتطابق مع عظام البشر الحاليين بشكل كبير ولا يمكن نسبها إلى أسلاف البشر.[20]، هذا الاكتشاف الذي سيشكل صدمة لأنصار نظرية التطور، ويعارض رواية أسلاف البشر وتطورهم، فالإنسان القديم هو نفسه الإنسان الحالي بكامل تميزه عن غيره من القرود.
- حفرية ساحلنثروباس تشادينسيز وهي عبارة عن جمجمة اكتشفت في التشاد بوسط أفريقيا في صيف 2002 بعمر يصل إلى 7 ملايين سنة، وتشبه الإنسان الحالي، وتعد أقدم عضو في العائلة البشرية، وتبين الجمجمة بشكل حاسم أن الفكرة القديمة المتصلة بالحلقة المفقودة ما هي إلا افتراضات لا قيمة لها، ولا بد أن يكون جليًا أن لب فكرة الحلقة المفقودة الذي كان موضع شك، لا يمكن التمسك به مطلقًا بعد هذه الحفرية[21]، وحتى بعض مؤيدي نظرية التطور اعترفوا أن هذه الجمجمة المكتشفة يمكن ان تقضي على أفكارهم بشأن تطور الإنسان[22]، وأن لهذا الاكتشاف أثر قنبلة نووية صغيرة.[23]
- مستحاثات ديناصورات من 20 إلى 40 ألف سنة، كانت بدايتها منذ 1997 عندما تم العثور على بقايا بروتينات دم في عظام ديناصور المفترض أنه انقرض منذ 65 إلى 80 مليون سنة حسب الرواية الداروينية [24][25]، ثم تكرر الأمر في 2002 بالعثور على أنسجة مرنة ولينة في بقايا عظام الديناصورات[26]، وظلت الصدمة مهيمنة وتواصل الحديث عنها في المجلات العلمية من الحين لآخر في محاولة لتصعيدها على السطح مرة أخرى لغرابة التكتيم عليها، وتم تقديم 20 عينة من حفريات لديناصورات مختلفة تم فحصها بطرق معينة من الكربون-14 المشع، فأثبتت أن أعمارها ما بين 22 إلى 40 ألف سنة فقط[27]، وقدمت كل هذه الحقائق سنة 2013.[28][29][30]
- اكتشاف حفرية في إسبانيا سنة 1995 من قبل ثلاثة علماء متخصصين في الأنثروبولوجيا القديمة، والحفرية عبارة عن وجه صبي في الحادية عشر من عمره كان يبدو مثل الإنسان العصري تمامًا، على الرغم من مرور 800 ألف سنة على وفاته أي أقدم من 200 الف التي قدر التطوريون عمر ظهور الإنسان، الأمر الذي أدهش علماء الحفريات.[31]

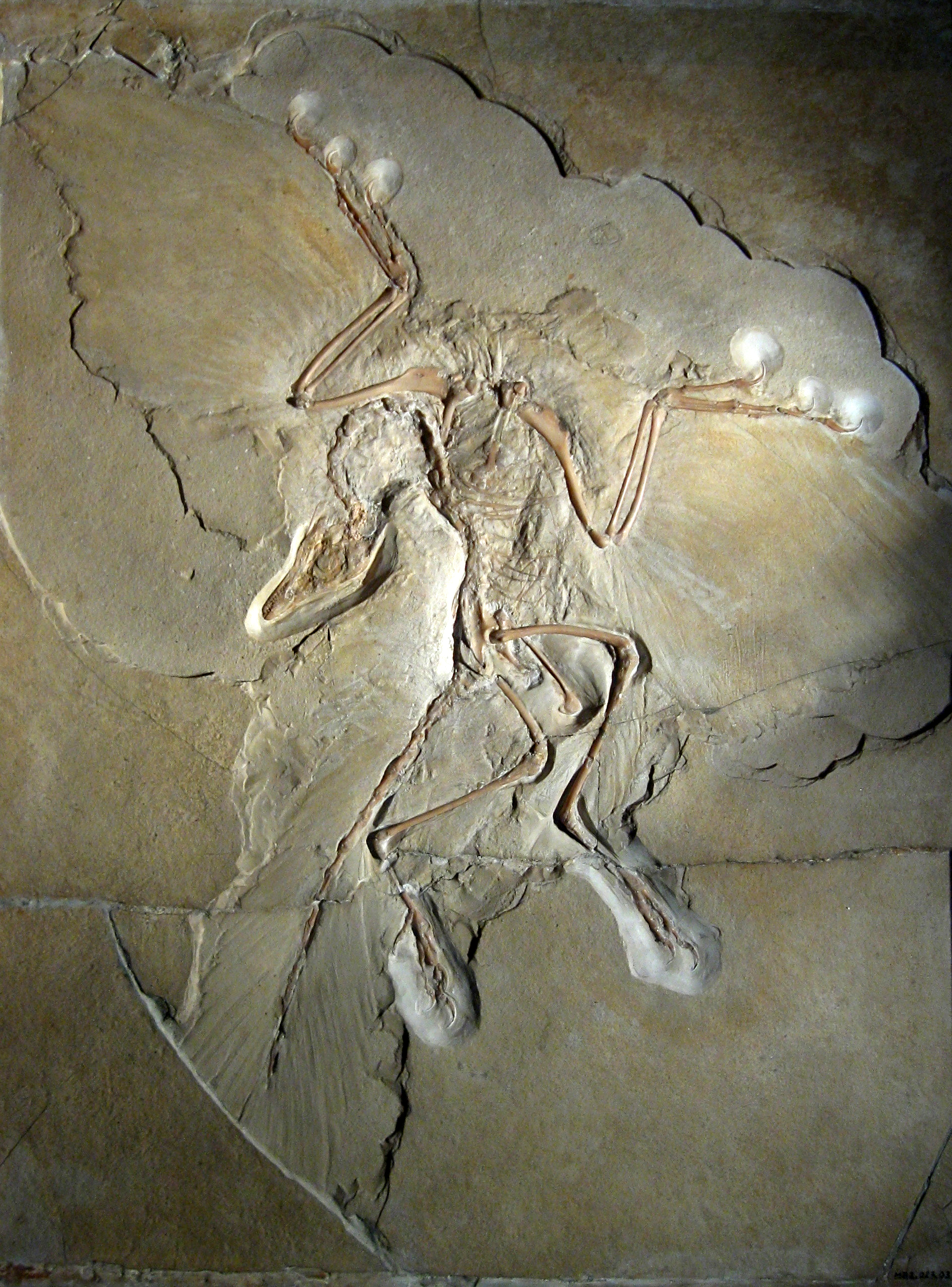
حفرية طائر الأركيوبتريكس

- اكتشاف حفرية الهيكل العظمي لen:Turkana Boy التي قدر عمرها ب1.6 مليون سنة، الذي يشبه في شكله الجسماني ونسب أوصاله الأفارقة الحاليين الذين يعيشون عند خط الاستواء، وعلى الرغم من صغر سنه فأوصاله تضاهي في مقاييسها تقريبا مقاييس الذكور البالغين في أمريكا الشمالية[32]، وقد تأكد أن الحفرية خاصة بصبي في الثانية عشرة من عمره، كان سيبلغ طوله 1.83 متر إذا ما وصل لمرحلة المراهقة، وجمجمته تشبه الإنسان النياندرثالي.[33]
- اكتشاف حفرية في منطقة بإثيوبيا لفك الإنسان العصري يعود عمرها إلى 2.3 مليون سنة، هذا الفك له أهمية كبيرة لأنه بين أن الإنسان العصري وُجد على الأرض قبل فترة أطول مما توقعه أنصار نظرية التطور.[34]
- حفرية لطائر الأركيوبتريكس التي اكتشف العلماء أنها ترجع إلى 220 مليون سنة[35]، وهي لكائن مغطى بالريش، ولديه عظمة ترقوة تماما مثل الأركيوبتريكس والطيور المعروفة اليوم، ولديه عراق ريشة مجوف، الأمر الذي يدحض الادعاء التطوري بأن الأركيوبتريكس هو الكائن الانتقالي الذي انحدرت منه الطيور لأن هذه الحفرية التي فيها كل صفات الطيور تشمل كذلك صفات الأركيوبتريكس، فقد تم اكتشافها قبل 75 مليون سنة قبل العمر الذي أعطي لظهوره (أي القول التطوري أنه ظهر قبل 150 مليون سنة)، وأصبح تكوين ريش هذا الطائر أحد أهم الأدلة التي تؤكد أنه كان طائرا قادرًا تمامًا على الطيران، لأن التكوين المتماثل لريشه لا يمكن تمييزه عن نظيره في الطيور الحديثة، وهو يشير إلى أن ذلك الطائر كان بمقدوره الطيران على أكمل وجه وليس بصعوبة[36]، كما أن أسنانه مفلطحة غير مشرشرة وجذورها عريضة، عكس أسنان الديناصورات الرباعية الأطراف ذات الجذور الحادة[37] كما قارن الباحثون عظام كاحلها مع مقابلها في الديناصورات ولم يجدوا أي تشابها بينهم[38]، وكشفت دراسة علماء التشريح أن التطوريين أخطأوا في ادعائهم[39]، فعند تحليل منطقة الأذن لدى الحفرية اكتشف أنها شديدة الشبه بنظيرتها في الطيور الحديثة الموجودة اليوم[40]، لقد أبطلت هذه الحقيقة كل فرضيات التطور القائلة بأن الأركيوبتريكس هو السلف البدائي للطيور[41] وأكدت أن الطيور لم تأت من الديناصورات.[42]

### تزوير الحفريات
- سمكة سيلاكانث وهي السمكة التي رأى مؤيدوا نظرية التطور في حفرياتها جسمها الممتليء وبقايا أعضاء داخلية ظنوا أنها مثل البرمائيات، وكذلك رأو زعانفها الكبيرة فتخيلوا أنها هي جد البرمائيات التي انتقلت بالأسماك إلى البر، فقالوا أنها منقرضة لأنه لم يراها أحد حية إلى اليوم وأنها عاشت مند 70 مليون سنة وأنها كانت تعيش قرب سطح الماء لكي يسهل عليها القفز إلى البر فجعلوها إحدى أدلة نظرية التطور، لكن ذلك لم يكن صحيحا ففي 22 ديسمبر من سنة 1938 حيث مع تطور أدوات الغوص والصيد في أعماق البحار والمحيطات تم اصطياد أول سمكة من هذا النوع ليتأكدوا بأنها لا زالت حية إلى اليوم، أي لم تنقرض أصلا، ولكنها تعيش في الأعماق ولذلك لم يكن يراها أحد إلى ذلك الوقت، وأن أعضائها الداخلية ليست مثل البرمائيات، ثم توالت عشرات الاصطيادات لها حول العالم، حتى أن أحد من انخدع بها في البداية وهو عالم الكيمياء التطوري جي سميث وهو الرئيس الشرفي لمتاحف أسماك جنوب إنجلترا الذي قال:«إن العثور على سمكة كويلامانث حية هو مثل العثور على ديناصور في الشارع».[43]
- أحفورة إنسان بلتداون فقد ادعى مؤيدو نظرية التطور العثور على عظمة فك وجزء من جمجمة داخل حفرة بإنجلترا، وأن عظمة فكها أشبه بفك القرد، والأسنان والجمجمة كانتا أشبه بأسنان وجمجمة الإنسان، وزعموا أن عمرها أكثر من أربعين ألف سنة، فأعدت لها رسومات وتأويلات، وقدموها بوصفها دليلا مهما على تطور الإنسان وأنها اكتشاف مذهل عن الإنسان البدائي.[44][45] وفي سنة 1949 حاول علماء المتحجرات البريطانيين تجربة طريقة اختبار الفلور لتحديد تاريخ المتحجرة، فأجري الاختبار على متحجرة إنسان بلتداون، فكانت النتيجة أن عظمة الفك لا تحتوي على أي فلور ويدل هذا على أنها لم تظل مدفونة في الأرض لأكثر من بضع سنين، أما الجمجمة التي احتوت على مقدار ضئيل من الفلور فقد تبين أن عمرها لا يتجاوز بضعة آلاف من السنين، كما اتضح أن الأسنان الموجودة في عظمة الفك تنتمي إلى الأورانجوتان قد تآكلت اصطناعيا، وأن الأدوات البدائية المكتشفة مع المتحجرات هي مجرد أدوات بسيطة مقلدة شحذت بواسطة أدوات فولاذية[46]، وبالتحليل المفصل كشف هذا التزوير[47] للجمهور بعد 40 سنة وذلك سنة 1953، فالجمجمة تخص إنسانا عمره نحو خمسمائة سنة في حين كانت عظمة الفك السفلي تخص قردا مات مؤخرا، وقد تم ترتيب الأسنان على نحو خاص في شكل صف ثم اضيفت إلى الفك وتم حشو المفاصيل لكي يبدو الفك شبيها بفك الإنسان، وبعد ذلك تم تلطيخ كل هذه القطع بثنائي كرومات البوتاسيوم لإكسابها مظهرا عتيقا، ثم بدأت هذه اللطخ بالاختفاء عند غمسها في الحمض، فقد ظهرت الأدلة على حدوث كشط صناعي فكانت الأدلة واضحة على زيفها.[48]
- حفرية الروديستوس التي زعم أنها الحلقة الوسطى المفقودة ذات الأرجل والزعانف لتطور الحوت كما قال مكتشفها فيليب جنجريتش وهو مدير متحف الحفريات بجامعة ميشيغان بأمريكا، ففي مقابلة أجراها معه بصفته مكتشف الحفرية، كانت المفاجأة أن من أجراها معه لم يجد هيكل حفرية الروديستوس الموجود بالمتحف ولا الزعنفة الخلفية التي في الرسم، ولا الزعنفتين الأماميتين مثل الحيتان وكما رسمها جنكريخ أيضا، فسأله عن السبب فرد بأنهم وجدوا أطرافه الأمامية واليدين والذراعين الأماميين للروديستوس، وأنهم يتفهمون أنه لا يملك هذا النوع من الأذرع التي يمكن أن تنتشر مثل الزعانف التي في الحيتان[49] حيث اعترف جنجريخ بأخطاء أخرى متعمدة في باقي الحفريات لتطور الحوت فعلق قائلا: «باسم داروين، لقد أضاف العلماء ذيل الحوت إلى حيوان عندما لم يتم العثور على ذيل له، وقد أضافوا أيضا الزعانف لنفس هذا الحيوان الأرضي عندما لم يكن له»[50]
- أحفورة أركيورابتور التي زُعِم أنها الحلقة المفقودة بين الديناصورات الأرضية والطيور التي تستطيع الطيران بالفعل، وقال مؤيدوا نظرية التطور وخصوصا مؤسسة ناشيونال جيوجرافيك أن الديناصورات ذات الريش سبقت الطيور الأولى، وقالوا بأنها خليط صفات بدائية وحديثة، وأن ذلك ما يتوقعه العلماء من ديناصورات تجرب الطيران، لكن اكتشف أن الأحفورة مفبركة وزائفة، اكتشفت هذه الفبركة على يد عالم الأحافير الصيني en:Xu Xing (paleontologist) الذي أثبت أن العينة تتكون من ذيل ديناصور مدمج بجسم طائر بدائي، وقد انتُقِدت مؤسسة ناشيونال بأنها تعامل مجموعة من علماء الحيوان المتحمسين الذين صرحوا بانحرافهم عن العلم لمجرد رغبتهم في أن تكون الطيور تطورت عن الديناصورات، وأن أول من تعرض للخطر بسبب هذا التزييف هو الحقيقة والتقييم العلمي للأدلة، لدرجة أن هذا المشروع صار واحدا ومن أعظم الأكاذيب في عصرنا الحالي[51]، كما أن مجلة ناتشر عام 2000 انتقدت مجلة ناشيونال جيوغرافيك لاستعجالها بنشر مقال وُصف بأنه أشبه بالصحافة الشعبية الفارغة غير المدعومة بالدليل، والتي تعتمد على إثارة العواطف، وذلك من قبل عالم أحافير متميز[52]، وهناك من صرح أن ناشيونال جيوجرافيك عرفت أن الحفرية مزيفة فكتمتها.[53]
- حفرية رجل أورك ففي عام 1983 تم الترويج لجزء من جمجمة وجدت في إسبانيا لعام كامل باعتبارها أقدم أحفورة للإنسان في أوراسيا، وتبين لاحقا أنها لحمار عمره أربعة أشهر.[54]
- متحجرة إنسان نبراسكا فقد أُعلن عن اكتشاف ضرس متحجرة سنة 1922 غرب نبراسكا يعود إلى العصر البليوسيني، فزعم بعض مؤيدوا نظرية التطور أن هذا الضرس يحمل صفات مشتركة بين كل من الإنسان والقرد وأنه دليلا على التطور لا يقبل الجدل، وأنه يعود إلى إنسان جاوة منتصب القامة، واستنادا لهذا الضرس فقط أعادوا بناء رأس إنسان نبراسكا وجسده. وفي سنة 1927 عثر على أجزاء أخرى من الهيكل العظمي لإنسان نبراسكا، ووفقا لهذه الأجزاء المكتشفة حديثا لم يكن الضرس يخص إنسانا ولا قردا بل يخص خنزيرا بريا.[55]
- أحفورة إنسان بحيرة رودولف التي سميت KNM-ER 1470 حيث في سنة 1927 اكتشفت لأجزاء تخص متحجرة في كينيا، فأطلق نفس الاسم على الطائفة التي من المفترض أن تمثلها هذه المتحجرة، وقدمت على أن عمرها 2.8 مليون سنة وأنها أعظم اكتشاف في تاريخ الأنثروبولوجيا وعلى أنها آثارا كاسحة، وأن سعة جمجمته صغيرة مثل القرد الجنوبي ومع ذلك كان وجهه مثل وجه الإنسان، وأنه هو الحلقة المفقودة بين القرد الجنوبي والإنسان، لكن بعد فترة قصيرة اتضح أن وجه الجمجمة جاء نتيجة لصق معيب لأجزاء الجمجمة والأمر من الممكن أن يكون قد حدث عن عمد، وفي سنة 1992 أجريت دراسات حول وجه الإنسان وبمساعدة المحاكاة الحاسوبية عندما أعيد بناء الجمجمة لأول مرة تم تركيب الوجه على الجمجمة في وضع لا يكاد يكون عموديا وأشبه ما يكون بالوجوه المسطحة للإنسان العصري، وفي الدراسات الأخيرة للعلاقات التشريحية أظهرت أن الحياة الفعلية لا بد أن يبرز الوجه بشكل ملحوظ مكونا ملامح تشبه ملامح القرد، بل تشبه بالأحرى وجوه القردة الجنوبية[56]، فاتضحت الحقيقة أن صغر حجم جمجمتها وكبر أنيابها وغيرها من الصفات التي أشارت إلى أن المتحجرة تشارك القردة الجنوبية هذه الصفات[57] وتحمل كذلك مثل النماذج الأخرى المبكرة للإنسان صفاتا مشتركة مع القردة الجنوبية ذات البنية الصغيرة ولا توجد هذه الصفات في النماذج الإنسانية المتأخرة أي الإنسان المنتصب القامة[58]، فهذا الكائن كان يجب ألا يصنف تحت فئة الأنواع البشرية مثل الإنسان القادر على استخدام الأدوات وإنسان رودولف بل على العكس يجب ضمه إلى الفئة الخاصة بأنواع القردة الجنوبية.[59]

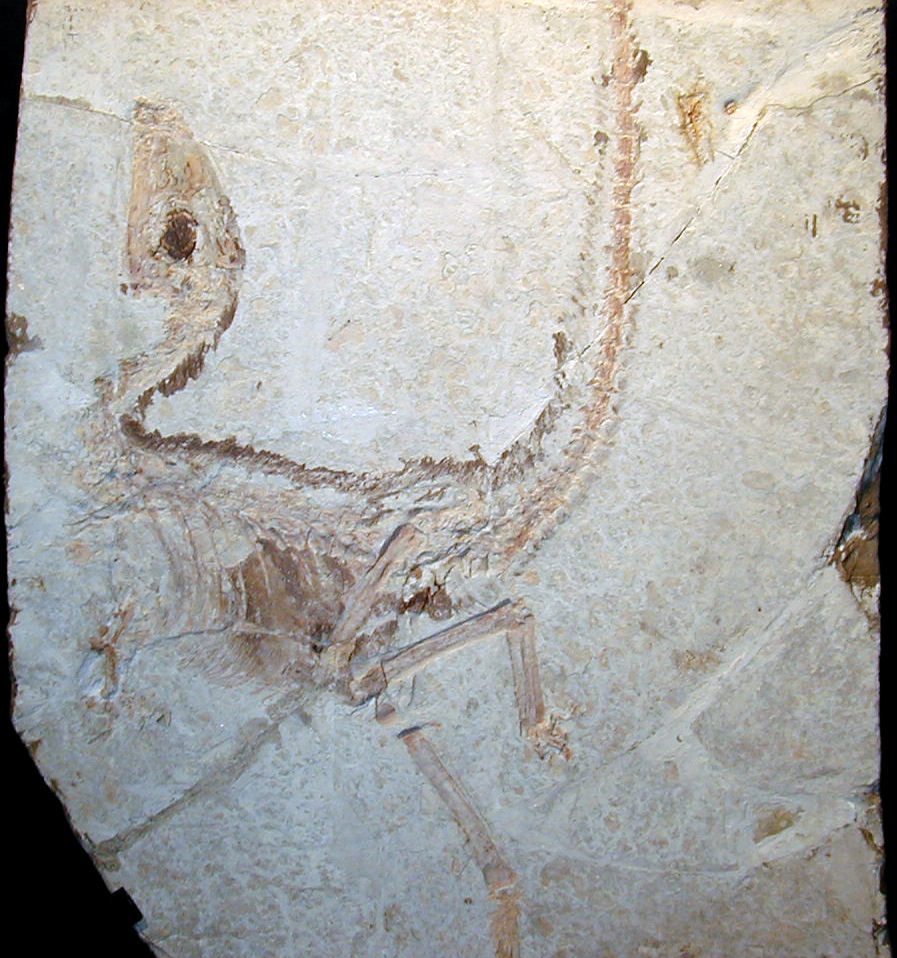
مستحاثة سيناصوريبتريكس المكتشفة في الصين

- أحفورية لوسي التي قال عنها مؤيدوا نظرية التطور أنها تطابق كثيرا حفريات الشمبانزي العادي تماما إلا جزء الحوض والركبة اللذان يدلان على أن لوسي كانت قادرة على المشي منتصبة القامة، لكن تبين أن حوض لوسي كان مفتتا إلى أكثر من 40 قطعة وعند تجميعه يعطي حوضا للشمبانزي أي لا يستطيع الوقوف منتصبا أو المشي بسهولة، بعكس عظمة حوض البشر القادرة على المشي بانتصاب وسهولة لاتصالها بالعضلات وانحنائها، فعندما أعيد تشكيل الحوض ليكون مثل البشر، عظمة الركبة البشرية لم تكن موجودة بالكامل أصلا بل تم تركيبها وإكمالها بما بتوافق مع تكوين ركبة البشر، وحتى العظام نفسها الموجودة مشكوك فيها ومنها ما تم اكتشاف أنه لا يمت للأحفورة بصلة، فقد اكتُشفت عظمة لقرد البابون في هيكل لوسي الشهير.[60] فبالنسبة لتشابه الأحفورة مع الشمبانزي والقردة التي لا تستطيع المشي منتصبة رغم حجم المخ الصغير عند مقارنتها يتبين أن جمجمتها تشبه القرود[61]، ولديها شكل الفك السفلي عكس فك الإنسان وشكل هيكلها محرج يظهر في شكله غير بشري[62]، كما أن كاحلها متجه للخلف مثل القردة على عكس الإنسان المتجه للإمام فيتبين بكل وضوح أن الفرق بينها وبين الإنسان لا يخطيء فيه أحد[63]، وعندما درس بعض علماء الحفريات هيكلها ترجح لهم أنه لقرد يتسلق الشجر فحسب.[64][65]
- أحفورية ديناصور يدعى en:Sinosauropteryx الذي تم اكتشافه في الصين سنة 1996، وقُدم للعالم بوصفه الحلقة المفقودة ديناصور ذو ريش، وتصدرت أخباره عددا من عناوين الصحف، ومع المدة كشفت التحاليل المفصلة أن التراكيب التي صورها أنصار التطور بإثارة على أنها ريش طائر ولا تمت في الواقع للريش بصلة. في البداية اتار علماء الحفريات ضجة حول صور الحفرية التي تم توزيعها، ولكن في اجتماع جمعية الحفريات الفقارية الذي عقد في شيكاغو كان الحكم مختلفا، فقد قال ما يقرب من ستة علماء حفريات غربيين ممن شاهدوا العينات إن التراكيب ليست ريشا حديثا، فوجد أن التراكيب هي عبارة عن ألياف كولاجينية بالية تحت الجلد، وبالتالي ليست لها أي علاقة بالطيور.[66]
- أحفورية إيدا اكتشفت سنة 1983 في ألمانيا وتم تقدير عمرها بحوالي 47 مليون سنة، وقدمت سنة 2009 كحلقة مفقودة على أنها أعجوبة العالم الثامن وحجر رشيد التطور والكنز المفقود الذي سيكشف غموض التطور المبكر لسلف البشر وانفراده عن باقي الثدييات وتمايز أفرع الرئيسيات وصورت بأنها الفسيفساء الناقصة لوصل الإنسان في سلف سحيق ببقية الثدييات[67][68] وعندما درسها العلماء اكتشفوا عدم صلة تلك الحيوانات بأسلاف البشر وأنها مجرد قرد ليمور منقرض، وقدمت أدلة بأن إيدا لا تمثل دلالة تطورية في تاريخ أسلاف البشر.[69][70][71][72][73][74]

### الانفجار الكمبري

#### طبقات الكمبري
لقد كان تشارلز داروين في حيرة من أمره حيال السجل الأحفوري الذي ناقض افتراضات نظريته، وقال في كتابه أصل الأنواع: «أن الأمر الذي لا يقبل الجدل أن الطبقة الكمبرية السفلى ترسبت، وكان العالم يعج بالكائنات الحية»، فقد اعترف رغم كل شيء أن الصخور تحت طبقات الكمبري كانت خالية تقريبا من الحفريات بل وأضاف أنه ظهرت بشكل مفاجيء أنواع حية تنتمي إلى العديد من الأقسام الرئيسية الخاصة بالمملكة الحيوانية أسفل الصخور الحفرية المعروفة. فبدون أي دليل على وجود سلالات لكائنات حية سابقة، يعترف داروين صراحة أن عدم وجود أشكال لسلالات قديمة سابقة كان برهانا صحيحا ضد نظريته لكنه تمنى أن تسهم البحوث المستقبلية في اكتشافات أدلة مفقودة. فبعد 150 عاما تقريبا مما قاله داروين زاد الوضع سوءا على سوء، فحاليا يعرف أن 40 مجموعة حيوانية رئيسية ظهرت من العدم في طبقات الكمبري، وهو ما يعادل 50 إلى 80 بالمائة من كل أنواع الكائنات الحية التي وجدت على ظهر الأرض تسمى هذه الدفقة الدراماتيكية للمخلوقات بالانفجار الكمبري، حتى في عصر داروين كان الجيولوجيون يعلمون أن أقدم الحفريات ظهرت فجأة على طبقات صخرية فارغة في تلك الحقبة التي كانت تعرف حينها بالصخور الكمبرية. يفترض التطوريون الجدد أن أنواعا من الكائنات ترتقي من أنواع أخرى، في مراحل تدريجية بطيئة مع مرور الزمن، وأن الأنواع الأكثر اختلافا تحتاج لمزيد من المراحل التطورية ولمزيد من الوقت. إن المشكلة مع الانفجار الكمبري (حوالي 540 مليون سنة وفقا للتأريخ الإشعاعي) هو مجموعات ضخمة من المخلوقات تظهر في فترة قصيرة جدا بحوالي عشرة ملايين سنة مع عدم وجود مراحل تطور تدريجي سابقة لها، فعشرة ملايين سنة هي كلمح البصر في الزمن الجيولوجي، وهي أيضا قصيرة جدا أمام اعتقاد أشد التطوريين حماسا في أنه يمكن أن يتطور 40 نوعا من الكائنات الحية الرئيسية.
زعم داروين أن حفريات سالفة ربما وُجِدت، لكنها تآكلت في ما بعد، صحيح أنه لا توجد طبقات صخرية بين الكمبري وطبقات عصر ما قبل الكمبري في معظم الصخور، لذا فقد بدت فرضية داروين ذات مصداقية، مع ذلك فإن الاختبار الحقيقي لصدقية الفرضية هو التساؤل فيما إذا ما زالت توجد هذه الطبقات الصخرية الحاسمة في أماكن من العالم بما تحمله من أحافير فقد تفاقمت المشكلة عندما تم العثور على صخور أخرى تعود إلى ما قبل الكمبري، مع القليل من الحفريات فيها، ولم تأتي تلك الحفريات الغريبة بأي علاقة تربطها مع حفريات العصر الكمبري لذا فهي لا يمكن أن تكون أسلافا لها. فعلماء الحفريات وجدوا أحافير لكائنات صغيرة جدا كتلك البكتيريا والكائنات المجهرية التي عثر عليها في طبقات ما قبل العصر الكمبري وهذا يوحي بأن الظروف المثالية للتحجر كانت متوفرة في ما قبل الكمبري، لذلك فإن أي حيوان وُجد في ذلك الوقت كان يمكن أو يجب أن يوجد متحجرا، أكثر الحفريات التي تم اكتشافها في فترة الانفجار الكمبري وجد الباحثون أنها متحجرات أحافير لشوكيات الجلد وبعض الفقريات إلى جانب ثلاثية الفصوص وذوات القوائم الذراعية الشهيرة، لقد عثروا على حفريات من كل أنواع المجموعات الحيوانية الرئيسية التي تعيش إلى يومنا هذا، ومع افتراض نشوء جميع الفروع الرئيسية للشجرة التطورية الحيوانية بأكملها قبل العصر الكمبري، فإنها مفقودة في سجل الحفريات. وقد ظهر أن حفريات ما فوق الكمبري تختلف عن مخلوقات العصر الكمبري ذاته الذي تختلف كائناته بدورها عن بعضها البعض، مع عدم تواجد أي دليل على حدوث تغيرات بين ذلك. إن الطبقات الكمبرية تبين أن معظم الكائنات الحية من الحيونات الرئيسية التي نعرفها اليوم ظهرت في تلك الفترة وتشكلت بالكامل، فعلى الرغم من وجود سجل حفري جيد لحيونات من ذوات الهياكل العظمية، إلا أنها ليست أحافير قابلة للإحالة بشكل لا بأس فيه إلى مجموعة الحيونات ثنائية الجانب آخر سلف مشترك مما يمثل الكائنات الحية اليوم، فمن اللافت غيابها والتساؤل يدور عن مكان تواجدها. قُدمت فكرة وحيدة لشرح كيفية تطور هيكل جسمي جديد في قفزات مفاجئة وهي أن الجينات هي المتحكمة في التطور، وبالأخص جينات هوكس، وهذا إذا كان التغيير يحدث في مرحلة أساسية من مسار التطور فيمكن أن يظهر مخطط هيكلي جديد أو هكذا تذهب النظرية، مع أن تغير المخطط الهيكلي هو أمر غير عادي، فالتساؤل يدور حول كيفية إمكان بناء نصف المرحلة، لجسم وسطي أن يبقى على قيد الحياة حتى يمرر مثل تلك التحولات، فالاختلاف الواقع بين الغلاف الجسمي والهيكل الداخلي الحبلي يجعل من الصعب أن نتصور كائنا حيا بهيكل نصفه داخلي ونصفه خارجي، بل إنه من المرجح كثيرا أن يتم استئصاله عن طريق الانتقاء الطبيعي بدل الحفاظ عليه، وليس هذا فحسب بل إن مخططا جسميا جديدا يتطلب كميات ضخمة من المعلومات المعقدة والدقيقة للغاية مشفرة في الحمض النووي غير البروتيني، وهذه المعلومات الوراثية هي مؤشر على التصميم وليس على التغير العشوائي. فجميع البحوث حتى الآن تشير إلى أن جينات هوكس وحدها لا تكفي لإنشاء هيكل جسمي جديد، وحتى لو أمكنها أن تنتج مثل هذه التغيرات الجذرية، فلا تزال هناك مشكلة، مثل هذه التحولات الهيكلية في مخطط جسمي هي غير ممكنة في نمو الحيونات وتعرف هذه التحولات الهيكلية باسم الجينات المميتة بسبب أنها تموت في العادة قبل ولادتها. حتى لو ولد كائن حي مع بعض من التغيرات الوسطية في الهيكل الجسمي، فإن فرصة البقاء على قيد الحياة ستكون محدودة للغاية، جسم نصف متطور من شبه المؤكد أنه سيكون عائقا بدل كونه ميزة في الطبيعة، وحدها التغيرات الواسعة النطاق، والتي تقع في نصف المرحلة من التغير إلى كائن آخر، هي التي من المحتمل أن تكون مؤثرة، وحتى لو ظل هذا الكائن على قيد الحياة مدة تكفي للوصول إلى مرحلة البلوغ فإنه قد يكون غير قادر على التناسل واجتذاب الزوج لنشر مثل هذه التغيرات، فهذه التغيرات يجب أن تكون متحققة منذ البداية لكي تؤدي عملها، فعلى سبيل المثال أنتجت تجارب طويلة المدى مسخا لذبابة الفاكهة معروفة بen:Antennapedia ، وكان لها ساقان حيث يجب أن تكون لها قرون استشعارية غير أنه في البرية سيقضي الانتقاء الطبيعي على مثل هذه المسوخ في أسرع وقت. فعندما صحا الجو للمرة الأولى وأرسلت الشمس أشعتها على المحيطات فجأة تميزت تلك المخلوقات التي طورت أنظمة بصرية بخاصية استثنائية، ثم انتشرت العيون في الأرجاء، وهذا ما أدى إلى تنامي ظاهرة الافتراس بين الحيونات، وهو بالتالي ما أشعل فتيلة الانفجار الكمبري، وكانت التغيرات أعطت دفعا إضافيا من أفضل مهارات الهجوم والدفاع، ثم أجبر التطور على مضاعفة سرعته، تدعى هذه النظرية التي طرحها البروفيسور الأمريكي أندرو باركر نظرية مفتاح الضوء. كان توقع مؤيدوا نظرية التطور أن أول عيون ظهرت كانت بدائية جدا ثم تطورت في وقت لاحق إلى عيون أكثر تعقيدا ولكن لم يكن ذلك صحيحا فقد كانت أول العيون التي تظهر في طبقات الكمبري متطورة جدا، وهي تنتمي إلى ثلاثية الفصوص، وثلاثية الفصوص ظهرت للمرة الأولى في صخور الكمبري الأولية وليس في آخرها، وعيون ثلاثية الفصوص هذه معقدة بشكل لا يصدق، بل وأكثر تعقيدا من بعض ما نجده في الوقت الحاضر، وكان تميزها بتلك الأعين المركبة هو ما يفسر بقاء ثلاثية الفصوص وانتشارها غير أن عيونها تلك لا تتناسب مع الانتقاء الطبيعي والتطور من البسيط إلى المعقد تسلسلا، وحتى عند افتراض أنه كانت هناك زيادة كبيرة في النشاط التطوري إبان العصر الكمبري لكانت الصخور الكمبرية محملة بأحافير انتقالية، لكن بدلا من ذلك فقد وُجد عدد قليل من المتحجرات التي قد ينظر إليها على أنها تظهر تغييرات من مخلوق إلى آخر، سيعود أنصار التطور إلى مقولة داروين أن الحلقات المفقودة هي ببساطة مفقودة كما هي بالنسبة للغالبية العظمى للسجل الاحفوري لأنهم يرفضون مجرد التفكير في أن هذه الوسائط قد لا تكون موجودة أصلا وهناك من قال منهم «أن العديد من الأقسام الكبيرة وكذلك الصغيرة، مجهولة الأصل لا أسلاف لها، وإن مثل هذه الثغرات هي دون شك تعود إلى عدم اكتمال السجل الأحفوري».

## الثورة السيلورية الديفونية الأرضية
كان  الانفجار السيلوري الديفوني الذي تم على الأرض ، والمعروف أيضًا باسم انفجار النباتات الديفونية  هي فترة تنوع سريع للنباتات والفطريات حدثت منذ 428 إلى 359 مليون سنة خلال العصر السيلوري والديفوني ،  مع حدوث المرحلة الأكثر أهمية خلال العصر السيلوري المتأخر والعصر الديفوني المبكر.
تشير ما عثر عليه من أحافير من ذلك الزمن إلى حدوث منافسة شرسة على الضوء والمساحة المتاحة للحياة  على الأرض ، زاد التنوع المظهري للنباتات بشكل كبير ، وهو ما يمكن مقارنته من حيث الحجم والأثر بحدوث''' انفجار في تنوع الحياة الحيوانية ''' أثناء الانفجار الكمبري ،  وبصفة خاصة في النمو الرأسي للنباتات ، والذي سمح بوجود مظلات ضوئية أسفل منها التي سمحت بتطوير النباتات التطورية التي تلت بعد ذلك وتغييرها . مع تطور النباتات وإنتشرت ، وكذلك نشأت المفصليات وانتشرت ، وهذا شكل علاقات تكافلية بينهما. كانت هذه النباتات السيلورية والديفونية مختلفة بشكل كبير في المظهر والتكاثر والتشريح عن معظم النباتات الحديثة. لقد انقرض الكثير من هذه النباتات في أحداث الانقراض بما في ذلك حدث كيلواسر Kellwasser وحدث Hangenberg وانهيار الغابات الممطرة الكربونية وانقراض نهاية العصر البرمي .
فالحفريات تدل على حدوث ثورات عبر التاريخ الجيولوجي تظهر فيها فجأة أنواع من الحيوانات والنباتات  , ولم يكن في طبقات الأرض الي حتها أي سلف لتلك الحيوانات الجديدة. وتتعاقب أحداث الإنقراض ثم تعقبها حوانات ونباتات مكتملة.

#### الإديكارا

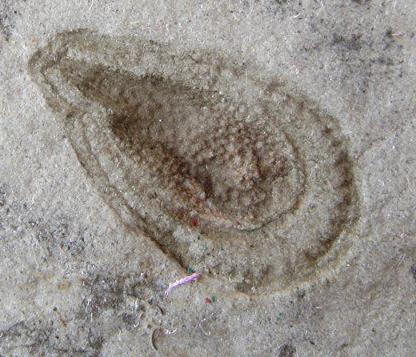
حفرية إديكارية

أدت فرضيات التطور حول ما قبل الكمبري إلى وقوع بعض العلماء في أخطاءِِ علمية، فعلى سبيل المثال ظن البعض خطأََ أن الشوريا طحالب وحيدة الخلية هي لافقاريات عند البحث عن أسلاف لمخلوقات الكمبري في ما قبل الكمبري وتبعهم الكثيرون في ذلك. وعندما عُثِر على تلك الكائنات الغريبة والمعروفة بكائنات الإدكارا في أستراليا وغيرها من الأماكن حول العالم.

## الحياة السيلورية والديفونية
ظن البعض أنهم وجدوا حلا لمعضلة داروين ولكن بعد توالي المزيد من الاكتشافات لهذه الحفريات الغريبة عادت الشكوك مجددا، فهذه الكائنات بدأ يُنظر إليها بطريقة مختلفة عن غيرها منذ أن اقترح علماء الحفريات أنه ينبغي أن تصنف على أنها مملكة حيوانية منفصلة تماما، ولكنه لم يستطاع تصنيفها هل هي حيوانات أم نباتات أم نوع آخر بينهما، وقد ألقت دراسات جديدة ظلالا من الشك حول الصلة بين المخلوقات التي تعيش في وقتنا الحالي ووجود بقايا أسلافها محفوظة في الصخور الرملية، بل إن من علماء الآثار من ذهب أبعد من ذلك أن كائنات الإديكارا لا صلة لها مطلقا بالمخلوقات الحية حاليا، وعلى هذا فتكون كائنات الإديكارا قد أبيدت تماما قبل بداية حقبة الكمبري. فأمام يأس التطورين من العثور على الأسلاف المفقودة من الحفريات الكمبرية فإنهم يستميتون في مساعيهم تلك حتى أنهم أخطئوا في اعتبار أشكال غير عضوية على أنها حفريات، فمثلا ظن بعضهم أن الصخور المتحولة en:Eozoon Canadense هي حفريات لكائنات حية، وفي المقابل فإن ما يتفق تماما مع أدلة الكمبري مع وجهة نظر تاريخية، هو أن هوية نموذجية من المعلومات الوراثية قد تكون أدخلت بشكل مفاجيء في الأنظمة البيولوجية، في مراحل مختلفة من السجل الأحفوري، خصوصا في بدابات الأطوار الأولية من خلق الحيوان والنبات

## الاحتمالات الرياضية
تعتمد نظرية التطور على حصول طفرات في الحوض الجيني ومع وجود الكثير من الاختلافات البروتينية والنسيجية حتى بين الكائنات المتقاربة. فإن الحساب النظري لاحتمالية نشوء بروتين وظيفي جديد ضئيلة للغاية، بحيث تكون مستحيلة باعتبار عمر وموارد الأرض.
- أقوال علماء بخصوص الاستحالة الرياضية للتطور

عالم الرياضيات ستانيسلو أولام Stanislaw Ulam قال في ورقته (كيف تصيغ المشاكل الرياضية لمعدل التطور How to Formulate Mathematically Problems of Rate of Evolution): «يبدوا أنه يلزم وجود الآلاف، بل وربما الملايين، من الطفرات الناجحة كي تنتج أبسط تعقيد نراه في الحياة اليوم».
وذكر عالم الرياضيات والبيولوجيا ديفيد بيرلينسكي David Berlinski:” نريد 50 ألف تحول في كائن بري لكي يتطور إلى حوت، الأمر أشبه بتحويل سيارة برية إلى غواصة مائية ”.
أما فريد هويل Fred Hoyle فيقول: «إن احتمالية ظهور بروتين وظيفي واحد بالصدفة من تكوينات الأحماض الأمينية: هي مثل أن تملأ المجموعة الشمسية برجال عميان يحاولون الوصول إلى حل مكعب الروبيك في لحظة واحدة!».

### دراسات حول الاحتمالية الرياضية للتطور
- المدة اللازمة لظهور طفرة مفيدة

قدم التطوري ريتشارد ستيرنبرغ Richard Sternberg ورقة بحثية تحت عنوان: «انتظار طفرتين: مع تطبيق على تطور تسلسل تنظيمي، ومحدودية التطور الدارويني». تقوم فكرة الدراسة على إمكانية تعطيل أحد الجينات المثبطة للأورام، وذلك بغرض حصول طفرات عشوائية في العينة التي يعمل عليها، والكائن المستخدم هو ذبابة الفاكهة. ثم يقوم بانتظار حصول زوج من الطفرات فقط، إحداها تعطل موقع ربط عامل نسخ موجود مسبقًا، والطفرة الثانية تنشئ موقعًا جديدًا.
وبين في دراسته من خلال ملاحظاته والمعلومات المستقاة من الدراسات السابقة أنه بالنسبة لذبابة الفاكهة فتبين أنَّ الأمر يحتاج بضعة ملايين سنة حتى حصول الطفرة المطلوبة مع تثبيتها. أما بالمقارنة مع البشر – ذوو العدد السكاني الأقل – فسيتطلب الأمر أكثر من 100 مليون سنة من تفعيل السرطان فيهم لحصول الطفرة المطلوبة.
اعتمد ريتشارد في مقارنته على دراسة Stone JR, Wray GA تحت عنوان " Rapid evolution of cis-regulatory sequences via local point mutations" والتي قدرت معدل توليد التسلسلات التنظيمية لاصطناع الدي نوفو من خلفية جينية عشوائية.وبالحساب الرياضي لمعادلات في مجموعة من الدراسات المختلفة حصلوا على نتائج متفاوتة، وصلت حتى الحاجة إلى 216 مليون سنة للوصول للطفرة المطلوبة.
لكن أغلب البروتينات تتكون من مئات الأحماض الأمينية، وبالتالي تحتاج لمئات الطفرات الصحيحة، مما يضاعف المدة اللازمة بشكل أسي.
- احتمالية تكون بروتين بالطفرات العشوائية

البروتين هو مُركب وظيفي حيوي وحدة بناؤه الأساسية هي الأحماض الأمينية، يوجد في سيتوبلازم الخلية البشرية 20 حمضًا أمينيًا مختلفًا. ولكل حمض أميني شكل فراغي أيمن وأيسر كأنهما مرآه.على الرغم من التماثل التام وكلاهما يدخل في تفاعل كيميائي إلا أنَّه تختار الحموض الأمينية ذوات التوجه الأيسر، دون الأيمن، لأنه الاختيار الوحيد الذي يسمح بالشكل ثلاثي الأبعاد للبروتين في مرحلة الطي.
ذكر ويندل بيرد W.R.Bird في كتابه (Origin of Species Revisited: The Theories of Evolution and of Abrupt Appearance) بروتين الكولاجين كمثال، وقام بحساب احتمالية نشوئه بالصدفة.
كما ذكرنا تتكون البروتينات من أحماض أمينية، والأحماض الأمينية الأساسية عند البشر هي 20 حمضًا أمينيًا.
البروتين قيد الدراسة هو الكولاجين، وهو بروتين هامٌ في تكوين الأنسجة الضامة في العضلات والجلد وأعضاء أخرى.
يتكون الكولاجين من سلسلة من الحموض الأمينية تحوي 1055 حمضًا أمينيًا مرتبةً بعضها مع بعض.
فتكون بذلك احتمالية نشوء البروتين بالصدفة تساوي 1/10 مرفوعًا إلى 527.
لكن هذا ليس كل شيء فلكي تكون البروتينات وظيفية يجب أن تكون الحموض الأمينية ميسرة كما ذكرنا لتمكن من تشكل الشكل ثلاثي الأبعاد للبروتين (هنا لا نناقش احتمالية تكون الشكل ثلاثي الأبعاد بحد ذاته، فهذا سيصعب الأمر كثيرًا أيضًا، إنما فقط التسلسل المطلوب). بالتالي سيضطرنا الأمر لضرب الأُس الناتج بـ 2. فتكون النتيجة 10 أس 1054. وهذا مستحيل رياضيًا. وقد بين العالم الأمر بـ:
- في الرياضيات إذا نقص العدد عن 1/10 أس 50 يُعد يساوي الصفر الرياضي. لكن باعتبار وجود احتمال ولو كان ضئيلًا، ألا يعني هذا إمكانيته؟
لتقريب تصور حجم العدد أكثر ذُكرت في كتاب بيرد بعض النقاط:
- جميع الذرات في الكون مجموعها 10 أُس 80 ذرة. ومضى على الانفجار الكبير (بداية الكون) 10 أُس 17 ثانية.
- فرياضيًا، كما وضح ويليام ستوكس: «لو أحضرنا مليارات الكواكب مثل كوكب الأرض وامتلأت كل هذه الكواكب عن آخرها بالأحماض الأمينية وانتظرنا عليها مليارات السنين فلن نحصل على بروتين واحد».
وتحوي الخلية الواحدة آلاف البروتينات المختلفة، ويمتلك الجسم البشري ما يزيد عن 100 ألف بروتين مختلف.
- طي البروتين

يتكون البروتين من تسلسل محدد من الأحماض الأمينية، لكن وجود التسلسل الصحيح لا يكفي لإعطاء البروتين وظيفته، فيجب أن يتشكل التسلسل بالشكل الفراغي المطلوب ليتمكن من التلاؤم مع مستقبله، فيما يعرف بآلية القفل والمفتاح.
بحث في هذا الموضوع الدكتور دوغلاس إكس Douglas D. Axe ونشر ورقة محكمة تحت عنوان: " The Case Against a Darwinian Origin of Protein Folds". فبين فيها أنَّه حتى لو وجد التسلسل الصحيح المطلوب، والذي يحتاج أساسًا لعدد هائل من السنوات، فذلك لا يعني أن البروتين سيكون وظيفيًا.
لدرجة أنَّه ذكر في الدراسة أنَّ الحل هنا لتفسير ظهور هذا الطي الدقيق سيكون من خارج التطور الدارويني.
- بروتينات خلية جرثومية

بحث في هذا الموضوع روبرت شابيرو Robert Shapiro أستاذ الكيمياء بجامعة نيويورك وأحد الخبراء في مجال الحمض النووي.
قام روبرت بحساب احتمال التكوّن الصدفي لـ 2000 بروتين كالتي لخلية جرثومية واحدة، وهي من أبسط أشكال الحياة، فكانت النتيجة التي وصل إليها هي: 1 إلى 10 مرفوعًا إلى 40.000.
أي 1 وبجانبه 40 ألف صفر. وذلك لإنشاء خلية جرثومية واحدة فقط.
- وقد وضح بيرد خيالية هذا الرقم بالنسبة لكوننا كله (وليس فقط للكرة الأرضية)، كما ذكرنا في فقرة مثال تطبيقي على احتمالية تكون بروتين بالطفرات العشوائية.

### حل مفترض للاستحالة الرياضية
نشر كلٌ من هربرت ويلف Herbert S. Wilf ووارين أوينز Warren J. Ewens عام 2010 ورقة أنه يمكن للتطور الحصول في المدة الزمنية المتاحة في الأرض. وقد بنوا فرضيتهم على أنه إن كان هنالك جاسوس يكشف كل بروتين في تطور النوع ليتمكن الكائن للانتقال لكائنٍ آخر ذو بروتينات مناسبة متناسقة، فإن ذلك لا يستدعي وجود عدد هائل من الكائنات أو الاحتمالات. ووضحوا أن المقصد بهذا الجاسوس هو الانتقاء الطبيعي، والذي يقوم بانتقاء الكائن تبعًا لصفة واحدة أو أكثر. فليس بالضرورة أن يوجد كائن مباشرةً بكل بروتيناته، بل يتدرج من كائنٍ آخر، ويشرف الانتقاء الطبيعي على هذا التدرج، والإشراف على تدرج مضبوطٍ موجه يحتاج الأمر لزمنٍ أقل.
- - نقد الحل المفترض بُني الحل على تطور الكائنات، وليس على تطور البروتينات أو المورثات المفردة. فالانتقاء الطبيعي لا يستطيع انتقاء كائن إلا إن توفر عنده بروتين وظيفي جديد يؤدي وظيفة يمكن للانتقاء الطبيعي اصطفاء الكائن من خلالها. فهذا الجاسوس «الذي افترض عمله هكذا» لا يمكنه أن يعمل قبل أن يُوجد البروتين، والبروتين إما أن يوجد وظيفيًا أو لا. وقد ذكرت الدراسات السابقة أنَّ الزمن اللازم لإنتاج بروتين وظيفي واحد فقط (اللازم ليستطيع الجاسوس بدء عمله) يتطلب وقتًا أكبر من عمر الكون بأكمله.

### كتب ومنشورات تناولت استحالة التطور رياضيًا
- B Bird, W. R., Origin of Species Revisited: The Theories of Evolution and of Abrupt Appearance.
- The Mathematical Impossibility of Evolution.
- Coppedge J., Evolution: Possible or Impossible.
- W. A. Williams, Evolution Disproved.
- Mathematical Challenges to the Neo-Darwinian Interpretation of Evolution.
- Fred Hoyle, Chandra Wickramasinghe, Evolution from Space.
- https://bio-complexity.org/ojs/index.php/main/article/download/BIO-C.2010.1/56

## الأعضاء الضامرة
الأعضاء الضامرة أو الأثارية أو اللاوظيفية هي أعضاء لم يكن العلماء يعرفون وظيفة لها بعد في القرن التاسع عشر، فاستغلها مؤيدو نظرية التطور فقالوا أنها بقايا وآثار من الأسلاف والجدود الحيوانية التي لم يعد لها وظيفة في جسد الإنسان أو غيره وأنها دليل على صحة التطور، بدأ ذلك منذ 1893 عندما تم الإعلان عن قائمة الـ86 عضوا في جسد الإنسان، فمثلا في تلك القائمة كانت الغدد الصماء مثل الغدة النخامية والصنوبرية والزعترية لأنه في وقته لم يعرف شيء عن الهرمونات أصلا ولا الخلية وبروتيناتها، لكن مع التقدم العلمي تم اكتشاف أن لكل تلك الأعضاء دورا يلعبه في الجسم، حيث إنه لا يمكن تحديد الأعضاء التي ليس لها وظائف دون لبس، الطريقة التي يبنى بها النقاش المستخدَم في هذا الموضوع ليست ذات قيمة علميا، فالأعضاء الضامرة لا تشكل أي دليل لصالح نظرية التطور قطعا.

### زائدة دودية

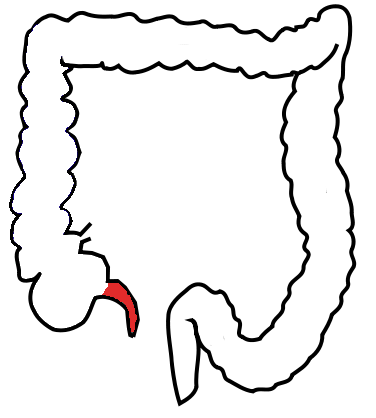
موقع الزائدة الدودية باللون الأحمر

الزائدة الدودية في الإنسان اكتشف أنها ضرورية للجسم منذ 1997 تقريبا فقد اتضح أن لها وظائف هامة جدا منذ تكون الجنين في صنع عددا من هرموناته، وكذلك دورها المناعي بالتداخل مع الجهاز اللمفاوي للحماية من الهجمات البكتيرية الضارة بما تختزنه هي من بكتيريا وجراثيم نافعة، أو تمد الجسم بهذا النافع من البكتيريا والجراثيم إذا فقدها في بعض الحالات مثل مرض الكوليرا أو الإسهال الشديد الذي يستفرغ الأمعاء منها، وقد أجريت أبحاث تنص على أهميتها في حماية الجسم من هجوم البكتيريا وفوائد قد تنقذ حياة الإنسان، فللإنسان زائدة دودية بينما هي لا توجد لدى أقربائه البعيدين من فصيلة القردة الدنيا، ولكنها تظهر مرة أخرى بين ثدييات من مراتب أدنى مثل حيوان الأبوسوم الأمر الذي يعارض أن تكون ضامرة. كما أن نتائج فحص الزائدة الدودية تحت الميكروسكوب أشارت إلى احتوائها على نسيج لمفاوي بنسب كبيرة إلى حد ما، ويتشابه هذا النسيج وتراكمات نسيجية أخرى يمكن رؤيتها في أجزاء أخرى من جهاز المناعة، وتتمتع هذه الأنسجة بالقدرة على التعرف على الجينات المضادة الموجودة في المواد التي تدخل الجسم عن طريق البلع، كما اثبتت التجارب التي أجريت على الأرانب أن الأفراد حديثي الولادة الذين خضعوا لعملية استئصال الزائدة الدودية قد أصيبوا بخلل في التطور المناعي للغشاء المخاطي، كما أظهرت نتائج الدراسات المورفولوجية والوظيفية التي أجريت على الزائدة الدودية عند الأرانب أن لها دور معادل للأكياس الهوائية الموجودة في الثدييات، هذه الأكياس تلعب دورا أساسيا في تطور المناعة السائلة عند الطيور، وظهرت أوجه التشابه المجهرية والمناعية بين الزائدة الدودية عند الأرانب والإنسان أن الوظيفة التي تؤديها في الإنسان مشابهة لوظيفتها في الأرانب، فالزائدة الدودية عند الإنسان لها أهمية كبيرة ويعود السبب وراء ذلك إلى أنها تتعرض لتغيرات كبيرة بعد الميلاد بفترة قصيرة، ومع تقدم العمر تتراجع هذه التغيرات تماما مثلما يحدث مع الأجزاء والأعضاء الأخرى، فليست كما يُزعم أنها مجرد عضو انكمش حجمه مع مرور الزمن وفقد أي فائدة.

### أضراس العقل في الإنسان

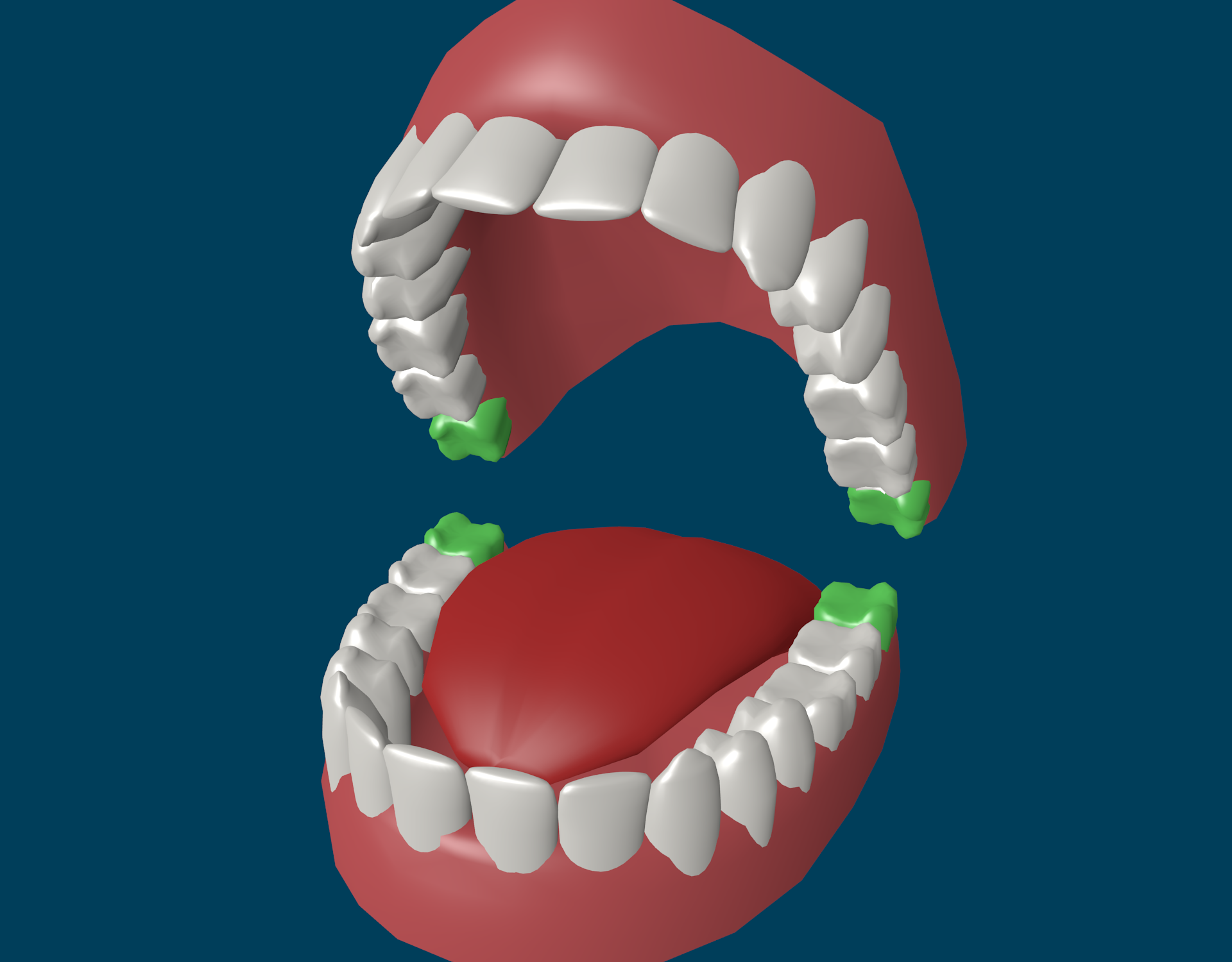
ضروس العقل الأربعة تظهر باللون الأخضر

أضراس العقل تظهر متأخرة في فم الإنسان من عمر 18 إلى 25 عاما تقريبا وهي فترة كمال البلوغ والإدراك العقلي، فمنظومة الأسنان والضروس في الإنسان هي آية بكل المقاييس على سابق تدبير الخالق، فمجرد تطابق أشكال الأسنان والضروس العلوية مع السفلية وتناسبهما في الحجم معا يعد دليلا غير مردود على أسبقية الإعداد والغائية، وكذلك تعاقب الأسنان اللبنية في فترة عمر الإنسان المبكرة كالطفل وتناسبها مع طعامه اللين ثم سقوطها لتحل محلها أخرى أقوى منها تستمر معه باقي العمر لهو خير دليل كذلك على الواعي السابق بكل هذه المخططات المسبقة، كما لو أن للمادة عقلا، فالأمر أشبه بميقات إدرار اللبن الذي سيرضعه المولود بعد ولادته وبكامل تكوين اللبن المغذي والفريد والذي يصاحبه غريزة مص ثدي الأم، فكيفية الحدوث لكل ذلك وطريقة تخطيطه مسبقا إذا كانت الحياة تنشأ بالصدفة والعشوائية التطورية المزعومة والطفرات غير المنتظمة هي مدار تساؤل. فقد اعتمد مؤيدوا نظرية التطور على خطأ شائع وهو أن استئصال العضو إذا لم يؤدي إلى مضاعفات فورية أو الوفاة فهو بغير فائدة، واعتمادهم هذا يعتبر مغالطة أخرى وهي الاحتجاج بتدهور قوة الإنسان وضعف نظامه الغذائي في المدينة الحديثة للتدليل على عدم وجود فائدة لضروس العقل.
والصواب أن ضروس العقل تضم جميع الأسنان وتغلق الفراغات المفتوحة بينها وبين الضروس لعدم تراكم الفضلات الضارة بالفم، ولذلك فإن نظام الطعام اللين والحديث والمصنع الذي أصبح هو الأساس اليوم لدى الملايين قد تسبب في ضيق فراغ الفم المخصص لبزوغ ضروس العقل فيه، وظهور مشاكل انحشارها في الفم أو اللثة، في حين لا يوجد ذلك الإشكال في الفئات التي لا زالت تعتمد على الأكل الطبيعي المتنوع في طعامها مثل أهل البادية والقرويين والغابات أو من يسلك مثلهم من أهل المدن. وفي دراسة أجريت لأهالي جزر تونجا سنة 1939 حيث كانوا يعتمدون على الأغذية الطبيعية قبل الحرب العالمية الأولى ولم تظهر لديهم أية مشاكل في أضراس العقل، وذلك بعكس ما تغيرت أنظمتهم الغذائية للاعتماد على المواد المصنعة بعد انفتاحهم على الحياة المدنية بعد الحرب وظهور مشاكل أضراس العقل لديهم.
فالعلم يثبت أن ضرس العقل يدعم باقي الأسنان ويمنع حدوث خلل في الأضراس التي تسبقه ويمنع حدوث خلل في طول طقم الأسنان في الإنسان، وأن نظافة الفم تقي من أي أعراض أثناء نمو الضرس، على عكس ما اتبعه مؤيدوا التطور فلا يوجد شيء عندهم اسمه غير معلوم الوظيفة بعد، لكن حكموا بسرعة أنه ضامر وبلا وظيفة، فوفقا للداروينيين فإن الإنسان في طريقه لأن يفقد ضروس العقل حيث أنها تنموا بمرحلة عمرية متأخرة وتسبب مشاكل في بعض الأشخاص ولا توجد منها فائدة، إلى أن جاءت الأبحاث العلمية وأثبتت غير ذلك، فلا توجد أدلة جينية تتجه نحو القضاء على أضراس العقل كما يدعون، فبدراسة آثار إزالة ضرس العقل يتبين أن إزالته تسبب انحرافا في الضرس الذي يليه تاركا فراغا ضيقا بينه وبين الضرس الأول فوجود ضرس العقل الثالث يمنع حدوث ذلك الانحراف في الضرس الثاني،  فله وظيفة وليس كما أشيع أيام داروين. كما أنه يمنع حدوث عدم الانتظام في الأسنان، فالأشخاص الذين ليس لديهم هذا الضرس (أي لم يتكون أصلا) أسنانهم لا تكون منتظمة بنسبة أكبر من الذين لديهم ضرس العقل، كما أن الأشخاص الذين يزيلون ضرس العقل معرضون للالتهابات وإصابة بعض الأعصاب وأضرار اللثة وفقدان العظام وتأثير المضاعفات المعهودة لجراحة خلع الأسنان، ويصير لديهم خلل في طول طقم الأسنان والمسافة بين الأنياب اليسرى واليمنى فضرس العقل يقلل من حدوث ذلك الخلل، ففي سنة 2015 نشر علماء من لوس أنجلوس ورقة علمية يؤكدون أن حوالي ثلثي عمليات إزالة ضرس العقل في الولايات المتحدة الأمريكية غير ضرورية بل قد تودي بحياة الفرد، كما أكدوا أن خمسين في المائة من الحالات التي يتم تشخيصها كانحشار في ضرس العقل هي في الحقيقة أمر طبيعي ولا ينتج عنه أي خلل طقم الأسنان، وأكدوا أن فقط 12 في المائة من حالات الانحشار هي التي تستدعي إزالة له كحالات انتشار السن وغيرها، وفي النهاية أكد الباحثون أيضا أن الآلام التي قد تصاحب الضرس الذي ينمو تكون نتيجة عدم نظافة الفم ويمكن تجنب ذلك بالاعتناء بنظافة الفم. كما أن الأغلبية من أطباء الأسنان في الولايات المتحدة الأمريكية والسويد يؤكدون أن ضرس العقل يعطي قوى أمامية للأسنان لكن لا يسبب عدم انتظامها.

### الفقرات العصعصية
زعم مؤيدوا التطور أن الفقرات العصعصية في الإنسان هي بقايا ذيل، ومن المعروف أن الفقرات العصعصية تقع في نهاية عظام العمود الفقري للإنسان، وهي تحمل خلايا الشريط الأولي أو نوية بدايات تخلق الجنين في آخرها وهو عظمة في حجم الحبة صغيرة، ولأنها الخاصة بنمو الجنين منها وتركز جيناتها في ذلك فإن التشوهات الناتجة عنها تتسبب في اضطرابات في نمو الجنين في شكل زوائد تظهر عادة في ظهر الجنين أو الجسم ومنها ما يظهر كامتداد مضطرد في آخر العمود الفقري فيفسره مؤيدوا التطور على أنه بقايا ذيل قصير من سلف الإنسان الحيواني، إذ أن الأطباء يعرفون ما لهذه الفقرات العصعصية من فوائد لا يستغنى عنها، مثلا في ربط عدد مهم من العضلات والأربطة والأوتار مما يجعل الأطباء يترددون كثيرا في حال قرروا استئصاله، حيث له بنية داعمة لحمل وزن الجسم عند جلوس الإنسان وبالأخص عند ميله إلى الخلف يتلقى العصعص الجزء الأهم من الوزن، كما يدعم العصعص من جهته الداخلية اتصال عدد من العضلات المهمة للعديد من الوظائف في أسفل الحوض، فعضلات العصعص تؤدي دورا مهما مثلا في إخراج البراز، كما يدعم العصعص تثبيت الشرج في مكانه، أما من جهته الخلفية فيدعم العضلة الألوية الكبرى التي تمد الفخذ إلى الأمام عند المشي وتتصل الكثير من الأربطة بالعصعص، وقد عايش المرضى الذين صدقوا الأطباء التطوريين أكبر العناء عندما عملوا بكلامهم في أنه لا مضاعفات عند إزالة هذه الفقرات باعتبارها أعضاء ضامرة، وكحل سهل أمامهم لعلاج الالتهاب المزمن لتلك الفقرات الناتج عن السقوط أو الكسر أو الشرخ، فعند إزالته يشتكي المريض، فقد انتشرت عملية إزالته فترة من الزمن، ثم أصبحت الآن سيئة السمعة ومتروكة مرة أخرى، فقد برزت وظائف للأعضاء التي كانوا يصفونها بأنها ضامرة، ففي الماضي مدعوما بفكرة أن هذا العضو عصعص كان ضامرا أو غير مطلوب، كان الجراحون يزيلون هذه العظمة لأي شخص ما بدون استثناء كما كان بشكل روتيني مع اللوزتان، لكن ذلك أدى إلى مشاكل حادة للمريض لأن العصعص يعمل مثل نقطة المرساة الحاسمة للكثير من المجموعات العضلية المهمة، فضحايا استئصال العصعص أو إزالة عظم الذيل كما كانوا يسمونها في الماضي تعرضوا كنتيجة لذلك إلى صعوبة في القعود والوقوف، وصعوبة في إنجاب الأطفال وصعوبة في الذهاب إلى الحمام في وقته.

### نتوء الأذن في الإنسان
يتحدث التطوريون عن عضلة الأذن التي تربطها بفروة الرأس وتثبتها في جمجمته فيقارنونها بنفس العضلة عند الحيونات التي تستطيع بها تدوير أذنيها في اتجاه الصوت لقلة التشكيلات الدقيقة في صيوان الأذن بعكس الإنسان فلا يحتاج للالتفات إلى اتجاه كل صوت وإنما بالتجاويف المعقدة التصميم في صيوان أذنه يستقبل الصوت ويحدد مصدره من أي اتجاه، وتارة أخرى يتحدثون عن نتوء الأذن وهو نتوء أو منطقة سميكة صغيرة تظهر زائدة في أعلى صيوان الأذن المحيط أو حديبة صيوان الأذن، حيث ذكرها داروين في أصل الأنواع كإحدى الدلالات الباقية على التطور إذ يقابلها في القرود والشمبانزي مثلا النتوء المعروف أعلى الأذن والذي تتحكم فيه عضلات خاصة توجه أذن تلك الحيونات جهة الصوت، لكن كلامهم لم يكن صحيحا، إذ لو كان كلامهم صحيحا لكان ذلك البروز يجب وجوده في كل البشر كصفة غير منقولة من السلف الأقدم على شجرة التطور كما زعموا، لكن الواقع يشهد ويثبت العلم أن هذا النتوء هو تغير خلقي غير ثابت في الإنسان، حيث تبلغ نسبة البشر الذين يظهر فيهم ذلك النتوء أو تلك الحديبة 10.4 في المائة فقط، ولذلك اعتبروه صفة سائدة أي من جين سائد ورغم ذلك فقد اعترفو بأن المالكين لهذا الجين لا يظهر لديهم النتوء بالضرورة أيضا، وحتى الذين تحدثوا منهم عن عضلة أذن الإنسان وأنها هي العضو الأثري الباقي من عضلة أذن أشباه القرود والشمبانزي فقد فاتهم أن هذه العضلة في الإنسان هي التي تربط صيوان الأذن بفروة الرأس وتثبيتها في جمجمته

### حلمات الذكور في الثدييات والإنسان
الشائع أن أغلب ذكور الثدييات لهم حلمات وبنفس العدد مثلا حلمتين في ذكور الإنسان مثل إناثه وست حلمات في ذكور القطط مثل إناثه، هذه الحلمات ليس لها وظيفة الرضاعة فحسب، وليست زائدة وأثارية، بل لهرموناتها دور في تحديد وظهور وتفعيل نوع جنس الجنين، فأول اكتشاف هرموني كان سنة 1902 ثم توالت الاكتشافات وإلى اليوم عن عدد كبير جدا من الهرمونات في جسم الإنسان، فالجنين البشري يحمل في طوره الجيني الأوَلي قابلية التمايز لذكر أو أنثى في نفس الوقت ولذلك فكل الأجنة تحمل الحلمات في البداية ثم يأتي دور الهرمونات حسب الكروموسومات الجنسية X أو Y لتفرز الهرمونات الخاصة التي ستعمل على ظهور الذكورة أو الأنوثة وملحقاتها في الجسم، فالجنين البشري يحمل en:Paramesonephric duct (قناة الكلية الجنينية الوسطى الإضافية) التي يمكن أن تتحول إلى الجهاز التناسلي الأنثوي وفي نفس الوقت أيضا يحمل en:Mesonephric duct (قناة الكلية الجنينية الوسطى) والتي يمكن أن تتحول إلى الجهاز التناسلي الذكري، وكذلك يحمل الجنين في ذلك الوقت المبكر نتوءا جنسيا واحدا هو الذي سيتمايز إما إلى القضيب الذكري أو البظر الأنثوي، فإذا كان الجنين مثلا يحمل كروموسوم الذكورة Y فسوف تنمو له خصية جنينية ليحدث في المقابل ضمور للمبيض، حيث تفرز الخصية الجنينية عامل مثبط لنمو قناة موليريان وكذلك تفرز هرمون تستوستيرون ومشتقا آخر اللذان يساعدان قناة وليفيان في النمو ومعها البربخ والأنبوبة المنوية والحويصلة المنوية وكذلك غدة البروستاتا. ونفس الوضع المقابل في حالة الأنوثة فالجنين يكون جسده في بدايته يحمل قابلية للتحور، لأن الامر ليس حتمي لإمكانية وقوع خلل في الهرمونات، فوجود الحلمات في ذكور الثدييات عموما لا صلة بينه وبين ما يقوله الداروينية أنه زائد ومن بقايا التطور، فلا هو عضو كان يعمل في الماضي ثم حدث له ضمور وإلا فذكور الثدييات كانت ترضع الصغار هي أيضا إلى أن تخلت عن هذا الدور بلا سبب، ولا هو علامة عن تطور الذكور من الإناث، فضلا عن كمال الشكل الإنساني به والجامع بين نوعي الذكر والأنثى في تكوين خارجي واحد مشترك.

### الثنية الهلالية بعين الإنسان
en:Plica semilunaris of conjunctiva (الثنية الهلالية للملتحمة) وهي الغشاء الرقيق الذي يوجد في الجزء الداخلي من جانب العين ملتحما معها على شكل قوس أو هلال، حيث يزعم مؤيدوا نظرية التطور أنه من بقايا الجفن الثالث أو الرامش أو الراف في الحيونات، وهذا خطأ فيكفي أن وجود هذا الجفن في فروع متباعدة على شجرة التطور المزعومة يبطل احتمالية أن يكون هناك سلف مشترك، وذلك لأنه يوجد في متقطع من الأسماك والزواحف والطيور والثدييات معا، وللخروج من هذه المعضلة تم اللجوء إلى الزعم الصدفوي لوقوع التطور وهو تطابق وتشابه نفس نتائج التطور العشوائي في أكثر من فروع الكائنات الحية وبدون علاقة بينهم، أو ما يعرف باسم التطور التقاربي أو المتوازي، والصواب أن هذا الجفن الثالث أو ذلك الغشاء هو علامة من أقوى علامات التقدير السابق والغائية والهدف في الخلق وتنوعه بحسب الحاجة، ولا علاقة بينه وبين الطفرات العشوائية ولا التطور الصدفي المزعوم، ويمكن تلخيص فائدته في الحيونات بالتالي: الترطيب، الحماية، الرؤية في وجود الماء أو الرياح الشديدة أو أشعة الشمس، وقد يكون يتحرك ذلك الجفن أو الغشاء أفقيا أو رأسيا، فيُرى مثلا في الطيور يحميها أثناء الطيران في اتجاه الشمس وأعينها مفتوحة فيحميها من أشعتها، وكذلك في الطيور الجارجة يحمي عيونها من صغارها أثناء إطعامهم، وفي الجمال يحميها من رمال الصحراء ورياحها، وفي الدببة القطبية يحمي أعينها من عمى الثلج الأبيض، ويحمي سمك القرش من فريسته أثناء التهامها، وفي الحيونات الغواصة كخراف البحر والقناديس ويوفر لها رؤية واضحة تحت الماء، وفي حين يعمل على حماية بعض الحيونات الغواصة الأخرى من الرمال التي قد تعلق بها عند خروجها للبر مثلا، وهكذا يتبين أن كلها وظائف محددة ومعروفة ومفيدة، فيدور التساؤل عن سبب تخلي الانتخاب الطبيعي عن مثل هذه الوظائف للإنسان لو كانت هذه الثنية الهلالية في عينه هي ضامرة وبقايا تطور ولا فائدة منها كما يفترض التطوريون. ولكن كل ذلك يزول عند معرفة أنه لذلك الجزء أهمية كبيرة في الإنسان لترطيب عينه باستمرار وتسييل الدموع بانتظام وهو ما سيتضح بكل سهولة إذا أصابه عطب أو مرض أو خلل.

### شعر جسم الإنسان والقشعريرية

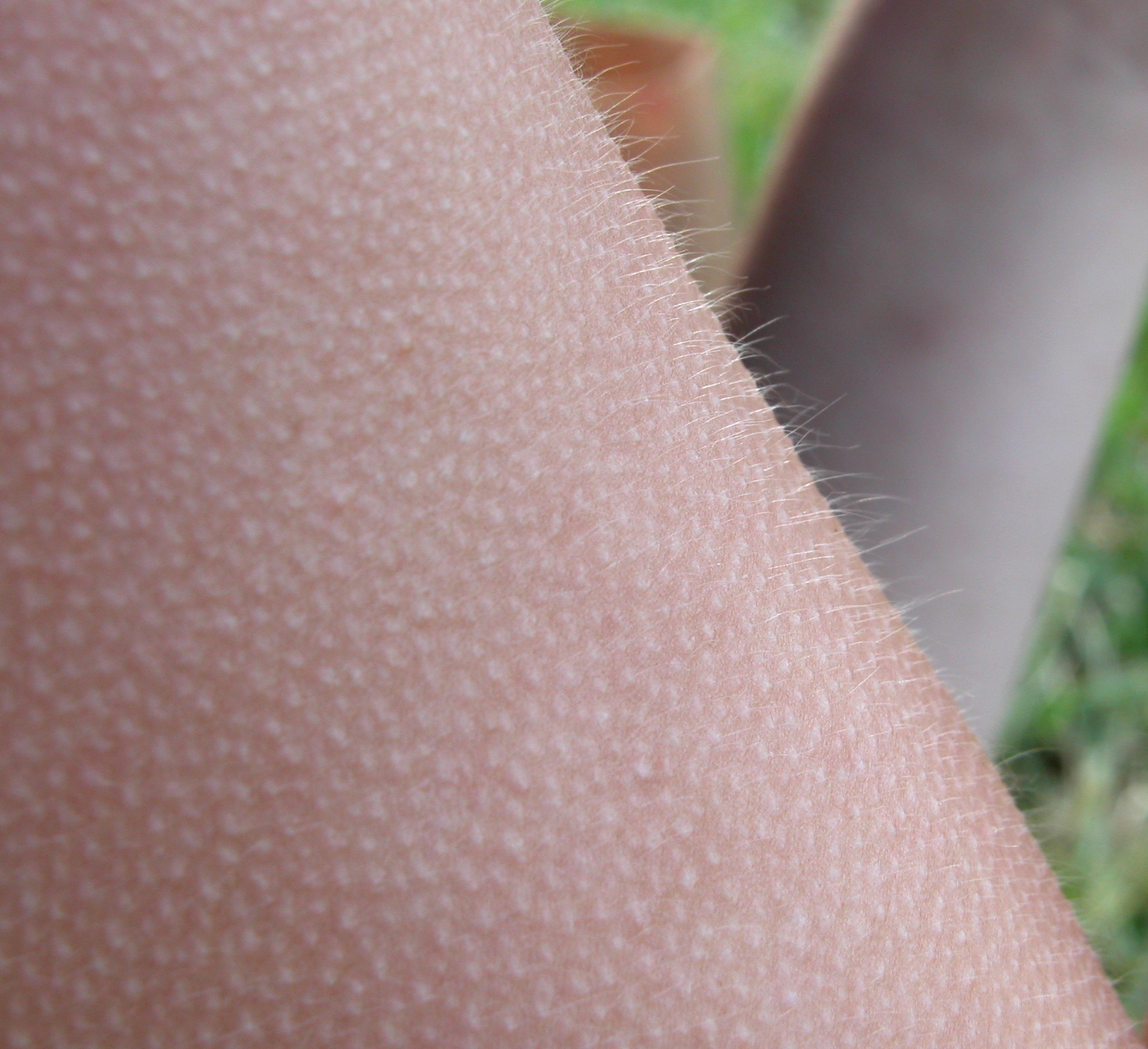
شعر القشعريرة في جسم الانسان

تدعي الداروينية أن القشعريرة موروث سلوكي أثري من الحيوانات البدائية، فالإنسان ينتصب شعر جسده عند الخوف أو البرد وهذا يطابق ما تفعله الحيوانات حيث تحافظ على دفء جسدها بحبس الهواء حين ينتصب شعرها أو لتبدوا أكبر حجما فتخيف أعدائها، فالداروينية تدعي أن الإنسان فقد شعر جسده وفرائه خلال رحلة التطور المزعومة وبقي مكانه شعر خفيف دقيق وبصيلات، ولكن العقل لا زال موجودا متوارثا وهو ما نحسه بالقشعريرة، وباعتبار شعر الجسم عضوا أثريا بدون فائدة فكذلك يكون سلوك القشعريرة الذي يسبب انتصاب شعر الجسم بلا فائدة، فادعائهم ليس صحيحا لأنه لو كان سلوك القشعريرة رمزيا وأثريا متوارثا عن أسلاف مزعومة نتيجة للخوف أو البرد، فكيف يتسنى تفسير حدوثها كرد فعل للعواطف البشرية الخالصة، فلم يكن لأسلافنا المزعومين حس مرهف تجاه الموسيقى وتوارثه البعض عنهم، إذن لا يصح الافتراض من قبل الداروينية بالاستناد إلى تشابه أحد أسباب القشعريرة حيث توجد أسباب أخرى بشرية خالصة، فالقشعريرة ظاهرة فسيولوجية بالغة التعقيد مرتبطة بعشرات الأسباب وانتقاء أحد أسبابها مثل رد الفعل للبرد والخوف، ولا يمكن تجاهل العوارض البشرية الخالصة المرتبطة بالمشاعر. يمكن تعريف القشعريرة بأنها استجابة فسيولوجية متعلقة بوظائف كثيرة ومترابطة، فهي وسيلة من وسائل حفظ حرارة الجسم على انتصاب الشعر الدقيق الموزع في أماكن الجسم وتنظيمها، حيث تعمل عضلات معينة تسمى عضلات ناصبة للشعر، التي يحدث بها فقد أكثر للحرارة كالذراعين والساقين ويصنع حواجز رقيقة من الهواء غير المتحرك الملامس للجسد ويحبسها بجانبه، لذلك يلاحظ كثافة بالشعر بتلك المناطق، فالشعر يلعب دورا في السيطرة على حرارة الجسم من خلال توفير العزل ضد فقدان الحرارة المفاجيء، وظيفة أخرى للقشعريرة تتمثل في نقل إفرازات الغدد الدهنية الموجوة بمسام الجلد فيما يعرف بعملية التشحيم وذلك أثناء حدوثها، وهنا تتضح أهمية قصوى لشعر الجسم فالغمد الجدري الخارجي لبصيلة الشعر هو خزان للغدد الدهنية، وخلايا غمد والسيتوكينات وغيرها من مستقبلات عامل النمو التي تساعد على تجديد الجذر الخارجي، أيضا تفرز الكيراتينات وإصلاح طبقة البشرة بعد الإصابة حيث يمكن للخلايا الطلائية في غمد الجذر الخارجي العلوي استعادة وعلاج الجروح المتقرحة في حين لا يمكنها استعادة الخلايا المفقودة بسبب الأشعة فوق البنفسجية، فعندما تنقبض ينتصب شعر الجسم بهذه الأماكن لكن في وجوه البشر تقوم هذه العضلات بمهمة مختلفة كليا وأكثر وضوحا لذلك لا ينتصب شعر الوجه، حيث يتحكم الجهاز العضلي الجلدي بالتعبير عن الانفعالات المختلفة مثلا الابتسامة والتجهم وكافة الانفعالات والخلجات والمشاعر الإنسانية والتي تنعكس على الوجه بعكس وظيفته في وجوه الحيونات حيث يتحكم في المضغ وحركة الفم، بالإضافة لأهمية توزيع شعر الجسم بكثافة مختلفة على مناطق الجسد لحكمة بالغة، وتوزيع العرق وسحبه وتبخيره لتبريد تلك المناطق، فمعظم البالغين لديهم حوالي 5 ملايين من بصيلات الشعر بأجسادهم، ولا يختلف هذا العدد من الشعرات في سائر القردة كما يدعي الداروينيين بأنها عضو أثري في طريق التلاشي، بل فقط هناك اختلاف لطبيعة وسمك تلك الشعرات، ولذلك أهمية بالغة في تنظيم حرارة الجسد، فالإنسان بخلاف معظم الثدييات يمتلك غدد عرقية بسائر جسده ويشاركه في ذلك أنواع قليلة جدا كالخيول مثلا، ولذلك فإن للشعر دور حيوي في سحب وتوزيع وتبخير العرق لمعادلة حرارة الجسم، فشعر الإنسان كذلك يعمل كمستقبِل حسي فائق الحساسية، حيث ترتبط نهايات بصيلات الشعر بألياف عصبية تستجيب للمسه، فالشعر يستجيب للمؤثرات الخارجية ونقل رسالة إلى النظام العصبي، فيمكن القول بأن شعر الجسم يتصرف مثل هوائيات لاستقبال إشارات حسية، فبصيلات الشعر في كثير من الأحيان تكشف عن المحفزات الميكانيكية فوق الجلد عن طريق حركات الجلد والشعر الخفيفة مثل القشعريرة، وتقوم خلايا لانغرهانس بتنشيط الجهاز المناعي عند الحاجة. يساهم الشعر أيضا في توفير حماية من العناصر الخارجية والأتربة، فألياف الشعر تشكل طبقة واقية على سطح البشرة للحماية من الحشرات والأشعة الكهرومغناطيسية، ويمثل شعر الجسم جرس إنذار حقيقي ومستكشف للبق وحشرات الجسم التي قد تكون سبب موت الإنسان وذلك بنقلها لأمراض مثل الطاعون والتيفوئيد، فالشعر الناعم الرقيق بالجسد يساعد في الكشف عن الطفيليات حين تزحف على الجسد كما أنه يجعل من الصعب على تلك الحشرات أن تقوم باللدغ.

### جهاز جاكبسون في الإنسان
جهاز جاكبسون هو عضو متواجد داخل الأنف كجهاز شمي من نوع خاص، وهو الذي وصفه مؤيدوا التطور بأنه عضو أثري أو بغير فائدة لعدم فاعليته بوضوح كما في العديد من الحيوانات الأخرى التي تستخدم نظيره في شم الروائح أو الفيرميونات التي تعبر عن الرغبات الجنسية أو الاختيارية عند الزوج، فعلى عكس تمسكهم بهذه الأقوال جاء العلم يثبت أهمية كل جزء من الجسم وأعضائه، فهذا الجهاز الميعكي الانفي للإنسان (VNO) له نفس الخصائص في استحاثات كيميائية وحسية للتأثير غير الإرادي في الغدد الصماء بين الذكور وإناث البشر جنسيا ونفسيا، بل وفي إعطاء الإشارة لإفرار الهرمون المنشط للغدد التناسلية غونادوتروبينات من الغدة النخامية، هذا وأبحاث أخرى تظهر تأثر النساء البالغات خصوصا برائحة عرق الرجال وتمييزها الدقيق بينها وربطها برائحة عرق الآباء بواسطة هذا الجزء الهام في الأنف ولذلك وصف بأنه الحاسة السادسة، حيث يلعب دورا في التقاط أنواع من الروائح الجنسية للفرميونات، وجاءت الأبحاث الفيسيولوجية لتثبت تفرد الإنسان في تركيب وفيسيولوجية ذلك العضو ودوره في حض الجهاز العصبي من الغدة النخامية، وجاءت هذه النتائج الجديدة تقدم معلومات داعمة لنظام وظيفي في عضو جاكبسون للبشر البالغين.

### الجينات الخردة في الإنسان
هي التي سماها مؤيدوا نظرية التطور Junk Gene وتحتل مساحات شاسعة من الحمض النووي الوراثي مقارنة بالأجزاء الصغيرة التي تحمل جينات التي اعتقدوا أنها بلا وظائف وأنها بقايا تطورية ثم بعد ذلك ظهرت وظائف كلية لهذه المساحات الشاسعة في تنظيم عمليات نسخ الجينات ومتى تبدأ وكيف تنتهي أو تتوقف أو تتغير ظهورها أو تتراكب وغيرها، وقد بدأت دراسات عن تلك المناطق الكثيرة المفيدة منذ 2002، فقد تغيرت نظرة الباحثين والعلماء إلى الحمض النووي الذي كان يسمى الخردة أنه بدأت تظهر لهم العديد من الفوائد، فما كان يعرفه مؤيدوا نظرية التطور سابقا كحمض نووي خردة تحول إلى منبع للكنوز المخفية.

### أقدام الحيتان الأثارية
اعتبرت دليلًا على الأعضاء الضامرة عند الحيتان، وتمتلك الحيتان زوجًا من العظام في الجزء الخلفي من جسمها، وبما أنَّها من الثدييات وافترض التطوريون أنَّها تطورت عن كائن بري، واعتبر زوج العظام بلا فائدة وفسر بأنه بقايا أثارية تطورية من الكائن البري. ذُكرت تلك العظام وعدم فائدتها لأول مرة في كتاب Biology by Curtis and Bames عام 1989، حيث كُتب بأنَّها بقايا أثارية لا فائدة لها. وذُكرت لاحقًا في جميع كتب الأحياء تقريبًا. منها كتاب Glencoe Biology، على أنَّه لا وظيفة لها. وقد نشرت عنها باعتبارها أثارية دون فائدة مواقع مختلفة مثل موقع لايف سينس حيث ذكر: "ترك التطور عند الحيتان بقايا أرجل، وما يزال بالإمكان رؤيتها عند الحيتان الحديثة. وهنالك كثير من الحالات وجدت فيها حيتان تمتلك بقايا أعضاء، فقد وجدت في حيتان بالين baleen والحيتان السنامية humpback وأنواع عديدة أخرى". وذكر كتاب Modern Biology الأمر نفسه. كما ذكر ذلك جيري كوين، حيث قال بأنَّ هنالك الكثير من الأعضاء الأثارية، والتي لا يمكن تفسيرها إلا بالتطور، ومنها عظام الحوض عند الحيتان، وأنَّه ليس لها أية وظيفة على الإطلاق!. وذكرها ريتشارد دوكينز في كتابه ‘’أعظم استعراض على ظهر الأرض’’، حيث كتب: "لا تمتلك الحيتان أرجلًا خلفية، لكن هنالك عظام صغيرة مدفونة داخلها، وهي بقايا الحزام الحوضي والأرجل الخلفية لأسلافها التي كانت تمشي على الأرجل". وكذلك جاء في كتاب Holt Biology: "العديد من أنواع الحيتان المعاصرة تمتلك عظام أرجل وحوض أثارية". وفي كتاب Raven & Johnson's Biology: يظهر الهيكل العظمي للحيتان طلائع لعظام الحوض. وهذه العظام مشابهة لتلك التي لباقي الثدييات، لكنها نمت بدرجة ضعيفة فقط في الحيتان، ويبدو أنَّه ليس لها أي وظيفة. وجاء فيه أيضًا: من الصعب فهم وجود مثل هذه البنى الأثارية إلا بكونها بقايا تطورية".
- الطرح المخالف بينت عدد من الدراسات أن تلك العظام لها فائدة هامة بالفعل عند الحيتان. فقد نُشرت دراسة عام 2014 تحت عنوان "sexual selection targets cetacean pelvic bones" أي «الانتخاب الجنسي يستهدف عظام الحوض عند الحيتان» في مجلة evolution وجاء في تلك الدراسة: «يكشف تشريح عظام الحوض الحوتية عن أدوار مهمة في الوظيفة التناسلية للذكور. ترتكز عظام الحوض المقترنة على الأعضاء التناسلية والعضلات الإسكية الكهفية المقترنة التي تتحكم في القضيب» وقد بينت الدراسة أنَّ فائدة تلك العظام هي في توجيه الأعضاء الجنسية أثناء الجماع. وهو أمر ليس له علاقة بعظام الفخذ عند الحيوانات البرية.[148] ونُشر هذا الخبر في مختلف المواقع، فقد نشر موقع ساينس ديلي نقلًا عن جامعة جنوب كاليفورنيا University of Southern California بالتعاون مع متحف التاريخ الطبيعي بمقاطعة لوس أنجيلوس Natural History Museum of Los Angeles County: «الحيتان والدلافين تحتاج عظام الحوض كما اتضح، فالعظام التي كنا نعتقدها أثارية: تحولت إلى عظام مُهمة للتكاثر.» وقد كان المقال تحت عنوان: «جنس الحيتان: يعتمد كليًا على عظام الحوض».[149] وظاهريًا فقد نسبُت تلك العظام للتطور قبل ظهور الدراسة "sexual selection targets cetacean pelvic bones" عام 2014. لكن الدراسة تبين أنَّ وظيفة تلك العظام معروفة منذ زمنٍ بعيد؛ وقد وردت في دراسات عديدة سابقة [150] فبينت الدراسة أنَّ وظيفة تلك العظام معروفة منذ زمنٍ بعيد، وبينت وظيفتها وأهميتها وأنَّها ليست أعضاءً بلا قيمة، وظيفتها معروفة منذ أكثر من 100 عامٍ، وتجرى الدراسات لمعرفة أمور إضافية عنها. وقد امتدت الأبحاث منذ عام 1885 حتى عام 2014 بخصوص تلك العظام.[148]

## الوراثة

### البروتين
تعتبر عضيات جسد الإنسان وجميع الأحياء على اختلاف أشكالها مكونة من البروتينات، وهذه البروتينات تتشكل من تراكب 20 حمضا أمينيا بترتيبات مختلفة، ويوجد في الطبيعة نوعان من الحمض الأميني هما حمض أميني أيسر وحمض أميني أيمن، للحصول على بروتين فعال لابد أن تكون جميع ال20 حمضا من النوع الأيسر لأن وظيفة البروتين تعتمد على طريقة طيه ليقوم بعمله في المكان المناسب لشكله، فلو وجد حمض واحد أيمن في البروتين ستتغير طريقة الطي ولن يقوم البروتين بوظيفته، فالخلية تنتج بروتينات مكونة من أحماض أمينية عسراء بطريقة صحيحة دون وقوع أخطاء أو تسرب حمض واحد أيمن في سلسلة الأحماض، فهذه العملية الدقيقة تتم عندما تسرب الأحماض الأمينية من النوع الأيمن فيقوم على الفور أنزيم DTD بالعمل كمفتش يقوم بالتخلص من هذه الأحماض، لا تنتهي هذه العملية هنا لأن هذه الخطوة لا تقوم بتنقية سلسلة الأحماض بشكل كامل فتتسرب بعض الأحماض الباقية حتى تصل السلسلة إلى الريبوزوم حيث توجد نقطة التفتيش الثانية، فبمجرد دخول الأحماض من النوع الأيمن مع السلسلة تبدأ عملية اعتقال الأحماض الأمينية المتسربة حيث يحدث تحفيز لتغيرات تكوينية شكلية في الريبوزوم ويتم التخلص من باقي الأحماض بشكل كلي ثم تتم عملية الترجمة ويتشكل البروتين المطلوب من 20 حمض أيسر، فالانتخاب الطبيعي لا يعمل إلا في وجود نظام النسخ وتكوين البروتينات وحتى تتم عملية النسخ لابد من تواجد كل هذه المكونات في وقت واحد وإلا فشلت العملية وبالتالي لا طفرة ولا انتخاب طبيعي، فاحتمال ظهور هذه الأنظمة في وقت واحد مستحيل، فالتصميم في الخلية يدحض الصدفة. كما اكتشف أن البروتينات الناتجة عن تشفير نوع من الجينات المعروفة بen:Small Open Reading Frames الأطر مفتوحة القراءة الصغيرة الموجودة لدى الإنسان وذباب الفاكهة فقط ولم يتم إيجادها لدى باقي الكائنات، هذه الجينات موجودة داخل الجينوم البشري كانت تعتبر غير فاعلة أي حمض نووي نفاية، هذا الاكتشاف يهدد نظرية التطور حول الجينات والحمض النووي، فحتى وقتِِ قريب كان من الصعب التعرف وتحديد الآلاف من المناطق الصغيرة القادرة على تشفير البروتينات في الجينوم البشري، وحاليا تتلقى هذه المناطق الانتباه اللائق بها لدورها البيوكيميائي الذي تلعبه في الخلية فهي التي تجعل القلب ينبض، فقد وجد الباحثون اثنين من البروتينات التي تم تشفيرها بواسطة تلك الجينات في جينوم ذباب الفاكهة، هذان البروتينان يتكونان من 28 إلى 29 حمض أميني، ولهما دورا في تنظيم نقل الكالسيوم وإدخاله في العضلات وخلايا القلب. وبالاستناد إلى الشكل البروتينين الثلاثي الأبعاد ووظيفتهم في الذباب، وجد الباحثون نظيرين لهذين البروتينين في الإنسان، وقد وجدوا أن هذين البروتينين يشتركان في عملية امتصاص الكالسيوم وفي عمل عضلة القلب أيضا، وبالاستناد على الشكل الثلاثي الأبعاد لهذين البروتينين ادعى الباحثون أن بروتينات الsmORF الموجودة في الإنسان قد تطورت من تلك الموجودة في الذبابة في فترة تمتد 550 مليون سنة، وبالرغم من حقيقة أن سلسلة الحمض النووي التي تقوم بتشفير هذه البروتينات تختلف لدى الإنسان عن تلك لدى الذباب في الواقع، وكشف الباحثون أنهم بحثوا عن حفظ لهذه الجينات في الأنواع الأخرى باستخدام تقنية بلاست (برمجية) وتم التعرف على هذه الجينات فقط في نوع آخر من ذباب الفاكهة، فسلسلة الحمض النووي لهذه الجينات محددة فقط لذباب الفاكهة ولم تُظهر أي علاقة تطورية مع الإنسان أو أي مخلوق آخر. وهكذا فإن القصة التطورية القائمة خلف هذا الاكتشاف ليست إلا أمرا ثانويا. فمعظم البروتينات التي تنتج في جينوم الإنسان تتكون من حوالي 500 حمض أميني بالمعدل، والبروتينات التي تكونها الsmORF تتكون من 10 إلى 30 حمض أميني، وقد تم إيجادها بالصدفة خلال دراسة الطفرات في الجينات، فهذه الأمور قد سقطت من خلال شقوق في خوارزمية إيجاد الجينات التقليدية، وأكثر الأشياء التي يعرف عنها تم اكتشافها بالصدفة، والجينات المرتبطة بالsmORF والتي تحتوي على أجزاء تقوم بتشفير هذه البروتينات الصغيرة المعروفة بen:long non-coding RNA الآر أن إيه الطويل غير المشفر يتم تنظيمها بشكل معقد ولديها وظائف متعددة مؤثرة، تحتل هذه الجينات مناطق من الجينوم كانت تُظن على أنها ليست إلا حمض نووي خردة، فهذه الجينات قد وُجدت متخصصة بشكل عالي في كل من الخلايا والأنسجة، وتقوم بتشفير جزيئات تنظيمية أخرى، وبعض الlncRNAs تتحد مع أنواع عديدة من البروتينات لصنع أنواع مختلفة من الآليات الخلوية المهمة، وتعتبر لاعبا أساسيا في عملية تعديلات الوراثة فوق الجينية في التحكم بوظيفة الجينات، والمذهل أيضا أن الlncRNAs تم إثبات دور مهم لها في عملية إصلاح الحمض النووي، وتموضع الثلاثي الأبعاد للكروموسومات في النواة، والاستقرار الكلي والفعالية للجينوم. كما أثبتت أبحاث أخرى أن البروتين لا يمكن أن يتطور، فالدراسات أجريت عن أبسط البروتينات البكتيرية أظهرت أن لديها هياكل كيميائية معقدة لا يمكن اختزالها كما جاءت بنتائج لا تدعم فرضيات التطور لعدم قدرة طفرات على دفع التطور، لأن البروتين الذي يعتبر جزيء الحياة يتكون من سلاسل من الاحماض الأمينية الذي يعبر عنه وراثيا بثلاث قواعد نيوكليوتيدية على الشرط الوراثي حمض نووي ريبوزي منقوص الأكسجين، وقام الباحثون بالتلاعب بشفرة الحمض النووي من الجينات البكتيرية بتغيير مواقع بالأحماض الأمينية تباعا، ثم اختبرو البروتينات الناتجة في التفاعل مع هدفها البيولوجي في الخلية، فكانت النتيجة إظهار البروتين عدم التسامح مع تلك الأحماض الأمينية المحورة أو قبول أي تغيير بمحتواه، وبدلا من ذلك فإنها دمرت وظيفة البروتين، وأتت هذه النتائج لتدعم البحوث المسبقة في عدم امكانية تطور البروتين، فالطفرات العشوائية حتى في أبسط البروتينات البكتيرية من المستحيل أن تتغلب على العقبات لخلق وظيفة جديدة، بل أنها أظهرت أيضا كيف صُممت القطاعات الرئيسية من البروتينات بأن تقاوم عمليا أي تغيير، كانت هذه النتائج على بروتينات بكتيرية بسيطة وأقل تعقيدا، ويمكن تخيل ما يمكن أن يحدث في بروتينات معقدة ذات سلاسل أطول من الأحماص الأمينية أو التي تحتوي أيونات المعادن، والكربوهيدرات وريبو والنيوكليوتيدات المدمجة في هياكلها.

### النيوكليوتيدات الجديدة
ظهور نيوكليوتيدات في سلاسل جديدة للبشر، مقارنة بأول خلية حية وصولا إلى البشر الذين لديهم 3 مليار نيوكليوتيدا في حمضهم النووي الوراثي، فالمعلومات الوظيفية تتواصل في العادة باستخدام سلاسل محددة تعتمد على سياقات ورموز، وذلك معلوم في حياة البشر مثل نصوص اللغات وبرامج الكمبيوتر، وكذلك في علم البيولوجيا أو الأحياء (الأحماض النووية والبروتينات)، ففي علم الأحياء تحمل سلاسل من نيوكليوتيدات ترميز الكثير من المعلومات داخل الخلايا، فقد كشفت المحاكاة العددية في البيولوجيا الواقعية أن السكان من هذا النوع أي أشباه البشر الذين تطوروا إلى بشر في ستة ملايين سنة فقط كما زعم مؤيدوا نظرية التطور، ذلك يتطلب وقتا مفرط الانتظار وطويل جدا لإنشاء حتى أقصر سلاسل النيوكليوتيدات، حيث لإنشاء سلسلة من نيوكلوتيدين مطلوبين في المتوسط يساوي 84 مليون سنة، ولإنشاء سلسلة من 5 نيوكلوتيدات مطلوبة في المتوسط يساوي 2 مليار سنة، ووُجِد أن وقت الانتظار ينخفض مع ارتفاع معدلات طفرة، ومميزات اللياقة الأقوى، والحجم الأكبر من السكان، ومع ذلك حتى باستخدام أكثر التنازلات في إعدادات المتغيرات الممكنة، فكان وقت الانتظار اللازم لإنشاء أي سلسلة نيوكليوتيدات محددة في هذا النوع من السكان طويلة جدا على الدوام، فمشكلة وقت الانتظار تمثل عائقا ضخما دوما أمام فكرة التطور الكبير لسكان أشباه البشر الكلاسيكية، والتثبيت الروتيني للسلاسل المفيدة والمحددة من اثنين أو أكثر من النيوكليوتيدات يصبح مشلة كبيرة جدا.

### الطفرات
تعرف الطفرات على أنها قطع أو استبدال في جزء الحمض النووي الصبغي الموجود في نواة الخلية الكائن الحي والذي يحمل كل المعلومات الوراثية، ويحدث هذا القطع أو الاستبدال نتيجة تأثيرات خارجية مثل الإشعاع أو التفاعلات الكيميائية وهي التي يستغلها مؤيدوا التطور، ولا يمكن أن ننظر إلى الطفرة على أنها تحول الكائنات الحية إلى شكل أكثر تطورا وكمالا، لأن التأثير المباشر للطفرات ضار. ولا يمكن أن تأخذ التغيرات الناتجة عن الطفرات سوى شكلا مشابها لذلك الذي عانى منه الناس في هيروشيما وناغازاكي وتشيرنوبل، أي الوفيات والإعاقة وفلتات الطبيعة، ويرجع ذلك إلى سبب بسيط جدا هو أن تركيب الحمض النووي الصبغي معقد جدا وأن التأثيرات العشوائية لن تؤدي إلى شيء غير إلحاق الضرر بهذا التركيب، فالطفرات صغيرة وعشوائية وضارة، وهي تتسم بندرة حدوثها، وتتمثل أفضل الاحتمالات في كونها غير مؤثرة، وتلمح هذه السمات الأربع إلى أن الطفرات لا يمكن أن تؤدي إلى تقدم على صعيد التطور، إن حدوث تغير عشوائي في كائن حي يتسم بقدر عال من التخصص إما أن يكون غير مؤثر أو ضارا، ذلك أن التغير العشوائي في ساعة اليد لا يمكن أن يحسن أداء الساعة، بل أغلب الظن أن هذا التغير سيضر بها أو لن يؤثر فيها على أحسن تقدير، فالزلزال لا يحسن المدينة بل يجلب لها الدمار. وليس مستغربا عدم ظهور أية طفرة مفيدة حتى الآن، فالطفرات التي تسبب تغييرا غير أخطاء النسخ والتكرار هي طفرات فقد أو نقص في الحمض الوراثي، والطفرات المطلوبة للتطور الكبير لم يتم رصدها أبدا، ذلك أن الطفرات العشوائية التي تمت دراستها على المستوى الجزيئي لم تضف أي معلومات، فيدور التساؤل فيما إذا كاتت الطفرات التي تمت ملاحظتها هي من النوع الذي تحتاجه النظرية لدعمها والجواب هو كلا. فقد أثبتت كل الطفرات أنها ضارة، فكل الجينات التي أصابتها طفرة هي عبارة عن جينات ضارة، فالناس يظنون أن الطفرات تشكل جزءا ضروريا من عملية التطور، فيدور التساؤل عن كيفية إمكان أن ينتج تأثير جيد (أي التطور إلى شكل أعلى من أشكال الحياة) من طفرات كلها ضارة تقريبا. فقد كان الفشل مصير كل الجهود المبذولة من أجل تكوين طفرة مفيدة، فقد أجريت عدة تجارب لإنتاج طفرات ذباب الفاكهة، لأن هذه الحشرات تتكاثر بسرعة كبيرة ومن ثم تظهر فيها الطفرات بسرعة، وقد أدخلت الطفرات على هذا الذباب جيلا بعد جيل، ولكن لم تلاحظ أية طفرة مفيدة قط، فمن بين آلاف التجارب الرامية إلى إنتاج ذباب الفاكهة التي تم إجراءها في جميع أنحاء العالم لأكثر من خمسين سنة، فلم يلاحظ أحدا أبدا ظهور نوع جديد متميز، أو حتى إنزيم، وقام علماء الوراثة بتعريض أجيال من ذباب الفاكهة لظروف قاسية من الحرارة، والبرودة والإضاءة والظلام والمعالجة بالمواد الكيميائية والإشعاع، فنتج عن ذلك كله جميع أنواع الطفرات، ولكنها كانت كلها تقريبا غير مفيدة أو مؤكدة الضرر، فلا يوجد غير عدد قليل من الوحوش التي صنعها علماء الوراثة كان بإمكانه أن يصمد خارج القوارير الذي أنتج فيها، وفي الواقع إن هذه الطافرات إما أن يكون مصيرها الموت أو العقم أو العودة إلى طبيعتها الأصلية.
الكثير من الأطباء من خلال دراستهم للتعقيد الهائل للجسم البشري، يمكنهم تقبل حدوث انتقاء لبعض الطفرات التي تعمل على مقاومة الملاريا، وخصائص الجلد، والعديد من التغييرات الطفيفة الأخرى لا يمكنها تحويل النوع، ولكن مثل هذه الطفرات لا تقدم أي تفسير حقيقي حول منشأ وتشكيل الأجهزة والنظم المعقدة فجميع عناصر النظم الحيوية تقريبا يجب أن تكون موجودة في وقت واحد بدلا من أن تتطور تدريجيا في ما سمي نظام كل شيء أو لا شيء، وفي داخل الجسم أنظمة معقدة متخصصة لا يمكن اختزالها أو يمكن تشكيلها من قبل الطفرات المتتابعة، حيث يتوجب على جميع المكونات أن تكون موجودة لتعمل تلك الأنظمة بشكل صحيح وتشمل هذه النظم المعقدة الرؤية والتوازن والجلد ونظام الغدد الصماء والذوق والجهاز التنفسي والدوري والمناعي والهضمي، وغيرها من الأمثلة على المستويات البيوكيميائية والتشريحية ووظائف الأعضاء. فالداروينية لا يوجد لديها تفسيرات فعلية لأصل النظام المعقد الذي لا يمكن اختزاله، ناهيك عن شبكة مترابطة من الأنظمة غير القابلة للاختزال التي تشكل جسم الإنسان ككل، وبالتالي فجسم الإنسان يمثل نظام معقد لا يمكن اختزاله على النطاق الخلوي والأجهزة والنظم. كما أنه لحدوث تغير في قاعدة التسلسل للحمض النووي بنسبة 1 في المائة فقط، فإنه من المتوقع أن يستغرق مثل هذا الحدث 10 ملايين سنة تحت معدل الطفرة التلقائية القياسية، وظهور كل الشعب الموجودة في المملكة الحيوانية خلال زمن يتراوح بين 6 إلى 10 ملايين سنة بالانفجار الكمبري لا يمكن تفسيره عن طريق التحول الانحرافي لوظائف جينية منفردة. وقد أحصيت ست عشرة مزية للجسم البشري تظهر للمرة الأولى في الإنسان المنتصب القامة أو الإنسان العاقل هذه المزايا ضرورية إذ أنها تحقق الاتزان وتسمح بالدوران المتعاكس بين الجذع والرأس وبين الجذع والوركين وتمكن من امتصاص الصدمات ونقل الطاقة أثناء الركض، لا بد أن تتم العديد من هذه التغيرات في آن واحد لتتحقق أي فائدة منها. يعد الحصول على خاصية تتطلب ست طفرات محايدة الحد الأقصى لما يمكن للبكتيريا أن تنتجه، بينما يكون الوصول لهذا الحد عند الرئيسيات كالقردة والقرود العليا والبشر أصعب بكثير، ونظرا لصغر الحجم الفعال للجماعة الإنسانية بعشرة آلاف مقابل المليار في الجراثيم، وطول حياة فترة الجيل البشري خمسة عشر إلى عشرين سنة للجيل البشري مقابل ألف جيل في السنة الواحدة للبكتيريا، مما يستغرق فترة طويلة جدا لظهور طفرة واحدة مفيدة عند البشر وثباتها، الفترة الزمنية اللازمة لكي تحدث طفرة واحدة في موقع ارتباط على الحمض النووي الريبوزي منقوص الأكسجين هي 6 ملايين سنة، وتكون ثابتة في سلالة الرئيسيات، ويقدر أن فترة حدوث طفرتين ثابتتين في موقع ارتباط الدنا سيستغرق 216 مليون سنة، هذا إذا كانت الطفرة الأولى محايدة بلا تاثير، كما أن دراسة الجينات تثبت بأن تسيد طفرتين في مجتمع معين يحتاج إلى 100 مليون سنة.

### الساعة الجزيئية
الساعة الجزيئية (بالإنجليزية: Molecular clock) هي تقنية تحليل وراثية تعتمد على فرضية أن الطفرات في جينوم الكائنات الحية تحدث في تتابع وبنمط منتظم على الفترات الطويلة من الزمن، وتعتمد بالتالي كطريقة رياضية لتقدير الزمن الذي إنفصل فيه نوعان عن سلفيهما أثناء التاريخ التطوري، ترجع هذه الفرضية إلى عالمين سنة 1962، بافتراض أن عدد الاختلافات في تسلل الأحماض الأمينية في صبغة الهيموجلوبين المنتمية لتحدرات حيوانية مختلفة له علاقة مباشرة بقِدم الفترة التي حدث فيها الانفصال عن أسلافها، كما هو مقدر من السجل الأحفوري. يقدم مفهوم فرضية الساعة الجزيئية فكرة مفادها أن التغييرات الجزيئية تسير بمسارات خطية مع مرور الوقت، وأن لكل بروتين عقارب الساعة الخاصة به والتي تسير بشكل مستقل ولا يوجد أدنى ترابط خطي بين البروتينات وبين مسار تلك الساعة فضلا عن التزام البروتين الواحد بتلك المسارات التطورية عن ذلك الإنزيم الأكثر حيوية في جميع أشكال الحياة بين الكائنات يقول علماء البيولوجيا الجزيئية أنه أنزيم السيتوكروم سي ، الذي يتواجد في كل أنواع الأحياء داخل المملكة الحيوانية بدءا من الكائنات وحيدة الخلية، ذلك الإنزيم الهام والحيوي الذي يتكون هيكله الأساسي من 100 حمض أميني في تركيب بالغ التعقيد، لقد اعتمدت الداروينية على تسلسل السيتوكروم سي كدليل جزيئي على التطور منذ منتصف القرن العشرين بمتابعة التغيرات الطفيفة في تسلسلات الأحماض الأمينية المكونة لذلك الإنزيم المتواجد في كافة أنواع المملكة الحيوانية ورسم العلاقات التطورية وشجرة القرابة من خلاله، وسرعان ما أصبح مركزا لاهتمام العلماء في متابعة تلك التغيرات التدريجية والشجرية كما وضعها داروين ومن تبعه، وفي وقت مبكر من تاريخ المتابعة قدموا السيتوكروم سي كدليل تطوري من خلال وضعهم لبعض المقارنات كمثال الاختلافات بين الانسان والكلب، كانت بفارق 5 في المائة فقط مقارنةً مع فارق 13 في المائة بين الإنسان والشبوط أحد أنواع أسماك المياه العذبة، فمن وجهة نظرِِ تطورية فإن الأدلة الأولية تتماشى مع مفهوم أن الكلب يجب أن يكون أكثر ارتباطا بالإنسان من الأسماك، لكن مع التقدم التكنولوجي في مجال البيولوجيا الجزيئية، تراكمت مكتبة ضخمة من المعطيات بفحص تسلسل الأحماض الأمينية الخاصة بالسيتوكروم سي في الأنواع المختلفة بدءا من البكتيريا حتى الإنسان لغرض إعادة تتبع التغيرات الطفيفة وفق تصور شجرة القرابة التطورية، ففي عام 1972 قام مجموعة من علماء البيولوجيا الجزيئية بإنشاء شراكة بحثية رائدة في هذا المجال لوضع مصفوفات من تسلسلات البروتينات، ويرمي التحليل الجزيئي لها إلى مساعدة العلماء في فك رموز الأنماط التطورية في الكائنات الحية المختلفة، كانت نتائج مقارنة تلك المصفوفات المقارنة للبروتينات، عكس ما اعتقدته الداروينية فالكثير من علماء البيولوجيا الجزيئية علقوا بخصوص تلك المقاربات الجزيئية وبينوا حقيقة ما أفصحت عنه، من هؤلاء العلماء مايكل دنتون أشار إلى تلك المصفوفات المرصودة لمقارنات أنزيم السيتوكروم سي بين مختلف الكائنات الحية وكان الأكثر لفتا للانتباه هو أن كل فئة فرعية محددة من متواليات معزولة ومتميزة والتدرجات الانتقالية بين الأنواع كما هو مفترض بالتصور التطوري مفقودة تماما في المصفوفة، ولخص ملاحظته بأن عدم وجود تلك التغيرات الجزيئية الطفيفة في السيتوكروم سي يتناقض مع المباديء الأساسية للتطور، على المستوى الجزيئي كانت الأنواع المختلفة من الكائنات متفردة ومنعزلة وليست انتقالية، وتلك المقارنات هي دليل واضح على عدم وجود أي نوع من الكائنات الحية يمثل بوابة إلى سلسلة من الأنواع الأخرى، فوفقا للداروينية يمكن تحليل الاختلافات في تركيب البروتينات مثل سيتوكروم سي لإنشاء شجرة قرابة فيلوجينية تتطابق مع الأشجار التي أنشئت اعتمادا على أدلة تصنيفية أخرى، لكن دنتون أشار إلى أنه عند حساب نسبة الاختلاف في تركيب سيتوكروم سي بين نوع معين وأنواع أخرى فإن التغيرات تكون منتظمة جدا مثل الاختلاف بين سيتوكروم سي في سمك الشبوط والضفدع والسلحفاة والدجاجة والأرنب والحصان يكون ثابتا بين 13 و14 في المائة، وكذلك فالاختلاف بين سيتوكروم سي في البكتيريا وفي الخميرة وفي القمح والعثة والتونة والحمامة والحصان يكون ثابتا بين 64 و69 في المائة، وهذه المشاهدات تناقض فكرة التطوريين بأن الأسماك أسلاف الضفدع، والضفادع أسلاف الزواحف، والزواحف أسلاف الثدييات، وإلا فليس من المفترض أن يكون الاختلاف في تركيب سيتوكروم سي تصاعديا بين السمكة والضفدع والزاحف والثديي، حيث يلاحظ بوضوح أن الاختلافات في التسلسل لا تكشف عن أي نوع من التقدم التطوري مع تقدم الوقت، فعلى المستوى الجزيئي لا يوجد أي أثر للتحول التطوري من الأسماك إلى البرمائيات إلى الزواحف إلى الثدييات، لكن المثير والملفت للنظر هو فروق الاختلافات في البرمائيات التي تعتبر وسيطة بين الأسماك والفقاريات الأخرى على اليابسة، والمقارنات الجزيئية تظهر مسافة متساوية بين الأسماك وبينها مقارنة مع الثدييات والزواحف وهذه مشاهدة تنقض التصور التطوري بدرجات القرابة الجزيئية. وعند التوغل في المزيد من المقارنات الخاصة باختلاف الأحماض الأمينية بالسيتوكروم سي لوحظ تخبط وتباين تام لا يمت لشجرة التطور الجزيئية المعتمدة بصلة، مثل السيتوكروم سي في السلحفاة أقرب إلى الطيور مما هو عليه للثعبان وهو من نفس فصيلة الزواحف، ووجد أن الثعبان أقرب إلى الإنسان ب14 اختلاف مما هو عليه للسلحفاة ب22 اختلاف قريبته في شجرة التطور، وكان من المفترض أن البشر والخيول وكلاهما من الثدييات المشيمة، وهما على زعم الداروينية مشتركان في سلف تطووري أقرب من الكنغر هما أكثر قرابة. ومع ذلك فإن السيتوكروم سي في الإنسان يختلف في 12 موقعا عن الحصان ولكن في الكنغر يختلف فقط في 10 مواقع، لذلك وفقا لنتائج مقارنة السيتوكروم سي وبنتائج الداروينية فإن الدجاج يبدو أن له صلة على نحو أوثق مع البطريق أكثر من البط والحمام، والسلاحف يبدو أن لها صلة أوثق مع الطيور عن علاقة قرابتها بالأفعى، والإنسان والقرود تختلف عن الثدييات أكثر من الكنغر من الثدييات الجرابية بعيدة الصلة، فكثير من علماء البيولوجيا الجزيئية يرفضون دلالة البيولوجيا الجزيئية على التطور، وعلماء الكيمياء يرون أن من وجهة الكيمياء الحيوية فإن الحصان يبقى هو نفسه الحصان لم يتطور، كما أشار مايكل بيهي لتلك الجزيئة أنه ليس هناك أي نشر في الأدب العلمي وفي المجلات المرموقة والمجلات المتخصصة أو الكتب التي تصنف كيفية التطور الجزيئي في أي نظام بيوكيميائي تؤكد أن هذا التطور حدث، ولا شيء على الإطلاق معتمدا من قبل التجارب ذات الصلة أو العمليات الحسابية يمكنه أن يؤكد ذلك لأنه لا أحد يعرف التطور الجزيئي من خلال الخبرة المباشرة، ولذلك ليس هناك أي سلطة عليها للمطالبة المعرفية: والتأكد على التطور الجزيئي هو مجرد تهديد للداروينية، فالبيولوجيا الجزيئية فشلت في العثور على شجرة حقيقية، ليس بسبب الأساليب غير الكافية ولكن لأنه لا يوجد تأريخ للحياة متسق على هيئة الشجرة، فيبقى العثور على الشجرة الجزيئية للحياة باستخدام السيتوكروم سي أو أي مركب بيولوجي آخر مستحيلا، وقد أجريت دراسة موسعة شملت أكثر من 4000 نوع من العناكب تؤكد على وجود أنماط شديدة التباين في تسلسل الأحماض الأمينية لسيتوكروزم سي لتلك الأنواع بعكس التنبؤ الدارويني المتوقع.

### الحمض النووي

#### الحمض النووي الريبوزي منقوص الأكسجين (DNA)

نموذج لمقطع من جزيئات الحمض النووي الريبوزي منقوص الأكسجين على شكل لولبي مزدوج في فضاء ثلاثي الأبعاد

يشبه الحمض النووي الصبغي الحمض النووي الريبوزي منقوص الأكسجين ببرنامج كمبيوتر، وأكثر تطورا من أي برنامج تم عمله فمنذ اكتشاف الدي إن إيه سنة 1953 كان العلماء يظنون أن بنيتها هي تتابع لحروف النيوكليوتيدات وأن ترجمة هذه الحروف يعطي ترميزا لبروتين معين له وظيفة محددة، وهكذا كل بروتين ينتج داخل الجسد له حروفه المشفرة داخل الدي أن ايه، والبروتين يشكل العضلات والأنزيمات الهاضمة والجلد والهرمونات والبنية وكل شيء في الجسد مشفر مسبقا في الدي أن ايه الخاص بكل واحد، وظل هذا الاعتقاد ساريا حتى 2007 حين ظهر للعلماء أن الحمض النووي الريبوزي منقوص الأكسجين لا يشفر البروتينات بمجرد تتابع النيوكليوتيدات فحسب، بل له منظومة تشفيرية أخرى تدهش العقول، فالجين الواحد يحتوي على شفرات وأكواد متداخلة، وأن هناك تتابعات لا تفَسَر إلى بروتينات وإنما تنتج رسائل خفية أكثر تخصصية، ذلك أشبه ما يكون بمن يضع شفرة سرية خاصة جدا بين مجموعة من الرسائل المشفرة إنها شبكات معقدة لمعالجة المعلومات تعطي تشفيرات مباشرة وأخرى سرية لوظائف سيادية خاصة تدير منظومة الجينوم ذاته في مرحلة لاحقة، فالنص الواحد يتضمن رسالتين لكل رسالة وجهة، إحداهما ظاهرية لعمل ظاهري والأخرى باطنية لعمل سيادي خاص بعمل منظومة الجينوم ذاتها، فيدور التساؤل فيما إذا كانت هذه المنظومة المغرقة في الإتقان والإبداع هي عشواء وفيما إذا كانت العشوائية تشفر رسائل تنظيمية وأخرى لبروتينات وظيفية يعتبر أي خطأ في ترتيب النيوكليوتيد الذي تتكون منه الجينة سيجعلها عديمة الفائدة، والجين يوجد منه مئتا ألف في الجسم البشري، يتضح أنه من المستحيل لملايين النيوكليوتيدات المكونة لهذه الجينات أن تتجمع بمحض الصدفة بالترتيب الصحيح، ويضم بروتين متوسط الحجم نحو 300 حمض أميني، وتحوي سلسلة جينات الحمض النووي الريبوزي منقوص الأكسجين المتحكمة في هذه الأحماض نحو 1000 نيكليوتيدا، ونظرا لوجود أربعة أنواع من النيوكليوتيدات في سلسلة الحمض النووي الريبوزي منقوص الأكسجين فيمكن لسلسة واحدة منها مكونة من 1000 حلقة أن تتواجد في عدد من الأشكال يساوي 4^1000، وباستخدلم اللوغاريتم نجد أن هذا العدد يساوي رقما خياليا لا يستطيع الخيال الإنساني إدراكه، وباستخدام اللوغاريتم أيضا نجد أن 4^1000 يساوي10^600 أي الرقم واحد وأمامه ستمائة صفر وهو رقم هائل خارج عن إدراك الإنسان، فيتضح استحالة تكوين الحمض النووي الريبوزي منقوص الأكسجين بالصدفة، فمراحل التكوين العَرضي للجزيئات المعقدة مثل النيوكليوتيدات نتيجة الأحداث الكيميائية وفي اتحاد هذه النيوكليوتيدات يعتبر أمر مستحيل، فمثل هذا الجزيء المعقد (أي الحمض نووي ريبوزي منقوص الأكسجين) لا يمكن تكوينه عفويا بمحض الصدفة نتيجة لعملية تطورية، الأمر الذي يجعل ظهور أصل الحياة في الوقت الحاضر يكاد يكون معجزة، فاحتمالية تكوين بروتين وحمض نووي حمض نووي ريبوزي منقوص الأكسجين أو حمض نووي ريبوزي يعتبر احتمالية بعيدة جدا عن التحقيق، أما فرصة ظهور سلسلة بروتينية معينة فهي من الضآلة بمكان بحيث يمكن القول عنها إنها فلكية، ويبرز عند هذه النقطة مأزق مثير للجدل ألا وهو في حين أن الحمض النووي الريبوزي منقوص الأكسجين لا يتكرر إلا بمساعدة بعض الإنزيمات وهي البروتينات، فإن تصنيع هذه الإنزيمات لا يمكن أن يتم سوى عن طريق المعلومات المشفرة في الحمض النووي الريبوزي منقوص الأكسجين، وبما أن كلا منهما يعتمد على الآخر فإما أن يكونا موجودين في نفس الوقت من أجل عملية التكرار أو أن يكون أحدهما قد خُلِق قبل الآخر، فالتوجيهات اللازمة من أجل إعادة إنتاج الخطط ومن أجل الطاقة ومن أجل استخراج الأجزاء من البيئة الحالية ومن أجل تسلسل النمو ومن أجل ترجمة الأوامر إلى النمو وغيرها لابد من وجودها جميعا في نفس الوقت في تلك اللحظة عندما بدأت الحياة وهذا الاتحاد بين الأحداث غير محتمل، كما أن تصنيع كل جزيء من الجزيئات المطلوبة من أجل التطور الكيميائي يتطلب ظروفا متميزة، وأن الاحتمالية النظرية لتركيب هذه المواد التي يتم الحصول عليها بأساليب مختلفة جدا تساوي صفرا، فلا توجد حتى الآن اية تجربة يمكن من خلالها الحصول على جميع الجزيئات الضرورية للتطور الكيميائي، فمن الضروري أن يتم إنتاج جزيئات متنوعة في أماكن مختلفة في ظروف ملائمة جدا ثم يتم حملها إلى مكان آخر من أجل التفاعل، مع حمايتها من العناصر الضارة مثل الانحلال المائي والتحلل الضوئي، فنظرية النشوء والتطور تقف عاجزة عن عن إثبات أية مرحلة من المراحل التطورية المفترض حدوثها عند المستوى الجزيئي، وبدل أن يقدم التقدم العلمي إجابات لمثل هذه الأسئلة أدى إلى جعل هذه الأسئلة أكثر تعقيدا، والفكرة القائلة بأن البرامج الجينية للكائنات الحية العليا قد تكونت بعملية عشوائية بحتة تعد إساءة للعقل ولكن بالنسبة للداروينية تعتبر هذه الفكرة مقبولة دون أية ذرة شك.

#### الحمض النووي الريبوزي (RNA)
يعتبر تفسير التكوين العرضي لواحد من البروتينات المكونة للحمض النووي الريبوزي مستحيلا ، فيدور التساؤل حول كيفية كونه ممكنا تفسير لهذه النيوكليوتيدات المتخيلة أن تكِّون الحمض النووي الريبوزي من خلال تواجدها في ترتيب صحيح، فكلما استمر الباحثون في دراسة مبدأ عالَم الحمض النووي الريبوزي دراسة دقيقة تظهر لهم العديد من الأسئلة، حول كيفية نشأته في البداية فمن الصعب تكوينه ومكوناته في المختبر في أفضل الظروف، فيدور التساؤل إذن حول كيفية حدوث ذلك في ظروف معقولة، فحتى عند افتراض تكوينه بمحض الصدفة فكيفية استطاعة هذا الحمض المكون من مجرد سلسلة نيوكليوتيدية أن يقرر تكرار نفسه ذاتيا هي مدار تساؤل وكذلك الأمر نوعية الآليات التي كان بإمكانها أن يحقق هذا التكرار الذاتي والتساؤل حول مكان وَجود النيوكليوتيدات التي استخدمها أثناء التكرار الذاتي، فالنقاش متركز في نقطة لا يمكن الخروج منها أبدا، حول ظهور  الحمض النووي الريبوزي الذي يستطيع استنساخ نفسه، وظهوره من وسط حساء من النيوكليوتيد المعقد جدا، وهذا الأمر يهدم النظرية التطورية القائلة أن الحمض نووي ريبوزي جزيء تستطيع استنساخ نفسه بنفسه، وحتى عند افتراض وجود تكرار ذاتي للحمض النووي الريبوزي في العالم البدائي ووجود أحماض أمينية عديدة من كل نوع جاهزة ليستخدمها، وأن جميع هذه المستحيلات حدثت بطريقة ما، كل ذلك لا يؤهل لأن يؤدي إلى تكوين بروتين واحد، ذلك أن الحمض النووي الريبوزي لا يشتمل إلا على المعلومات الخاصة بتركيب البروتينات أما الأحماض الأمينية فهي مواد خام، وعلى الرغم من ذلك لا توجد آلية لإنتاج البروتينات، فحتى عند الاعتقاد أن مجرد وجود الحمض النووي الريبوزي كاف لإنتاج البروتين فإن هذا الاعتقاد يكون بلا معنى تماما مثل اعتقاد تجميع السيارة ذاتيا بمجرد القذف بتصميمها المرسوم يدويا على الورق، والبروتين يتم إنتاجه في المصنع الريبوسومي بمساعدة إنزيمات كثيرة ونتيجة عمليات معقدة تحدث داخل الخلية، والريبوسوم عبارة عن جزيء عضوي خلوي معقد يتكون من البروتينات، وأن ينشأ الريبوسوم أيضا بمحض الصدفة غير معقول، فالشفرة الموجودة في الحمض النووي الريبوزي منقوص الأكسجين والحمض النووي الريبوزي تفقد معناها إذا لم تتم ترجمتها، وتتكون آلية الترجمة المعاصرة الخاصة بالخلية من عدد لا يقل عن خمسين مركبا كبير الجزيئات، يتم تشفيره بدوره في الحمض النووي الريبوزي منقوص الأكسجين إذ لا يمكن ترجمة الشفرة ونقلها بدون هذه المركبات، ولكن توقيت وكيفية إقفال هذه الدائرة المفرغة يصعب جدا مجرد تخيله، وكيفية إمكان سلسلة الحمض النووي الريبوزي في العالم البدائي من أن تتخذ مثل هذا القرار وماهية الوسائل التي كانت تستطيع استخدامها لإنتاج البروتين من خلال القيام بمهمة خمسين جسيما بدون أية مساعدة هي مدار تساؤل؛ إذ لا تملك الفرضية الداروينية إجابة على هذه الاسئلة. فللحمض النووي الريبوزي الذي سبق ظهور الحياة العضوية خاصيتان مجهولتان اليوم هما: المقدرة على التكرار بدون مساعدة البروتينات والمقدرة على تحفيز كل خطوة من خطوات عملية تركيب البروتين وتكوينه، تبين الحقائق العلمية بكل وضوح أن فرضية عالم الحمض النووي الريبوزي التي هي نموذج جديد قُدِّم لتبرير مسألة تكون الحياة مصادفة هي أيضا غير معقولة.[بحاجة لمصدر]

## تعقيدات غير قابلة للاختزال
التعقيد غير القابل للاختزال هو مصطلح يستخدم لوصف سمة من سمات بعض النظم المعقدة، حيث أنها بحاجة إلى كل عنصر من أجزائها الفردية في مكانه لكي يعمل، بحيث يستحيل الحد من تعقيد نظام معقدة بشكل لا يمكن اختزاله عن طريق إزالة أي من الأجزاء المكونة لها التي لا تزال تحافظ على وظائفه، بحيث يقف كعقبة أمام التطور لا يمكن تجاوزها ومن أمثلة التعقيد غير القابل للاختزال في الحيوانات ما يلي:

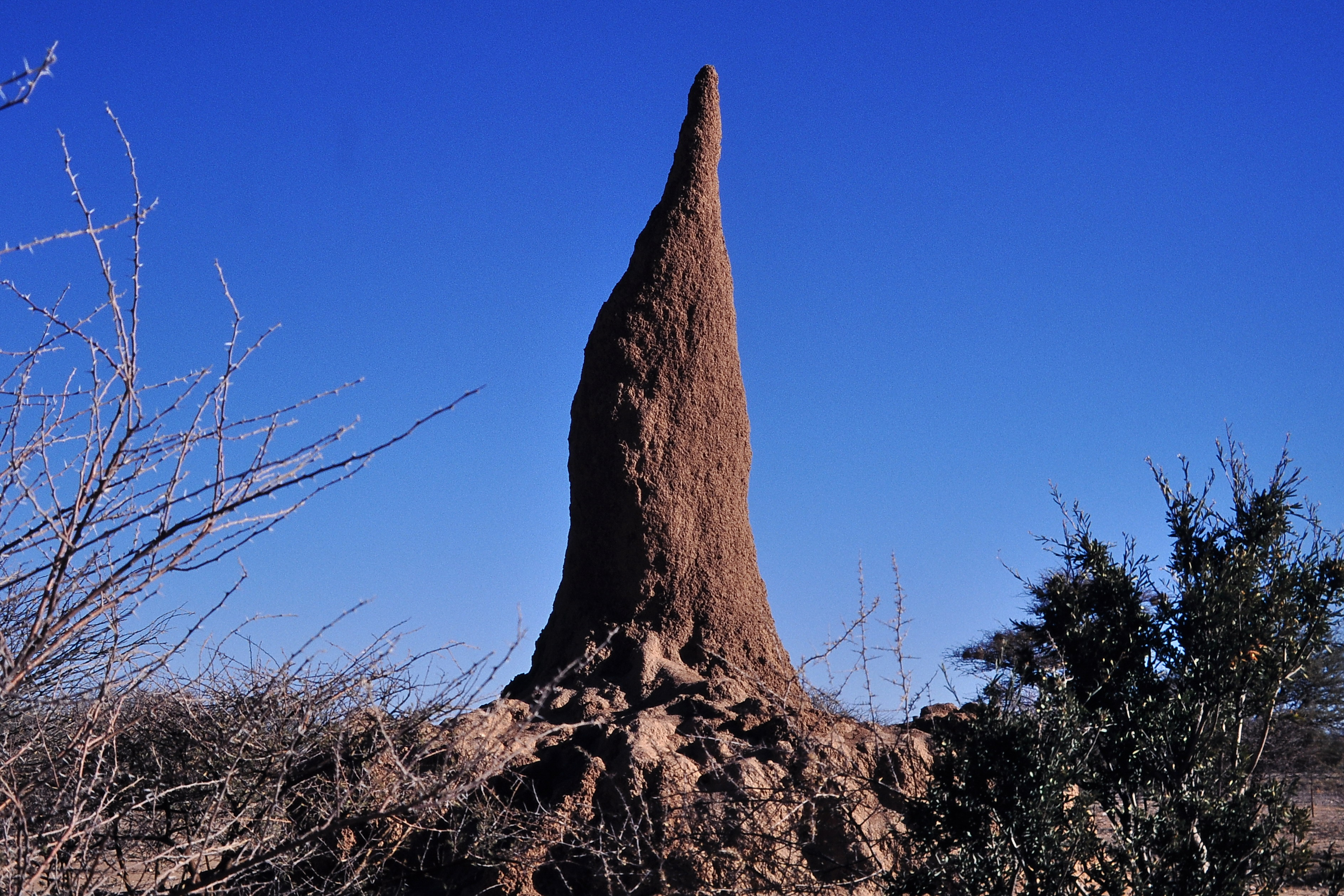
بيت النمل الأبيض

- بيت النمل الأبيض: تعتبر بيوت النمل الأبيض (التي يبلغ ارتفاعها ما بين خمسة أمتار وستة) تحفة معمارية، وتوفر هذه البيوت بنظامها الداخلي المعقد كل ما يحتاج إليه النمل الأبيض الذي لا يستطيع الخروج في ضوء الشمس بسبب طبيعة تكوين جسمه، فبيوته بها نظام للتهوية وقنوات وممرات وغرف لليرقات، وأماكن خاصة لإنتاج الفطر ومخارج أمنية وغرف خاصة للجو البارد، ففيها كل شيء والأغرب من كل ذلك هو أن النمل الأبيض الذي يبني هذه البيوت هو في الحقيقة أعمى[198]، فبمقارنة حجم النمل الأبيض بحجم البيوت التي يبنيها يتبين أن النمل ينفذ مشروعا معماريا أكبر من حجمه بثلاثمائة مرة، فاللنمل الأبيض صفة أخرى، فعند تقسيم بيت من بيوته وهو في المراحل الأولى من بنائه إلى قسمين وإعادته مرة أخرى يتبين أن كل الممرات والطرق تتداخل وتتلاقى بعضها مع بعض، ويواصل النمل الأبيض عمله كأنما لم يقسِّم البيت قط إلى قسمين وكأنه يتلقى أوامره من مصدر واحد لا غير.[199]
- النقر المتتالي لنقار الخشب: يبني نقار الخشب أعشاشه بنقر جذوع الشجر دون أن يتعرض إلى نزيفِِ في المخ وهو يقوم بهذا النقر القوي، فما يفعله نقار الخشب يشبه إلى حد ما قيام إنسان بضرب مسمار في الجدار برأسه، ولو أن إنسانا قام بذلك فالأرجح أنه سيتعرض لصدمة في المخ ثم نزيفه، بينما يمكن لنقار الخشب أن ينقر ما بين 38 إلى 43 نقرة من جذع شجرة صلب في زمن يتراوح ما بين 2 و3 ثواني دون أن يصيبه شيء أبدا. فبنيته قد خلقت مناسبة لمثل هذا العمل، ففي جمجمته نظام يخفف شدة الضربات ويمتصها، وهو يتكون من أنسجة مليّنة خاصة بين عظام الجمجمة تقوم بذلك.[200]
- نظام السونار عند الوطواط: يستطيع الوطواط الطيران في الظلام الدامس دون أي مشقة مستخدما نظام استكشاف مثير، يطلق عليه السونار، وهو نظام يتحدد عن طريقة أشكال الأجسام المحيطة من خلال صدى الموجات الصوتية. ويستطيع الإنسان متوسط السن بصعوبة تمييز صوت تردده عشرون ألف ذبذبة في الثانية، بينما يستطيع الوطواط عن طريق نظام السونار بتصميمه الفريد تمييز أصوات ترددها ما بين خمسين ألفا ومئتي ألف ذبذبة في الثانية، وهو يرسل هذه الأصوات في جميع الاتجاهات بمعدل يتراوح بين عشرين وثلاثين مرة في الثانية، ويكون صدى الصوت الذي يستقبله الوطواط قويا جدا، حتى إنه لا يدرك فقط وجود أجسام ما حوله، بل يستطيع كذلك تحديد مكان فريسته وهي تطير مسرعة.[201]
- التمويه: من المميزات التي يتمتع بها الحيوان للحفاظ على حياته فن إخفاء نفسه الذي يطلق عليه التمويه، والحيوان يسعى لإخفاء نفسه لسببين، إما استعدادا للصيد واقتناص فريسة أو لحماية نفسه من الحيوانات القناصة الأخرى، والتمويه يختلف عن سائر أساليب التخفي الأخرى لأنه يشتمل على عناصر كثيرة مثل الذكاء الشديد والمهارة والتناغم والجوانب الجمالية، ومن أمثلة التمويه ما يقوم به القمل الذي يمتص عصارة النبات، فهو يتغدى على سيقان النبات بالتخفي في شكل شوكة وهو يهدف بهذا الأسلوب إلى خداع أعدائه الطيور ويضمن ألا تحط على هذه النباتات، أما الحبار فلديه طبقة سميكة تحت الجلد تحتوي أكياسا من الصبغة الملونة المطاطة، وتكون هذه الأصباغ في الغالب صفراء أو حمراء أو سوداء أو بنية، وعند استشعار خطر ما تنتفخ الخلايا التي تحتوي على الأصباغ وتضفي على الجلد اللون المناسب، وبذلك يأخذ الحبار لون الصخرة التي يقف عليها متخذا أفضل وسيلة ممكنة للتمويه، ونظام التمويه هذا يعمل بإتقان شديد لدرجة أن الحبار يمكنه إخفاء نفسه بإعطاء جسمه خطوطا تشبه خطوط الحمار الوحشي.[202]

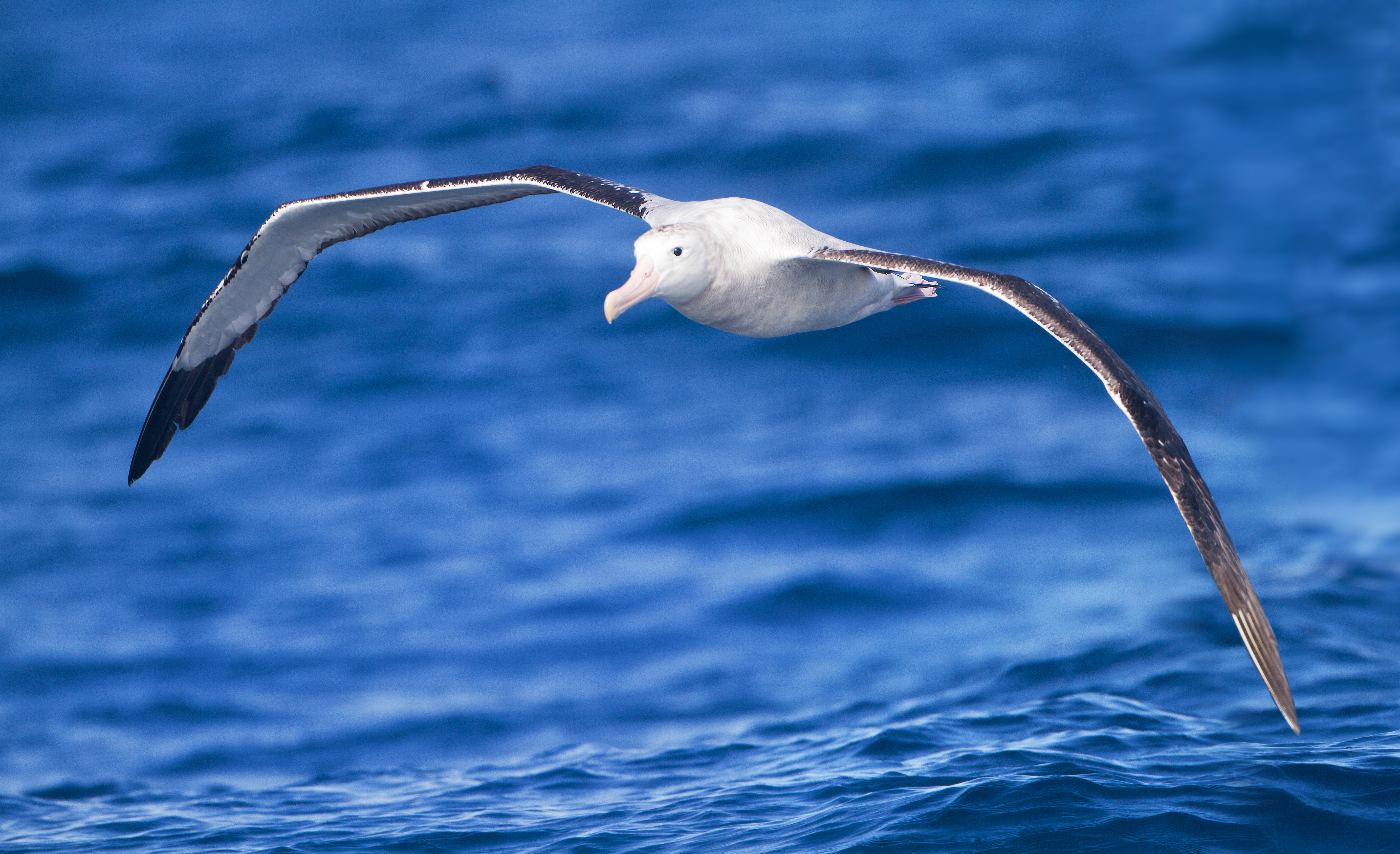
طائر القطرس فوق الماء

- تقنيات الطيران عند طائر القطرس: تستخدم الطيور المهاجرة تقنيات مختلفة للطيران لخفض كمية الطاقة المستهلكة إلى أدنى حد، ومن الطيور التي تستخدم هذه التقنيات طائر القطرس، فهذه الطيور التي تقضي 92 في المائة من حياتها فوق البحار يبلغ عرض جناحي الواحد منها عند انبساطها ثلاثة أمتار ونصف، وأهم ما يميز طائر القطرس هو كيفية طيرانه، فهو يستطيع الطيران لساعات دون تحريك أجنحته على الإطلاق، ويقوم بذلك عن طريق الانسياب في الهواء وبسط جناحيه باستمرار بالاعتماد على الريح. وعلى الرغم مما يتطلبه تثبيت أجنحة يبلغ عرضها ثلاثة أمتار ونصف في الهواء من طاقة وقوة هائلة، فإن طائر القطرس يستطيع التحليق بهذا الشكل لساعات طويلة، ويرجع ذلك إلى النظام التشريحي الخاص الذي منحه الخالق لهذا الطائر منذ مولده، وخلال الطيران تكون أجنحة طائر القطرس ثابتة، لذلك فهو لا يحتاج إلى استخدام أي قوة عضلية، وتظل الأجنحة منبسطة بفضل طبقات عضلات الأجنحة فقط مما يساعده على سهولة الطيران والتحليق، كما يقلل من كمية الطاقة التي يستهلكها الطائر في الطيران، ذلك أن القطرس لا يضرب بجناحيه كما أنه لا يستهلك طاقة في إبقاء أجنحته مفتوحة، فتحليقه لساعات معتمدا تماما على الرياح فقط يمثل له مصدر طاقة غير محدود.[203]
- نظام الرؤية: يعتبر تعقيد النظم الحيوية إشكالية التطور الكبرى، ومنها آلية التحول المطلوب لإنتاج ذلك الجهاز المعقد المتمثل في العين، فحدوث كل طفرة متتابعة في الحمض النووي داخل مقلة العين يتطلب تحولات جذرية ومتزامنة وشديدة التعقيد والترابط داخل بنية العظام والأعصاب ووظيفة الدماغ، ويجب سلوك مئات من المسارات التطورية في ذات الوقت عن طريق طفرات فاعلة في جميع الجوانب المتعلقة بالرؤية، ومثل هذه التغيرات تتطلب أكثر بكثير مما يمكن توقعه من الطفرات العشوائية والانتقاء الطبيعي[204]، ولتقريب مدى صعوبة تلك العملية باتخاذ مقياس واحد فقط، وهو عدد الجينات المسؤولة عن إنتاج العين نجد أنه تم التعرف حتى الآن على 501 من الجينات المرتبطة بالعين في تلك الحشرة البدائية ذبابة الفاكهة، أي ما يعادل 3.5 في المائة من حجم جينومها بأكمله، وفي الكائنات الأكثر تعقيدا مثل الفقاريات نجد أن أكثر من 7500 جين يتداخل في تركيب وتنظيم شبكية العين، أي ما يعادل 30 في المائة من الجينات البشرية قاطبة، ومن ذلك فحدوث طفرات متزامنة على هذا العدد الهائل من المسارات والجينات هو فرضية مريعة تتخطى حدود المنطق وتتزايد مع مستويات التكامل الأرقى بين أجزاء تشكل العين، وحتى على المستويات التكوينية الأقل تدرك الداروينية تلك المشاكل الخطيرة في وضع تفسير لتطور كل جزء من نظام الرؤية، بما في ذلك العدسة ومقلة العين وشبكية العين والنظام البصري بأكمله وفصوص القفوية في الدماغ[205]، مثل هذا التكامل والتنظيم أدى بالخبراء أن يسمو عملية الرؤية بالمعجزة وأن معجزة الرؤية الحقيقية تكمن في تلك العملية الحسابية التي يمكن أن تنتجها[206]، فكل هذه الأنظمة المختلفة يجب أن تعمل معا كوحدة متكاملة لتحقيق الرؤية، وعند دراسة أعضاء أقل تعقيدا في دراسة أسد النمل مثلا، يُتساءَل حول امكانية إنتاج مثل هذه النظم المعقدة بواسطة الانتقاء الطبيعي لطفرات عشوائية، وفرص حدوث مثل هذه الطفرات المتزامنة التي يمكنها أن تفعل ذلك، وجدوى هذه الطفرات في إنتاج الهياكل التي تلائم بعضها البعض بدقة[207]، ذلك يلقى طريقا مسدودا فحتى أبسط نظم الرؤية وأكثرها بدائية مثل البقع الحساسة للضوء والتي استخدمت كحلقات أولية في سلسلة التطور تتطلب وجود مجموعة كبيرة ومعقدة من النظم الإنزيمية في المكان والوقت المناسب لكي تعمل، وهي بحد ذاتها تعقيد لا يصدق ونظام لا يمكن اختزاله.

## التنوع
التنوع اصطلاح مستخدم في علم الوراثة، يشير إلى ذلك الحدث الوراثي الذي يتسبب في إكساب أفراد الجنس الواحد أو فئاته خصائص تختلف بين الأفراد والفئات، فلكل البشر مثلا على ظهر الأرض نفس المعلومات الوراثية في الأصل، إلا أن بعضهم يكون مائل العين، وبعضهم أحمر الشعر، وبعضهم طويل الأنف وبعضهم قصير القامة وهكذا، اعتمادا على احتمالات تنوع هذه المعلومات الوراثية. ويستغل أنصار نظرية التطور هذا التنوع بين الجنس الواحد ويحاولون تقديمه كدليل على النظرية، بينما لا ينطوي التنوع على أي دليل على الإرتقاء، وذلك أن التنوع ما هو إلا نتاج تزاوجات جاءت مختلفة لمعلومات وراثية موجودة بالفعل، وهو لا يضيف إلى المعلومات الوراثية أي جديد، والتنوع يحدث دائما في نطاق المعلومات الوراثية، وهذا النطاق يطلق عليه في علم الوراثة اسم حوض الوراثة، ويمكن لكل الخصائص الموجودة في حوض الوراثة الخاص بجنس ما أن تظهر بأشكال مختلفة بفضل التنوع، وكنتيجة لهذا التنوع يمكن أن يظهر نوع ذو ذيل أطول أو قوائم أقصر أو غيره داخل الجنس الواحد من الزواحف، غير أن هذا التنوع لا يمكن أن يحول الزواحف إلى طيور بأن يضيف إليها أجنحة أو ريشا، لأن مثل هذا التغير يتطلب إضافة معلومات جديدة إلى المعلومات الوراثية في الكائن الحي، وهذا غير متاح في التنوع أبدا، لم يكن داروين يعي هذه الحقيقة عندما أعلن نظريته، وكان يظن أن التنوع ليس له حدود وأن التنوع الموجود في الطبيعة لا يوجد ولا دليل يثبت أن له حدودا.
فجوهر المسألة ينحصر فيما إذا كانت الأجناس تتنوع بالفعل بلا حدود أم لا، فهي تبدو ثابتة إن للتطور المتوقع في كائن ما حدودا وهذه الحدود تتبع قانونا، فالتنوع الذي أكده داروين يقف عند نقطة لا يمكن تجاوزها، وهي أن مثل هذا التنوع لا يحتوي سر التطور المستمر.

## الرفض العلمي

### علماء يرفضون نظرية التطور
الكثير من العلماء ممن تصدى للتطور بردهم أنها نظرية زائفة بلا أدلة، فمن بينهم:
- عالم الرياضيات والبيولوجيا الجزيئية والفلسفة ديفيد بيرلينسكي وهو أشهر من انتقد التطور الذي يرى أنه يروج بين الناس باسم العلم والحقائق، وذلك بعدما زادت شكوكه الكثيرة حوله كلما تقدمت العلوم وقد أعلن ذلك على الملأ في مجلة كومينتاري عندما قال أنه متشكك في التطور في مقال بعنوان انكار داروين عام 1996م، في السنوات الأخيرة قام بوضع كتابه الشهير وهم الشيطان عام 2008م، ولهُ حوارات مليئة باعترافاته من سخرية العلماء الحقيقيين من التطور ومليئة بالسخرية العلمية من افتراضات التطور الخيالية ونقاط ضعفها القاتلة.
- وكذلك عالم الكيمياء الحيوية مايكل دنتون الذي كان يؤمن بالتطور في السابق إلى أن بدأ يكتشف بنفسه مع التقدم الرهيب في البيولوجيا الجزيئية عشرات الثغرات القاتلة عن التطور، فقام ساعتها بوضع كتابه الشهير التطور نظرية في أزمة وهو من أوائل الكتب التي قلبت نظرية التطور في العصر الحديث رأسا على عقب وذلك عام 1985، وله مشاركات عديدة في وثائقيات علمية عن الدقة المتناهية وعلامات التصميم الذكي في الحياة والأرض والكون وصولا إلى الإنسان، فقد ترجم أعماله في كتابه قدر الطبيعة عام 1986.

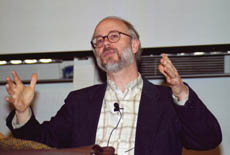
مايكل بيهي أحد العلماء البارزين في انتقاد نظرية التطور

- مايكل بيهي وهو عالم متخصص في الكيمياء الحيوية وأستاذ بجامعة ليهاي في ببنسيلفانيا بأمريكا، وقد ساورته شكوك كثيرة أيضا في التطور مع تخصصه العلمي الدقيق والاكتشافات العلمية الأخيرة وخصوصا عندما قرأ كتاب التطور:نظرية في أزمة لمايكل دنتون ووجد أن كل النقاط التي ذكرها بالفعل طعنت التطور الصدفي والعشوائي [212] فقام بتأليف كتابه الشهير صندوق داروين الأسود عام 1996 ويعتبر من أشهر من أسسوا ووضعوا قواعد التصميم الذكي أو الصنع المتقن في شكلها الأكاديمي الأخير وخصوصا نقطة التعقيد الغير قابل للإختزال ودلالاته على استحالة التطور التدريجي العشوائي عبر الزمان وعلى دلالاتها على الغائية لظهور الأعضاء المعقدة مرة واحدة من جهة مصمم ما.
- وليم ديمبسكي عالم في الرياضيات وفيلسوف أمريكي ومن دعاة التصميم الذكي والمعارضين بشدة لنظرية داروين من خلال الانتقاء الطبيعي يقول ديمبسكي أن تفاصيل الكائنات الحية يمكن أن توصف بشكل مشابه. خصوصاً نماذج التتابع الجزيئي في الجزيئات البيولوجية الوظيفية مثل ال الحمض النووي الريبوزي منقوص الأكسجين والثبات من ناحية المفاهيم في نقاش ديمبسكي للتعقيدات المتخصصة كان موضع جدل داخل المجتمع العلمي، مؤيدو التصميم الذكي يعتبرونه كبرنامج للبحث العلمي يحقق في آثار المسبب الذكي فالتصميم الذكي يدرس آثار المسبب الذكي وليس المسبب الذكي نفسه. على ضوء ذلك، وبما أنه لا يمكن اختبار هوية المؤثرات خارج نظام مغلق من داخله، تقع الأسئلة التي تتعلق بهوية المصمم خارج حدود المفهوم.[213]، وهو صاحب كتاب تصميم الحياة مشاركة مع جوناثان ويلز ويعد الكتاب من بين أقوى ما كتب في النقد العلمي للنظرية.
- جوناثان ويلز وهو عالم البيولوجيا الجزيئية الأمريكي[214] فمع دراسته للبيولوجيا الجزيئية ومع الاكتشافات الحديثة أيضا الناطقة بعلامات الغائية والخلق تراجع عن إلحاده إلى المسيحية وصار من أعداء نظرية التطور وهو صاحب الكتاب الشهير أيقونات التطور عام 2002، وأيضا له كتاب تصميم الحياة مشاركة مع ديمبسكي.
- جيري فودور وماسيمو بياتيللي بالماريني الأول بروفيسور الفلسفة وعلم الإدراك بجامعة ولاية نيوجيرسي والثاني بروفيسور الفلسفة وعلم الإدراك بجامعة ولاية أريزونا بدأ الأول بالتشكيك في حقيقة وجود الانتخاب الطبيعي وذلك في كتاب لماذا لا تملك الخنازير أجنحة؟ والذي نشر سنة 2007 بمعرض لندن للكتاب، ثم شارك مع ماسيو في إصدار الكتاب الصادم وهو كتاب: en:What Darwin Got Wrong عام 2011 وكتبا في مقدمته أنه نقد علمي وليس ديني أو ما شابه وذلك حين قالا: «هذا ليس كتابا عن الله، ولا عن التصميم الذكي، ولا عن الخلق، ليس أيا من أحدنا متورط في شيء من ذلك، لقد رأينا أنه من المستحسن أن نوضح هذا من البداية، لأن رأينا الأساسي فيما يقضي بأن هناك خطأ ما وربما خطأ لدرجة قاتلة في نظرية الانتخاب الطبيعي»[215]
- فيليب جونسون متخصص في القانون وكان تطوريا فتركه وأفاق بدوره على كتاب التطور نظرية في أزمة لدنتون وبدأ في التوسع في القراءة ومتابعة آخر الأخبار العلمية إلى أن تيقن تماما من أخطاء التطور وأنها لا تعدو تزييفات وتكهنات خيالية لا يدعمها أي دليل عقلي أو علمي تجريبي صحيح[216] وعلى أثر هذا صار من أشهر من ينتقدون التطور في أمريكا، وله مجموعة كتب كذلك من بينها هزيمة الداروينية وكتاب محاكمة داروين وكتاب الاعتراضات الوجيهة للتطور وأشياء.
- دوان كيش متخصص في الكيمياء الحيوية شارك في العديد من المحاضرات الجامعية والمؤتمرات الدولية للرد على نظرية التطور بأسلوب علمي وحضاري، وله عدة أبحاث التي بين فيها عدم صحة نظرية التطور، وقد جمع محاضرته في كتاب هل تعرضت لغسيل الدماغ؟ ومن كتبه أيضا المتحجرات ترد على نظرية التطور بالرفض.[217]

يدعي البعض أن التطور يتراجع مع التقدم العلمي، وأن أخطاءه صارت كثيرة جدا في السنوات الأخيرة أكثر من ذي قبل، فعلماء مختصون بالآلاف يرفضونه، لذلك ظهرت أبحاث وكتب علمية تكشف عن عدم صحته وأن داروين كان مخطئا بخصوص شجرة الحياة، والعلماء يؤكدون أن شجرة التطور خاطئة ومضللة، والاعتراضات التاريخية بدأت أشهر خطواتها علنا بقائمة معهد ديسكفري المكونة من 100 عالم ومتخصص يرفضون الداروينية سنة 2001 حيث ذكروا أسمائهم ودرجاتهم العلمية في أمريكا، ثم تطورت الفكرة لإنشاء موقع متخصص على النت لتسجيل هؤلاء المعترضين سواءا من أمريكا أو خارجها حيث كل عالم يذكر اعتراضه ودرجته العلمية  ولما انتشر الأمر وصلت لوسائل الإعلام من كندا قرابة 1000 عالم يعارضون الداروينية، ومع مرور الوقت وصل الرافضون للداروينية التطورية إلى ثلاثة ألاف في أمريكا فقط وهناك غيرهم لم يتم تسجيلهم يخشون على مناصبهم وأسمائهم ، والأمر لا يختص بعلماء البيولوجيا فقط، لأن نظرية التطور تمس علم الإحصاء والاحتمالات والفيزياء والكيمياء وغيرهم، لذلك ظهر علماء فيزيائيون وجراحون يرفضون الداروينية بما فيها.

### التعليم
وعلى المستوى التعليمي هناك علماء يرفضون تدريس التطور في المدارس الثانوية، وبدأت بعض الدول في التخلي عن تدريس نظرية التطور أو تدريس التصميم الذكي إلى جانبه، ففي كوريا الجنوبية تم الإعلان عن وجود أخطاء فادحة في نظرية التطور فقامت وزارة التعليم العالي بجامعة سيول بالاستغناء عن تدريسها في المدارس نتيجة الأخطاء الفادحة في الحفريات التي زُعم أن لها علاقة بالتطور، وفي بريطانيا بدأ دخول التصميم الذكي إلى بعض المدارس، وفي بولندا بدأت مع تسعينات القرن العشرين عودة تعليم الخلق في صورة التصميم الذكي أو التقدير الحكيم في مقابل تراجع تعليم التطور، وفي تركيا بدأ الاهتزاز للتطور منذ عام 1985 وذلك عندما أعطى معهد أبحاث الخلق بكاليفورنيا بأمريكا نصائح لهيئة التدريس والتعليم في تركيا حول كيفية تدريس القول بالخلق في المدارس والجامعات، وقد أثيرت منذ عام 2012 إثر التضييق الشديد على كتب ومنابع تدريس ونشر التطور حتى صار الوضع فيها إلى زوال نظرية التطور وانحسارها في مقابل التصميم الذكي. وفي المغرب تم حذف التطور من مقرر الباكالوريا شعبة الأحياء منذ سنة 2014 لخمس سنوات، أما في الولايات المتحدة التي حسب دراسة استطلاع الرأي أن 90 في المائة من الأمريكيين يشككون في التطور دون تدخل الإله فقد شهدت بعض الولايات الأمريكية المُتحفِّظة نهضة مناوئة لنظرية التطور بعد انتشار الانتقادات، فبدأ عودة تدريس الخلق الذي تم حظره من قبل في العديد من الولايات سواءا في المدارس العامة أو الخاصة، وقد خرجت إدارة تعليم ولاية كنساس عندما صوَّت أغلبية أعضائها بقرار يقضي بإسقاط نظرية التطور المتعلقة بأصل الإنسان، وعلى إثر ذلك القرار أعلنت إدارة التعليم في ولاياتي تينيسي ولويزيانا بأنه يحق للمدرسة الحكومية في هذه الولاية أن تطرد أي مدرس يقوم بشرح نظرية التطور على أنها حقيقة علمية مسلم بها، وتم لأول مرة في ولاية تينيسي تدريس التصميم الذكي بجانب التطور
كما أصدر مجلس ولاية جورجيا قرار يقضي بأن على كل مدرسة حكومية في الولاية أن تضمن لتلاميذها دراسة نظريات من دون أفضلية ومجالس تعليمية في ولايات أخرى توصي بتدريس الكتب التي تنتقد نظرية التطور. وفي الهند أعلنت ولاية كارناتاكا حملة إلغاء تدريس التطور لعدم استناده على أدلة علمية، وتقضي الحملة إلى حذفها من الكتب التعليمية.

## الإنسان والقرد

### خصائص تفرد الإنسان عن القردة
هناك نشوء لعدة أنظمة تميز الإنسان عن الرئيسيات العليا الأخرى على سبيل المثال:
1. المشي على قدمين منتصبا بالترافق مع التعديل في تركيب الحوض والمخيخ، على عكس القرود التي تمشي على أربع، فالمشية المركّبة بين الأربعة أطراف منحنيا ًوبين القدمين منتصبا ليست ممكنة.[246][247]
2. استطالة الساق وقصر الذراعين، مع بصمات أصابع تمتلك حاسة لمس جيدة للغاية.
3. الدماغ أكبر بكثير وكذلك الجمجمة أكبر بثلاث مرات من القردة العليا.[248]
4. تعديل في البلعوم ينتج عنه السماح بالنطق، والتعديل في النظام العصبي المركزي خاصة في منطقة فص صدغي والتي تسمح بالتمييز المحدد للحديث.
5. تغير في الجهاز العضلي.
6. تعديلات في عضلات اليدين والشفاه واللسان.
7. زوال الشعر.
8. المساحة بين العينين قريبة بما فيه الكفاية لإدراك المسافات والرؤية المجسمة، وتقدم شبكة العين تقدم رؤية الألوان المختلفة.
9. الذكاء والخبرة والقدرة العقلية الفائقة والفريدة.

فكيفية تميز الإنسان بهذا هي محل تساؤل.
الاختلافات الجينية بين الإنسان والشمبانزي تصل إلى 35 مليون زوج من قواعد الحمض النووي على أقل تقدير، وقد وُجد ان الفترة الزمنية اللازمة لتثبيت طفرة واحدة فقط في أسلاف الرئيسيات هي ستة ملايين سنة، وأن الحصول على إثنين فقط من الطفرات وتثبيتها عبر التطور الدارويني المزعوم للبشر هو 100 مليون سنة، فيتضح أمر بخصوص فاعلية معدل الطفرة في التطور وفشل الداروينية في توفير الدعم النظري بعد فشل الدعم التجريبي لإثبات قصة السلف المشترك. إذا كان تاريخ الانفصال التطوري الذي حدث بين الإنسان والشمبانزي من السلف المشترك قد حدث ما بين خمس لسبع ملايين سنة مضت، وهذه الفترة التي من المفترض أن يختلف فيها الإنسان عن الشمبانزي بما مقداره 35 مليون زوج من قواعد الحمض النووي عن طريق الطفرات هي بالكاد كافية لحدوث وتثبيت طفرة واحدة فقط، علما أن تقديرات الوقت المتاح للحصول على إثنين من الطفرات اللازمة في طريق تطور البشر هي 216 مليون سنة، وهي طويلة بشكل غير واقعي، وهذا يعني أن الوقت الذي من المفترض أن تتطور فيه كل الثدييات على كوكب الأرض من ثديي بدائي عاش في هذا الوقت يتحصل فيه نموذج الوراثة السكانية على طفرتين فقط، ويدور التساؤل عن كافة الاختلافات الأخرى بين البشر والشمبانزي ومدة الوقت الذي يستلزم ذلك، كما أن الكروموسوم الذكري Y بين الإنسان والشمبانزي مختلف جدا بحيث يستحيل معه أن يكونا من سلف واحد، وأثبتت فحوصات الحمض النووي الريبوزي منقوص الأكسجين أن الهوموإيركتوس ليس من أسلاف البشر  الأمر الذي يجعل الإنسان والقرد ليسا من سلف مشترك. وأما ما قيل بأن أبحاث الجينوم اثبتت أن التشابه بين الحمض النووي للإنسان والشمبانزي يصل إلى 98.5 في المائة فمصدره دراسة قديمة تمت على 30 إلى 40 بروتينا من أصل 100000 بروتين كما أنها تمت بطرق مثيرة للجدل حتى قام أحد العلماء بإعادة التجربة ولم يحصل على نفس النتائج وبين أن هناك تلاعبا بالنتائج الأولى، وكشفت دراسة أخرى أنها لا تتعدى 95 في المائة، وعند دراسة كائنات حية أخرى يتضح عدم وجود أي علاقة جزيئية كتلك التي يدعيها أنصار التطور وتبين هذه الحقيقة أن مبدأ التشابه ليس دليلا على التطور. فمسألة تشابه جزيئات البروتين بين الكائنات الحية هذه بديهة طبيعية وضرورة حياتية لازمة للسلسلة الغذائبة والهرم الغذائي فمثلا نسبة تشابه بين الإنسان والدجاج تكاد تكون متطابقة، ذلك أن هذه المادة المشتركة ليست نتاجا للتطور بل لتصميم مشترك.

### قرد الترسير

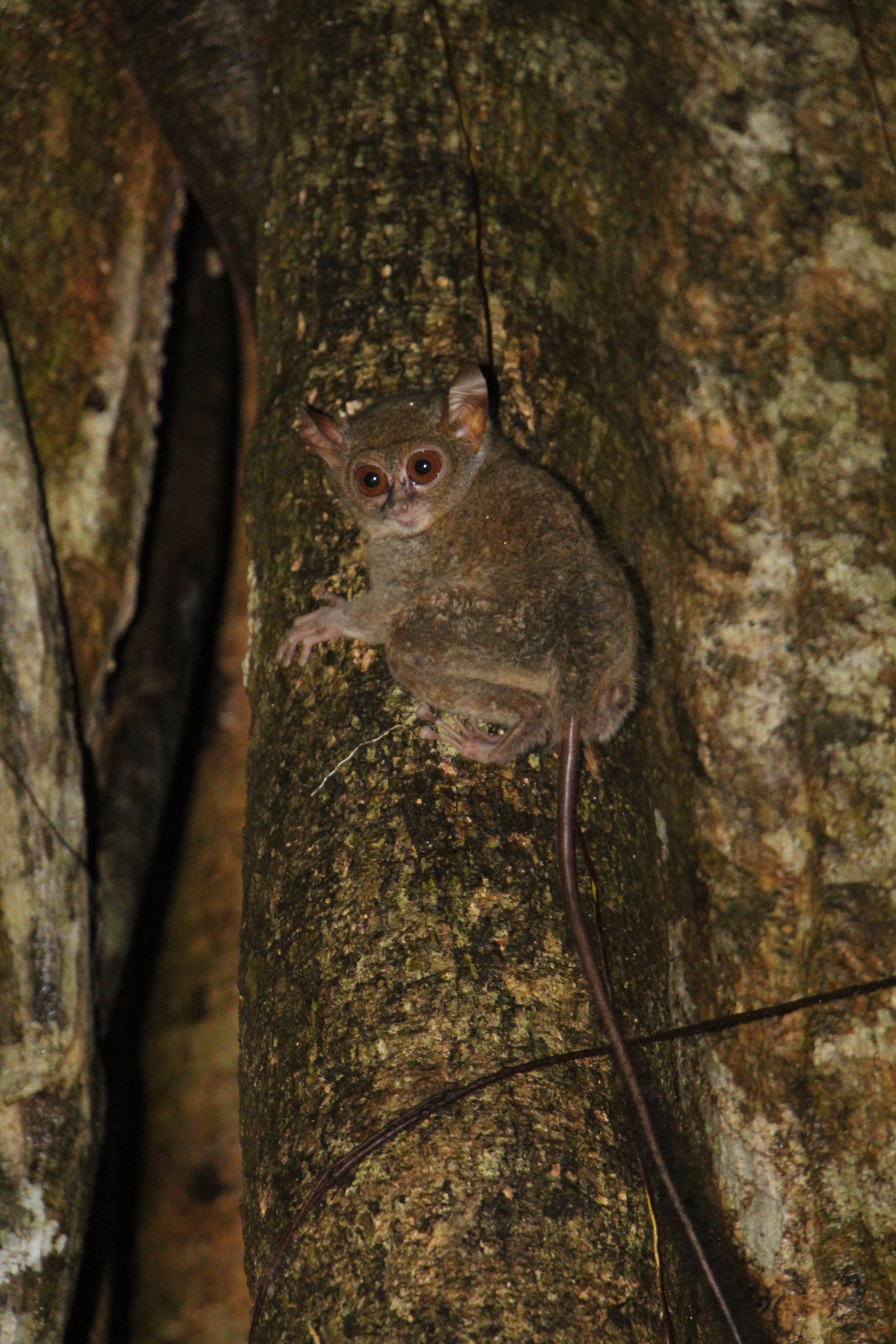
قرد الترسير

من أهم دلالات رسم شجرة النشوء والتطور هي المقاربة البيوكيميائية المعتمدة على قياس المسافات بين تسلسلات البروتينات القديمة برصد أوجه التقارب بالأحماض الأمينية المكونة لنفس البروتين في الأنواع المختلفة، وبناءا على تلك المسافات التقاربية بين الأنواع المختلفة يتم بناء العلاقات السلفية بينها ومدى القرابة المفترضة عن طريق عمليات احصائية بسيطة ليكون النظام الهرمي المتشعب لتلك الشجرة الفيلوجينية، استخدم أنصار نظرية التطور تلك العائلات من البروتينات القديمة لتواجدها بأغلب الأنواع الحية مثل عائلة بروتينات en:Cytochrome السايتوكروم المشاركة في السلسلة التنفسية في الميتوكوندريا لرسم العلاقات التطورية بينها، لكن سرعان ما تبين تناقض هذه الادعاءات وتخلى الكثيرين منهم عن التشبث بها، فقرد الترسير الصغير بسبب انتمائه إلى رتبة الرئيسيات التي ينتمي إليها الإنسان والقرد ملفت للانتباه، فهو يثير الفوضى ويظهر تناقضات فادحة بين دلالات التشابه المورفولوجي والجزيئي كدعائم للأشجار الفيلوجينية، فهو أحد أنواع القردة البدائية والتي صنفت داخل رتبة الرئيسيات، ووفقا للداروينية فإن العلاقة الفيلوجينية بين الترسير وباقي القردة يجب أن تتسق بها المعطيات التشريحية والجزيئية لإعطاء دلالة واحدة، ولكن هذا لم يحدث قط بل ظهر أن هذا القرد الصغير عكس الفرضية التطورية بدلالة التقارب الجزيئي، فالمقاربات الجزيئية والجينية المعتمدة لبناء التسلسلات الهرمية داخل شجرة التطور التي تم بناءها تظهر شيئا مختلف تماما عن شجرة القرابة التشريحية المعتمدة، وذلك ما أظهرته المقارنات بين الجينات المسؤولة عن en:cytochrome b السايتوكروم بي بالميتوكوندريا، ففي دراسة كانت المفاجئة أنها وضعت القرد الصغير وسط أنواع مختلفة تماما ليس لها أدنى علاقة تطورية قريبة مع القرود، وأظهرت قرابة وطيدة بالقطط والحيتان والفئران، كما لو كان قد انفصل عن القرود الأخرى قبل القطط والحيتان بدلا من أن تظهِر المقاربة علاقة مباشرة للتارسير برتبة الرئيسيات وباقي القردة، هذه النتيجة التي أحبطت علماء التطور حول اعتماد سيتوكروم بي كدلالة فيلوجينية شائعة في الفقاريات فحسب، فالنتيجة الحتمية هي عدم صلاحيات بروتينات السيتوكروم التنفسية لقياس المسافات التطورية بين الأنواع وبناء الأشجار الفيلوجينية.

## البرمائيات

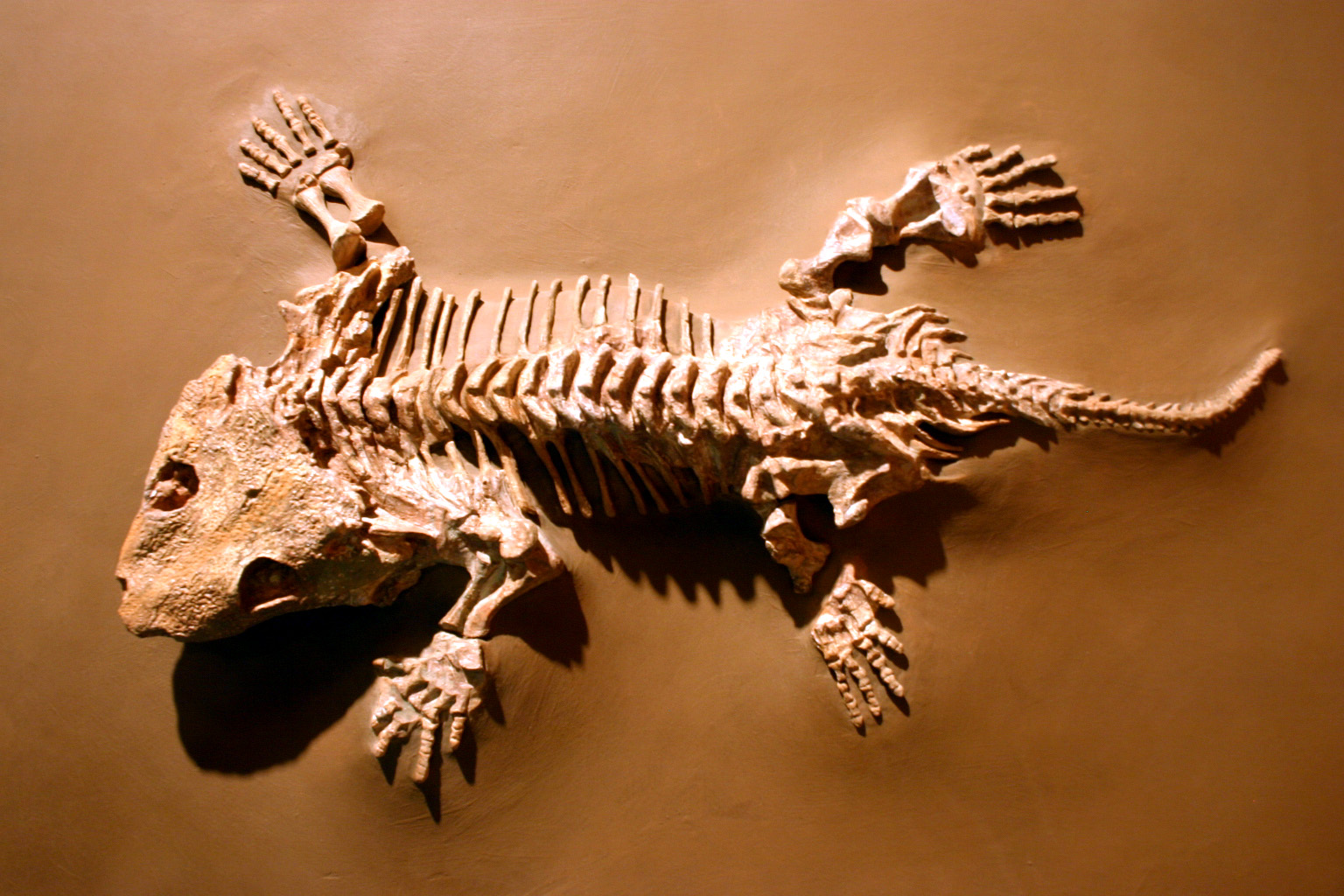
حفرية لسحلية سمندل

يقول مايكل دنتون «إن كل كتاب علمي عن التطور يؤكد أن الزواحف تطورت من البرمائيات، ولكن لم يشرح أي منهم كيف حدثت التغييرات الكبيرة المميزة لكي تتكيف البرمائيات مع الحياة الجديدة كالزواحف؟ كيف حدثت هذه التغيرات تدريجيا ونتيجة لتراكمات تغيرات صغيرة متتابعة؟ إن بيضة الزواحف أكثر تعقيدا ومختلفة تماما عن بيضة البرمائي وبالكاد يوجد في المملكة الحيوانية بأسرها بيضتان أخريتان أكثر اختلافا بينهما مما بين الزواحف البرية والبرمائيات، إن أصل البيض السلي وكيفية انتقال البرمائيات إلى كونها زواحف برية، لم يتم أبدا تقديم سيناريو واضح له من نظرية التطور، فمثلا المحاولة لتفسير منطقي لكيفية تحول القلب والشريان والأورطي في البرمائيات تدريجيا إلى ما يناسب ظروف الزواحف والثدييات وهي محاولة تطرح مشاكل رهيبة تماما»، فأوائل الكائنات ذوات البيض السلي يتميزون عن غيرهم من كل البرمائيات الإحثائية في أنه لم يوجد لها أسلاف معروفون للآن، كما أن أصل البرمائيات المعاصرة والانتقال بين أنواع رباعيات الأرجل المختلفة لا يزال مجهولا تماما مثل أصل مجموعات أخرى كبيرة من الكائنات، ولا يوجد أي برمائي حفري يبدو عليه بوضوح أنه هو الجد الأعلى الذي يتطور بعد ذلك إلى كونه كائن بري تماما كالزواحف والطيور والثدييات، وأما ما اعتبره أنصار التطور أنه أصل الزواحف وهي سحلية سمندل وهي نوع من البرمائيات فاتضح فيما بعد أن هذا الحيوان لا يمكن أن يكون هو أصل الزواحف وذلك لوجود حفريات للزواحف قبل هذا الحيوان ب30 مليون سنة، حيث أن أقدم حفرية لسيمور (حيوان) تعود للعصر البرمي أي منذ 280 مليون سنة في حين أقدم حفريات للزواحف تعود لحوالي 320 مليون سنة وبالتأكيد لا يمكن أن يكون الجد الأعلى للزواحف وُجد على الأرض بعد وجود الزواحف نفسها.

## البديل عن الدين
العلم التجريبي يعتمد على الملاحظة أو المشاهدة وعلى التجربة، وهذا لا تعتمد عليه النظرية لكي تكون حقيقية أو نظرية مثبتة بالعلم التجريبي، فلم يشاهد أحد أي نوع يتطور إلى نوع آخر حقيقي، لذلك فإن أي إيمان بشيء في الماضي أو المستقبل أو الغائب يسمى اعتقاد أو دين، فالحاضر هو ما يمكن رصده ولهذا قال فيلسوف العلوم والمتخصص في البيولوجيا التطوري مايكل روس:

يُعتقد أن أحد الاسباب التي تجعل بعض من يدافع عن نظرية التطور هي التهرب من الخلق المباشر للكائنات والخالق لكل شيء، لذلك يقول الملحد جورج والد الحائز على نوبل ما نصه 
.

## قوانين الديناميكا الحرارية
يقضي القانون الثاني من قوانين الديناميكا الحرارية الذي يعد من القوانين الفيزيائية الأساسية بأن كل الأنظمة يصيبها الاضطراب والخلل وتؤول إلى الخراب بمرور الزمن إذا ما تركت دون تدخل خارجي في ظل الظروف الطبيعية، وهذا الخلل والخراب يتناسب طردا مع الزمن الذي يمر عليها. إن جميع الكائنات الحية وغير الحية تبلى وتتعرض للتلف والخلل ومن ثم تفنى، وهذه هي النهاية الحتمية التي ستواجهها جميع الكائنات بطريقة أو بأخرى طبقا لهذا القانون، وهذا المصير الذي لا مفر منه ولا رجعة منه كذلك، وما سبق يعد حقيقة يشاهدها الجميع على الدوام، والقانون الثاني من قوانين الديناميكا الحرارية هو الوسيلة التي يمكن التعبير من خلالها حسابيا وبالمعادلات عن هذه العملية الطبيعية، هذا القانون هو عامل رياضي يعتبر مقياسا للطاقة غير المستغلة في نظام ديناميكي حراري، أي يعبر عن مدى الخلل الذي قد يصيب أحد الأنظمة الفيزيائية. ويزيد هذا العامل كلما تحول أحد الأنظمة من كونه نظاما مخططا إلى حالة من الخلل والاضطراب واللانظام، وكلما زادت نسبة الخلل والاضطراب في النظام ارتفع هذا العامل الذي يعبر عن درجة الخلل والاضطراب، ويقضي القانون الثاني بأن الكون بأسره يتجه بشكل لا يمكن تجنبه نحو حالة من الخلل والاضطراب واللانظام. لقد ثبتت صحة هذا القانون عمليا ونظريا، بل إن علماء العصر يتفقون على أن القانون الثاني سيكون هو النموذج المسيطر من القوانين خلال الفترة القادمة من التاريخ، ووصف بأنه القانون الأول للكون أما نظرية التطور فقد اشتهرت وعرفت بتجاهلها هذا القانون الفيزيائي الكوني البديهي والأساسي، وهي تطرح آلية تُنَاقِض هذا القانون بالكامل، فهي تدعي أن الذرات والجزيئات المتفرقة وغير المنتظمة وغير الحية قد تجمعت تلقائيا بمرور الزمن بنظام وتخطيط معين، لتُكون جزيئات أخرى غاية في التعقيد مثل البروتينات والأحماض النووية حمض نووي ريبوزي منقوص الأكسجين وحمض نووي ريبوزي، ثم لتُكون بعد ذلك الملايين من الأنواع الحية الأكثر تعقيدا، وطبقا لنظرية التطور فإن هذه العملية المفترضة التي تنتج عنها أشكال ونظم حية أكثر تعقيدا وتنظيما في كل مرحلة زمنية تمر عليها قد بدأت وتطورت من تلقاء نفسها في ظل الظروف الطبيعية، إلا أن الإنتروبيا يوضح تماما أن هذه العملية الطبيعية المزعومة تخالف القوانين الفيزيائية كليا، والعلماء يؤكدون هذه الحقيقة عن نظرية التطور بأن المراحل المعقدة التي تمر بها الحياة في تطورها تُظهر تناقضات هائلة مع ما يتجه إليه القانون الثاني من قوانين الديناميكا الحرارية، فبينما يقر هذا القانون بأن هناك اتجاها دائما وغير عكسي نحو الخلل والاضطراب تفترض نظرية التطور أن الحياة تتخذ أشكالا أرقى وأكثر تنظيما باستمرار وبمرور الوقت، فقد وقعت نظرية التطور في المأزق الحرج بسبب قوانين الديناميكا الحرارية يتمثل في إحدى المشكلات التي واجهها علماء الأحياء في التناقض الصريح بين نظرية التطور والقانون الثاني، ذلك أن النظم سواء كانت حية أو غير حية يجب أن تبلى بمرور الوقت لتصبح أقل تعقيدا وانتظاما وليس أكثر كما تزعم نظرية التطور، فهناك استحالة لتكون أشكال من الحياة بصورة تلقائية طبقا للقانون الثاني، وعدم جدوى الفرض القائل بوجود وتكون أشكال معقدة من الكائنات الحية في ظل الظروف الطبيعية، ففي ظل هذه الظروف لا يمكن أن يتكون أي جزيء عضوي معقد التركيب تلقائيا، بل إنه يجب أن يتحلل طبقا للقانون الثاني من قوانين الديناميكا الحرارية، فكلما زاد تعقيد تركيب الخلية الحية أصبحت أقل ميلا للاستقرار على حالها، وبالتالي يصبح من المؤكد أن تؤول إلى التحلل والتلاشي، إن عملية التمثيل الضوئي وهي شكل من أشكال الحياة والعمليات الحيوية الأخرى، بل والحياة ذاتها، لا يمكن فهمها وتفسيرها على ضوء معطيات القانون الثاني أو أي فرع آخر من العلوم على الرغم من المحاولات الخاطئة لتفسيرها بالفعل، فالقانون الثاني يمثل حجر عثرة أمام افتراضات نظرية التطور ليس فقط من الناحية العلمية بل والمنطقية كذلك، وقد عجزت النظرية عن تقديم أي تفسير علمي دائم لتخطي حجر العثرة هذا، وأنصار نظرية التطور يتخيلون فقط أن بامكانهم بالفعل تخطيه، فالقانون الثاني يقول أن التطور يستهلك ويبدد الطاقة الكلية في سبيل الحياة على الكوكب ومفهوم نظرية التطور على عكس من ذلك، فهذا قانون ثابت مختبريا بآلاف التجارب يقول بأن الكون يسير نحو الموت ونحو الانهدام والانقراض وقانون آخر (أي التطور) يقول بأن الكون يسير نحو الأفضل ونحو الأحسن والأكمل، إذن فإن فرضية التطور تصادم العلم في صميمه.

## الفراشات المفلفلة

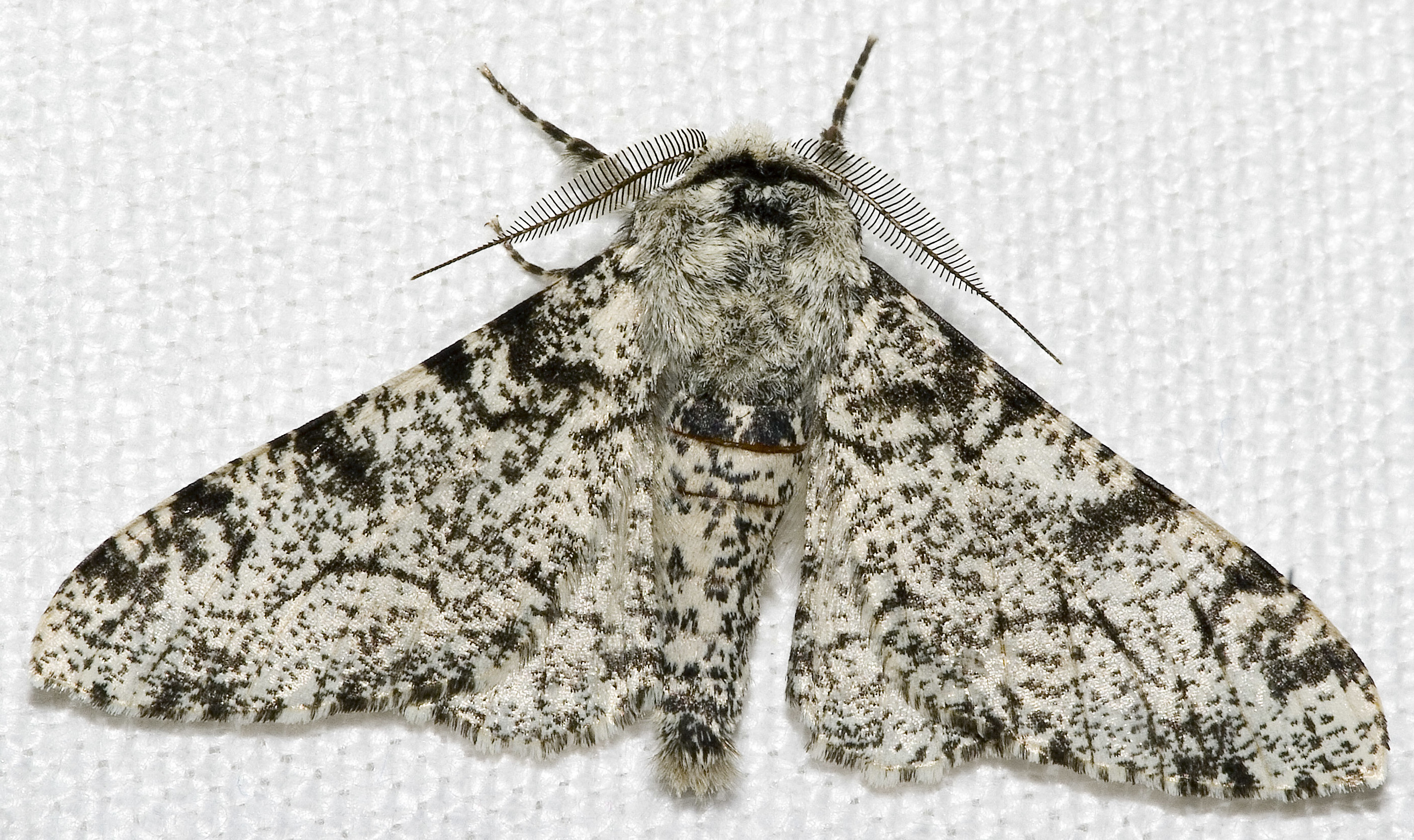
الفراشات المفلفلة ذات اللون الأبيض

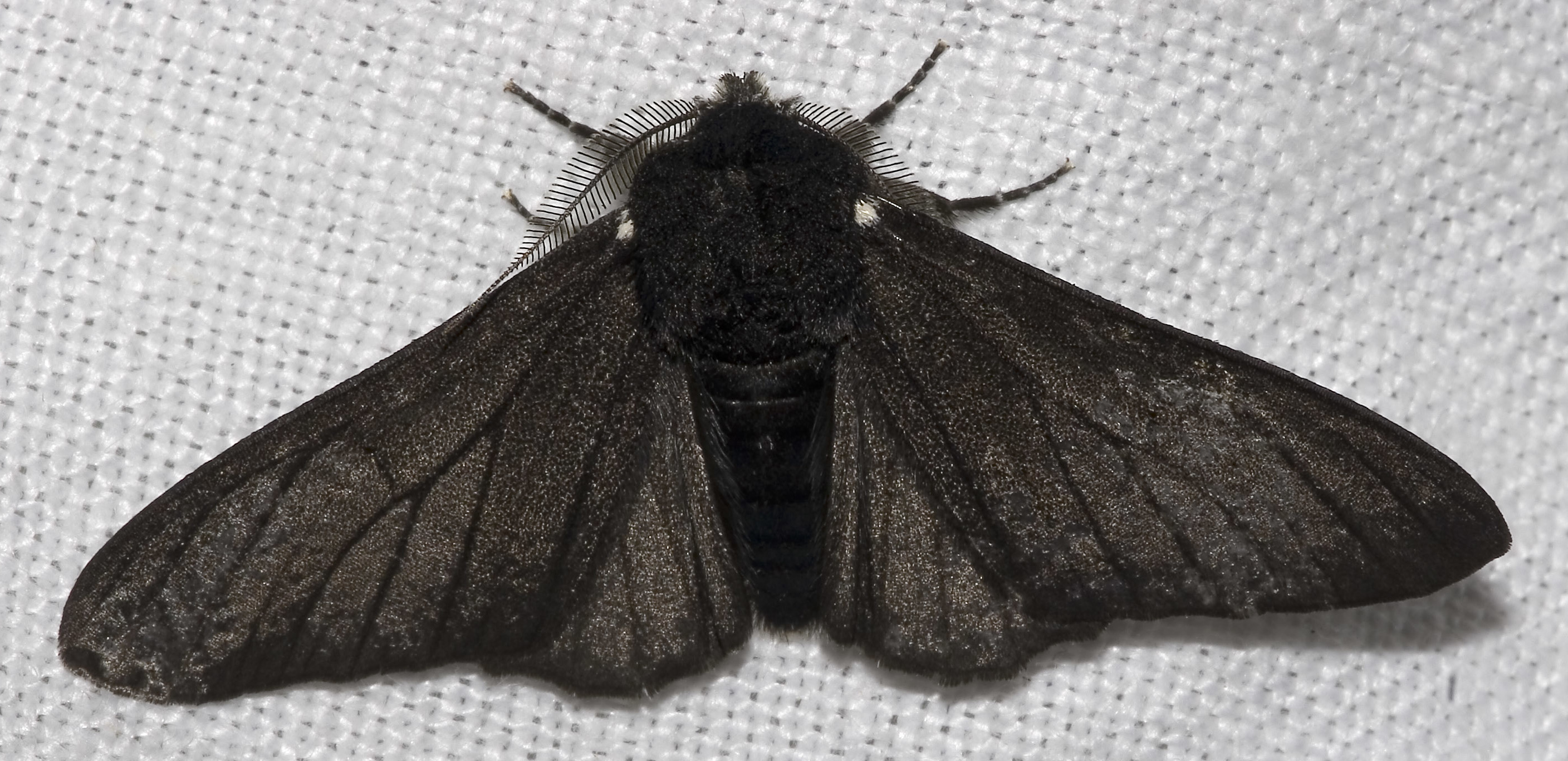
الفراشات المفلفلة ذات اللون الفحمي الغامق

الفراشات المفلفلة التي تعتبر إحدى الأنواع التي ساقتها نظرية التطور، وهناك شكلان مختلفان لهذا النوع، منه النوع الملون له لون كريمي تغطيه بقع صغيرة غامقة اللون، ومع أواسط القرن التاسع عشر بدأ يظهر وينتشر نوع آخر من الفراشات ويلفت الأنظار إليه، وهذا النوع الثاني له لون غامق يغطيه، وبسبب هذا اللون الذي يقترب إلى اللون الأسود أطلق عليها الفحمي نسبة إلى الفحم، ويشير إليه البعض بكلمة الأسود التي تعبر عن لونه الغامق تماما، لقد بدأ هذا اللون الغامق ينتشر تدريجيا في انجلترا، وبناءا على ذلك كتب أنصار نظرية التطور قصة يتداولونها طيلة ذلك القرن أن الفراشات المفلفلة هي أشهر دليل على التطور في كل العصور، فمع بدايات عصر النهضة في انجلترا كانت الفراشات الموجودة على الأشجار في المناطق المتاخمة للتجمعات الصناعية مثل مانشيستر وغيرها لها لون فاتح، ولهذا السبب كان من السهل للغاية تمييز الفراشات قاتمة اللون ذات الألون الغامقة التي تقف على الأشجار عن العصافير التي تأكل معها وهو ما جعل الأماكن التي تعيش فيها قليلة جدا، إلا أنه بعد مرور سنوات وبموت نوع من الطحالب ذات اللون الفاتح والذي كان موجودا على الأشجار، وبتلون الأشجار باللون الأسود نتيجة للتلوث الصناعي استطاعوا أن يصطادوا العصافير فاتحة اللون بسهولة من على الأشجار، وبينما أخذت أعداد الفراشات ذات اللون الفاتح تتضاءل، أخذت الفراشات القاتمة اللون تتزايد، لأنهم لم يستطيعوا تمييزها واصطيادها من على الأشجار التي تحولت هي الأخرى إلى اللون القاتم، أخذ أنصار نظرية التطور من خلال هذه السلسلة من الأحداث دليلا على النظرية، وهي أن الفراشات ذات الألوان الفاتحة تطورت وتحولت بمرور الوقت إلى فراشات ذات ألوان غامقة، فجعلوها في مقدمة الأدلة، فهذه الفرضية التي كثرت بسبب الثورة الصناعية ظهرت تلك الصور ذات اللون الداكن التي تخص الفراشات المفلفلة، ظهرت بتأويلات مختلفة لأنه لم يكن هناك على الساحة أي تجارب أو ملاحظات علمية من شأنها تصويب وتصحيح هذه الظاهرة، وفي القرن العشرين أجرى أحد علماء الداروينية تجارب وملاحظات في تلك البيئات التي تعيش فيها تلك الفراشات المفلفلة، فذكر أن كلا من الفراشات ذات اللون الفاتح وذات اللون الداكن تهجم بأعداد متساوية على المناطق كثيفة الأشجار، وأن كلا اللونين يتم اصطياده من قبل الطيور وأن ذوات اللون الداكن من تلك الفراشات يتم اصطيادها بشكل أكبر، فكانوا يدرسونها للطلاب على أنها دليلا على التطور، لكن عندما أجريت أبحاث أخرى لسنوات عديدة ، وبتتبعها على جذوع الأشجار وفي المصايد والشراك وُجد اثنين فقط من تلك الفراشات وهي تحط على جذع الشجرة، فظهرت الصدوع والشقوق الكائنة في فرضية تطور الفراشات الصناعية وأنها لا تعطي أي دليل على التطور، فالعديد من الدراسات والأبحاث التي أجريت أثبتت أن نوعا واحد فقط من تلك الفراشات مثار الجدل هو الذي يحط على جذوع الأشجار، بينما تفضل كافة الأنواع الأخرى الأجزاء السفلية من الأفرع الأفقية، وأن الجميع يقرون بأن الفراشات بدءا من ثمانينيات القرن العشرين قد بدأت تحط على جذوع الأشجار لكن بشكل نادر جدا، كما أن العديد من العلماء الذين قاموا بتجارب عن الفراشات المفلفلة لسنين قد أفادوا أن عالم الأحياء الدارويني الذي أجرى تجربته وقال بتطورها، أفادوا أنه قد أجبر الفراشات في تجاربه على التصرف على غير تصرفاتها الطبيعية، ومن ثم فإنه لن يكون علميا قبول نتائج تجربته، وأن الباحثين الذين قاموا بدراسة تجربته قد واجهوا نتيجة ملفتة تتمثل في أن نسبة ذوات اللون الداكن من تلك الفراشات كانت تمثل أربعة أضعاف ذوات اللون الفاتح منها، وفي حين أنه من المنتظر أن تكون الفراشات ذات اللون الفاتح أكثر من ذلك في مناطق انجلترا التي لم تتدنس وتلوث، أي أنه لا توجد علاقة بين قشور الأشجار وبين النسبة في أعداد الفراشات الذي ادعاه أنصار نظرية التطور، ففراشات العثة الكائنة على قشور الأشجار والتي التقط العالم الدارويني صورا لها، كانت في حقيقة الأمر فراشات ميتة، وقد ألصقت الأحياء والميتة منها على الشجرة فالتقط لها صور وهي على هذا الشكل، ولما كانوا وضعوا الفراشات على الأجزاء السفلية من الأفرع وليس على الجذوع، فإنه لم يكن قبيل الإمكان على الإطلاق الحصول على تلك الصور، وأُدركت هذه الحقيقة في نهاية التسعينات للقرن العشرين، وانهيار ما قيل عن تطور الفراشات المفلفلة قد خلق شعورا بخيبة الأمل لأنصار نظرية التطور لما علموا بزيفها، وذلك لأن هذه الفراشات كانت تعد من أكبر أدلة نظرية التطور التي كان يتم استخدامها في دروس الأحياء. أنصار داروين الذين ألفوا حكاية الفراشات المفلفلة التطورية قد شوهوا الأدلة من أجل البحث عن الدليل لتلك النظرية، لقد تخيلوا الأدلة التي من الممكن أن تكون مثارة لجدال ونقاش فكري وعلمي، لكن كانت تتمركز في كل هذه الأشياء فكرة العلم الملفق، والأصولية غير الموثوق بها، والأحكام المسبقة التي تتسم بالانحياز، وتجمعت حول تلك الفراشات كومة مليئة بالميول الإنسانية لأشهر علماء الأحياء التطوريين وغشهم وخداعهم لأنفسهم، وبشأن أعمال العالم التطوري السائدة بحق الفراشات لم يتحقق شيء منها، عندما أجريت تجارب أخرى، ولم يحصل في النهاية أي شخص على نتيجة على الإطلاق، وأما بشأن توافق الخلفية التي على جذوع الأشجار، فإنه أعيدت تجارب ووصل العلماء إلى نتائج مغايرة تماما لما وصلت إليه نتائج العلماء التطوريين الذين كانوا غير دقيقين على الإطلاق، أما الدليل الآخر الذي أثبت حكاية التطور المتعلقة بتلك الفراشات إنما هو الفراشات المفلفلة بأمريكا الشمالية، فالأطروحة التطورية كانت من أجل أن توضح أن تلوث الهواء الناجم عن الثورة الصناعية هو الذي كثف تلوث الفراشات، حيث إن نفس الفراشات تعيش في أمريكا الشمالية وبالرغم من أن تلوث الهواء موجود هنالك أيضا فإنه لم يشاهد هنالك أي سفع على الإطلاق. فالتطوريين قد أغمضوا أعينهم عن أمور ومسائل قارة أمريكا الشمالية التي تكون وتشكل مشكلات حرية التسجيل والتدوين ضد تلك الحكاية التي قيلت بشأن جذوع الأشجار ذات اللون الداكن وتلوث الهواء وغيرها، فالصور الداكنة المنتشرة في كندا وغيرها، فإن هذه الحالة الموجودة بأمريكا الشمالية من شأنها أن تفند فرضية سفع الصناعة الكلاسيكية، فهذه الفرضية تفترض أن هناك علاقة مباشرة وقوية بين الصناعة وبين كثرة السفع، لكن ذلك غير صحيح فلا توجد علاقة كهذه في الدراسات التي أجريت على الإطلاق، ومع ظهور كل تلك الحقائق اتضح أن الفراشات المفلفلة التي كان يتم النظر إليها على أنها دليل داروين المفقود بمثابة عمل تمويهي ومخادع عملاق، فمنذ عشرات السنين كان مئات الملايين من الناس يزودون بمعلومات خاطئة مضللة تكرر باستمرار، وكذلك بتلك الصور التي تعرض على أنظارهم عددا من الفراشات الميتة التي قد ثبتت بإبر على قشور الشجر، فالأدلة التي تحتاجها نظرية التطور مفقودة لأنها غير موجودة، فخبراء نظرية التطور يعترفون في صمت بأن نماذجهم بشأن نظرية داروين وارتفاع وانهيار أسطورة الفراشات المفلفلة كلها أمور تعتمد على سلسلة متتالية من الأكاذيب المضللة، وأن تلك التجارب التي أجريت على تلك الفراشات في الخمسينات من القرن العشرين والتي تهدف إلى إثبات حقيقة الاصطفاء الطبيعي قد أصبحت شيئا لا قيمة له، وأن العلماء يعترفون بأنهم لا يعرفون على الأقل الآن الشرح الحقيقة لنبذة الفراشات المفلفلة المذكورة في الكتب الدراسية بشأن نظرية التطور.

## مناعة البكتيريا والحشرات

### البكتيريا
حسب التطوريين فإن البكتيريا وبعد ظهور المضادات الحيوية قامت باستباق الطفرات التي تحميها من هذه المضادات الحيوية وهذا جعلوه دليلا على التطور يجمع بين الطفرات والانتخاب الطبيعي معا، ولكن دار التساؤل فيما لو كانت تلك التكيفات (وليس الطفرات) هي أصلا موجودة في البكتيريا قبل اكتشاف أو استخدام المضادات الحيوية تحدث مناعة البكتيريا بواسطة آليتين لا تشكلان دليلا على التطور، هذه الآليتين إحداهما نقل الجينات المقاومة الموجودة فعليا في البكتيريا والأخرى بناء مقاومة نتيجة فقدان بيانات وراثية بسبب طفرة، فكثيرا من البكتيريا تكون لديها معلومات وراثية للمقاومة قبل استخدام المضادات الحيوية التجارية، ولا يعرف العلماء سبب وجود هذه المعلومات الوراثية كما لا يعرفون لماذا تم الحفاظ عليها وإبقاؤها، فالطفرات في البكتيريا والفيروسات هي مجرد تقلبات وراثية تدور حول موضع وسيط تأرجحا تارة إلى اليسار أو إلى اليمين، ولا يوجد لها أثرا تطوريا نهائيا وفي دراسة أجريت سنة 1986 تم العثور على جثث بعض البحارة الذين أصابهم المرض وماتوا أثناء رحلةقطبية استكشافية عام 1845 محفوظة في حالة تجمد، كما عثر في أجسامهم على نوع من البكتيريا كان منتشرا في القرن التاسع عشر، وعندما أجريت على هذه البكتيريا فحوص معلمية وُجد أنها تحمل خواص مقاومة ضد كثير من المضادات الحيوية التي لم يتم إنتاجها إلا في القرن العشرين، فمقاومة البكتيريا للمضادات الحيوية ظاهرة طبيعية تسبق الضغط الانتقائي الحديث بسبب استخدام تلك المضادات، فعندما قام الباحثون بتحليل الحمض النووي القديم للبكتيريا المحفوظة داخل رواسب دائمة التجمد عمرها 30 ألف سنة كانت المفاجئة بالتعرف على مجموعة متنوعة للغاية من الجينات المقاومة للمضادات الحيوية، فالكائن المجهري أحيانا يستطيع أن يكتسب مقاومة ضد المضاد الحيوي من خلال الاستبدال العشوائي لنيوكليوتيد الذي اكتشف لأول مرة سنة 1944، وهو مضاد حيوي تستطيع البكتيريا أن تقاومه بتلك الطريقة، ولكن على الرغم من أن الطفرة التي تخضع لها البكتيريا أثناء العملية تفيد الكائن المجهري في وجود الستروبتومايسين، فإنها لا تصلح لأن تكون نموذجا أوليا لنوع الطفرات التي تحتاجها النظرية الداروينية الجديدة، ذلك أن نوع الطفرة التي تمنح مقاومة ضد الستروبترومايسين يتضح في الريبوسوم ويقوم بحل تكافئه الجزيئي مع جزيء المضاد الحيوي، إن هذا التغيير في سطح ريبوسوم الكائن المجهري يمنع جزيء الريبوسوم من التعلق بالريبوسوم وتأدية وظيفته كمضاد حيوي، وقد اتضح أن هذا التحلل هو فقدان للخصوصية وبالتالي خسارة المعلومات، والتطور هنا لا يمكن أن يتحقق بواسطة طفرات من هذا النوع، مهما كان عددها، لأن التطور لا يمكن أن يبنى على تراكم طفرات لا تحقق شيئا سوى حل الخصوصية، فاكتساب مقاومة ضد المضادات الحيوية على هذا النحو ليس من النوع الذي يصلح لأن يكون نموذجا أوليا للطفرات المطلوبة لتفسير نظرية التطور، ذلك أن التغييرات الوراثية التي يمكن أن توضح النظرية ينبغي ألا تضيف معلومات إلى جينوم البكتيريا فحسب بل ينبغي أن تضيف معلومات جديدة للكون الحيوي، كم أن النقل الأفقي للجينات ينتشر فقط حول الجينات الموجودة فعليا في بعض الأنواع.

### الحشرات
لا يعد ما تبديه بعض الحشرات ضد مادة الدي دي تي دليلا على الارتقاء كما يعتقد أنصار التطور، ويزعمون أنها أمثلة للمقاومة والمناعة المكتسبة أتت بها طفرات تمت في الكائنات الحية التي تعرضت لهذه المواد، فهذه الخواص التي تتمتع بها الحشرات ليست مميزات تم اكتسابها لاحقا عن طريق التحور ضد هذه المادة فقد كانت بعض تنوعات هذه الكائنات الحية لديها هذه الخواص قبل تعرض الحشرات للمبيدات الحشرية، فهذا الحدث أيضا ينشأ بنفس منطق مقاومة البكتيريا ضد المضادات الحيوية، فبعض الحشريات كانت لديها بالفعل مناعة ضد هذه المادة، فالحشرات التي لم تكن لديها مناعة ضدها قد انقرضت بعد اختراع هذه المادة، أما الحشرات التي كانت لديها مناعة كامنة فقد زاد عددها بمرور الوقت، وكان من نتيجة ذلك أن أصبح ذلك النوع من الحشرات كله له هذه المناعة، وعندما حدث هذا توقف تأثير مادة الدي دي تي على تلك الحشرات، وهذه الظاهرة هي ما يشار إليها عموما، فالتنوعات الوراثية المطلوبة لاكتساب المناعة ضد أكثر أنواع المبيدات الحشرية كانت موجودة لدى الحشرات التي تعرضت للمركبات الكيميائية التي صنعها الإنسان ضد الحشرات.

## فيلم مطرودون
جاء في فيلم مطرودون أن منظمة التيار العلمي تقمع الأكاديميين الذين يؤمنون بما يروه كأدلة على التصميم الذكي في الطبيعة، والذين ينتقدون التطور الدارويني والتطور الحديث كمؤامرة علمية لإخراج الخالق من المعامل العلمية وفصول المدارس، وأن نظرية التطور كانت سببا مساهما في انتشار الشيوعية والفاشية والالحاد ونظرية تحسين النسل وجرائم النازيين في الهولوكوست، ويشير الفيلم أيضا إلى أن التصميم الذكي مؤيدة من العلم قبل الدين، وأنه يحارب في المدارس والجامعات بسبب التعتيم القاسي عليه.